# جان سینا
جان فلیکس اَنتونی سینا (انگلیسی: John Felix Anthony Cena؛ زادهٔ ۲۳ آوریل ۱۹۷۷) بازیگر و کشتی‌گیر حرفه‌ای آمریکایی است که با پروموشن دبلیودبلیوئی قرارداد دارد و قهرمان کنونی کمربند بی چون و چرای دبلیودبلیوئی برای چهاردمین بار است که در مجموع، او را تبدیل به رکورد ۱۷ بار قهرمانی جهانی می‌کند. از سینا به عنوان یکی از بزرگ‌ترین کشتی‌گیران حرفه‌ای تمام دوران یاد می‌شود.
سینا در وست نیوبری ماساچوست متولد شد و در همان‌جا بزرگ شد. او در سال ۱۹۹۸ به کالیفرنیا رفت، جایی که او حرفه بدنسازی را به عنوان یک شغل دنبال کرد. درست قبل از آنکه در سال ۱۹۹۹ سمت کشتی حرفه‌ای برود. زمانی که او شروع به کار در کمپانی محلی Ultimate Pro Wrestling کرد. سینا خیلی سریع مورد توجه کمپانی World Wrestling Federation (اکنون به اسم WWE) قرار گرفت و با این کمپانی قرارداد امضاء کرد و در ابتدا به بخش (OVW) انتقال یافت. سینا در دبلیودبلیوئی بعد از آنکه شخصیت رپری خودش را به دست آورد که بسیار حاضر جواب بود معروف شد، او اولین کمربندی که در دبلیودبلیوئی گرفت کمربند قهرمانی ایالات متحده بود که در سال ۲۰۰۴ آن را بدست آورد. سال بعد سینا برای اولین بار قهرمان کمربند دبلیودبلیوئی شد، پس از آن گیمیک و شخصیت جان سینا مثل «سوپر من» و یک شخصیت قهرمانانه می‌شود، و بدین ترتیب جان سینا به چهره اول کمپانی تبدیل می‌شود و ستاره اصلی برای دهه‌های بعد. جان سینا ۵ بار در پی پر ویو بزرگ دبلیودبلیوای که رسلمینیا است به عنوان چهره اصلی و پرچم دار کمپانی وارد شد.
او همچنین قهرمانی‌های متفاوت زیادی در دوره کشتی حرفه‌ای خود به دست آورده، از جمله ۵ قهرمانی کمربند یونایتد استیس، چهار قهرمانی کمربند تگ تیم، و رکورد بزرگ او قهرمانی ۱۷ دوره جهان، او همچنین دو بار قهرمان مسابقات رویال رامبل شده، و یک بار برنده مسابقه مانی این د بنک شده و صاحب چمدان این مسابقه شده، اگرچه او یکی از بزرگ‌ترین کشتی‌گیران تمام تاریخ از سوی بسیاری از بزرگان و هم دوره ای‌های خود معرفی شده، اما سینا از سوی بعضی از هواداران مورد انتقاد قرار گرفته است.
سینا در فیلم‌هایی مانند کمدی‌های فاجعه (۲۰۱۵)، فردیناند (۲۰۱۷) و بازدارندگان (۲۰۱۸) و فیلم علمی تخیلی بامبلبی (۲۰۱۸) به ایفای نقش پرداخته است. در سال ۲۰۲۱، او در فیلم اکشن اف۹ حضور داشت و نقش شخصیت کمیک پیس‌میکر را در فیلم ابرقهرمانی جوخه انتحار و مجموعهٔ تلویزیونی پیس‌میکر ایفا کرد. نخستین آلبوم او در سال ۲۰۰۵ گواهی پلاتین دریافت کرد. او همچنین بابت کارهای خیرخواهانه‌اش شهرت دارد که یکی از آن‌ها همکاری با بنیاد Make-A-Wish است که او در این بنیاد بیش از ۶۰۰ آرزوی کودکان بیمار را برآورده کرده است.

## دوران کشتی حرفه‌ای

### آلتیمیت پرو رسلینگ ۱۹۹۹–۲۰۰۱
جان سینا تمرینات خود را برای تبدیل شدن به یک کشتی‌گیر حرفه‌ای از سال ۱۹۹۹ در کمپانی آلتیمیت پرو رسلینگ آغاز کرد، این کمپانی توسط ریک باسمن اداره می‌شد، گیمیک و شخصیت وی به صورت یک انسان نیمه ربات بود و اسم کرکتر او پروتوتایپ نام داشت و برخی از لحظات کریر وی در شبکه دیسکاوری اکران شد، بعد از حدود یکسال در آوریل ۲۰۰۰ قهرمان کمربند یو پی دبلیو شد و توانست ۲۷ روز آن را نگه دارد، سینا تا مارس ۲۰۰۱ در یو پی دبلیو فعالیت داشت و بعد از آن کاملاً در دبلیودبلیوای فعالیت کرد.

### دبلیودبلیوای

#### پیشرفت و دیبیو ۲۰۰۰–۲۰۰۲
در ۱۰ اکتبر ۲۰۰۰ درحالی که جان سینا هنوز از شخصیت اولیه رباتیک خود استفاده می‌کرد یک دیبیو غیررسمی در دبلیودبلیواف انجام داد و در دارک مچ اسمکدان مقابل مایکی ریچاردسون قرار گرفت و شکست خورد، وی فرصت دیگری کسب کرد و در ۹ ژانویه ۲۰۰۱ در یک دارک مچ دیگر به مصاف آران اگیلرا رفت و در آن مسابقه پیروز شد، سینا در یک مسابقه دیگر در دارک مچ در تاریخ ۱۳ مارس روی صحنه رفت و بار دیگر در شوی اسمکدان بازی کرد.
در سال ۲۰۰۱ سینا یک قرارداد با دبلیودبلیواف امضاء کرد و این قراراد اختصاص به بخش (او وی دبلیو) شد و در طول زمان جان سینا با نام پروتوتایپ کشتی گرفت و قهرمان کمربند قهرمانی سنگین‌وزن او وی دبلیو برای ۳ ماه و قهرمانی تگ تیم او وی دبلیو همراه با ریکو کانستانتینو برای ۲ ماه شد، در طول سال ۲۰۰۱ سینا چهار تست و امتحان برای فهرست اصلی دبلیودبلیواف دریافت کرد چرا که او چندین بار در لایو ایونت‌های دبلیودبلیواف و در دارک مچ‌ها کشتی گرفت، در ماه‌های اولیه سال ۲۰۰۳ سینا همیشه در لایو ایونت‌های دبلیودبلیواف رقابت می‌کرد جایی که او در برابر افرادی مانند شلتون بنجامین و تامی دریمر مبارزه کرد.
بعد از کال آپ شدن جان سینا به مین ایونت راستر اصلی در سال ۲۰۰۲ همچنان او تا ۲۵ سپتامبر کارش را در او وی دبلیو ادامه داد جایی که او از کنی برولین در یک مسابقه ای با قانون (بازنده باید او وی دبلیو را ترک کند) باخت و جان سینا او وی دبلیو را ترک کرد، بعد از این مسابقه جان سینا فقط برای یک بار در لیگ‌های محلی کشتی ظاهر شد با نام مستر پی که آن مسابقه یک مسابقه تگ تیم ۶ نفره بود جایی که جان سینا با هال اف فیمر آینده دست بیگ باس من و چارلی هاس تیم شد که آن‌ها در مقابل تیم مقابل که اعضای آن لانس کید، ترور موردوک و شون اوهایر بودند قرار گرفتند و پیروز شدند.
در ۲۴ ژوئن یکی از قسمت‌های شوی راو وینس مکمن کل راستر راو را فراخواند و دوران جدید دبلیودبلیوای رو معرفی کرد ruthless aggression era دوران تجاوز بی رحمانه و از کشتی گیران خواست که این را در خودشان پیدا کنند که او به دنبال یکی از آن‌ها است، سینا هم در تاریخ ۲۷ ژوئن ۲۰۰۲ دیبو خودش را در اسمکدان انجام داد و برای اولین بار ما جان سینا را در تلویزیون دیدیم، سینا اوپن چلنج کرت انگل را قبول کرد و رو در روی انگل قرار گرفت و قبل درگیری کرت انگل از او پرسید چه چیزی باعث شده بخواهی رو در روی من قرار بگیری؟ و جان سینا گفت ruthless aggression یعنی تجاوز بی رحمانه، سینا علی‌رغم عملکرد عالی خودش مسابقه را با یک رول باخت بعد از مسابقه جان سینا در بک استیج بود و کسایی مثل بیلی کیدمن، فاروق، ریکیشی و آندرتیکر به او تبریک گفتند، بعد از پیروزی نزدیک جان سینا او در دل هواداران جا باز کرده بود و او فیودی با کریس جریکو را آغاز کرد، سینا جریکو را در پی پر ویو ونجنس شکست داد، سینا سپس فیودی با لوس گورروس (چاوو و ادی گوررو) را آغاز کرد و جان سینا در ۳ سپتامبر ۲۰۰۲ موفق به شکست چاوو گوررو در ولوسیتی شد، در ۱۲ سپتامبر در قسمتی از شوی اسمکدان جان سینا به همراه ادج تیم شد و مقابل لوس گورروس قرار گرفتند که موفق به شکست آن‌ها نبودند بنابراین این فیود تمام شد، سینا به پیروزی‌ها ادامه داد و کسانی مثل آلبرت و دیوان دادلی را در ولوسیتی شکست داد.
در اکتبر سال ۲۰۰۲ جان سینا و بیلی کیدمن در یک تورنومنت تگ تیم برای کسب کمربندهای تگ تیم اسمکدان شرکت کردند که در همون راند اول شکست خوردند، هفته بعد در شوی اسمکدان جان سینا به هم تیمی خودش کیدمن حمله می‌کند و این باعث می‌شود جان سینا به شخصیت هیل تبدیل شود، جان سینا مقصر باخت و از دست دادن فرصت کسب کمربندهای تگ تیم را بیلی کیدن می‌دانست و این برای اولین و تنها زمانی در حرفه ورزشی جان سینا بود که به شخصیت منفی تبدیل شد، در ۱۷ اکتبر در یکی از شوهای اسمکدان جان در یک مسابقه تک نفره موفق به شکست کیدمن می‌شود اما بیلی کیدمن در ریمچ خود در ۲۴ اکتبر در شوی اسمکدان موفق به شکست سینا می‌شود.

#### شخصیت داکتر اف فاگنامکس ۲۰۰۲–۲۰۰۵
مدتی کوتاه بعد از حمله کیدمن در یکی از شوهای اسمکدان در روز هالووین سینا لباس وانیلی آیس را می‌پوشد و یک فری استایل رپ انجام می‌دهد، هفته بعد در شوی اسمکدان جان سینا با شخصیتی جدید وارد اسمکدان شد، یک رپر درحالی که پرومو کات‌هایی همراه با قافیه استفاده می‌کرد و به این صورت گیمیک جان سینا رشد کرد، جان سینا نماد سال ۱۹۸۰ دبلیودبلیواف را به عنوان نمادش انتخاب کرد و همچنین نماد سیگنیچر جان سینا F بود و شعار جان سینا هم در اون زمان Word Life بود، در پی پر ویو ریبلین ۲۰۰۲ جان سینا با کشتی‌گیر زنی به اسم دون ماری تیم می‌شود و مقابل کیدمن و توری ویلسون در یک مسابقه میکسد قرار می‌گیرند که سینا و ماری در کسب پیروزی ناموفق بودند.
در نهایت جان سینا با یک کشتی‌گیر انفکتور یا همان کشتی‌گیر همراه و مراقب به اسم بول بوچانان (B-2) همکاری کرد و باچمن در کیک اف اسمکدان ۲ ژانویه سال ۲۰۰۳ کمک کرد که جان سینا بتواند ریکیشی را شکست دهد و همچنین در ۹ ژانویه یکی دیگر از قسمت‌های شوی اسمکدان B-2 کمک کرد که سینا برای باری دیگر پیروز شود و این دفعه سینا تواست چاوو گوررو را شکست دهد، سینا و B-2 هر دو در رویال رامبل سال ۲۰۰۳ شرکت کردند ولی ناموفق بودند، سینا و بول باچمن در شکست دادن گروه لوس گورروس هم ناموفق بودند و نتوانستند عنوان کمربندهای تگ تیم را بدست بیاورند که این باعث شد جان سینا کشتی‌گیر دیگری به اسم رد داگ را انفکتور خودش کند تا زمانی که رد داگ به برند راو فرستاده شد در فبریه ۲۰۰۳ و از جان سینا جدا شد.
برای اولین بار جان سینا در سال ۲۰۰۳ به دنبال کمربند دبلیودبلیوای رفت و مقابل براک لزنر قرار گرفت، سینا برای قرارگیری مقابل لزنر در یک تورنومنت شرکت کرد سینا هرجور که بود ادی گوررو، آندرتیکر و کریس بنوا را شکست داد و در بکلش سر کمربند دبلیودبلیوای با براک لزنر مسابقه داد که البته موفق به کسب این تایتل در این رویداد نشد، بعد از بکلش جان سینا وارد فیودی با راینو و کریس بنوا شد که منجر شد جان سینا همراه با چاک پالامبو و جانی استمبولی در مقابل اسپنکی، کریس بنوا و راینو در پی پر ویو جاجمنت دی قرار بگیرند که در این مسابقه تیم جان سینا برنده شد، مدتی کوتاه بعد از آن جان سینا در شوی اسمکدان یک سالگی حضور در دبلیودبلیوای را جشن گفت، جان سینا همان شب مسابقه ای با اورلاندو جوردن داد و پیروز شد و پس از آن شروع به کتک زدن او کرد که آندرتیکر با موتور وارد شد و به کمک اورلاندو جوردن آمد، هفته بعد در شوی اسمکدان جان سینا در یک تورنومنت برای تایتل یونایتد استیس شرکت کرد و با بیلی گان مسابقه داد ولی آندرتیکر با ورودش حواس جان سینا را پرت کرد و باعث باخت جان سینا شد، چند هفته بعد جان سینا به گورستان رفت و در مورد آندرتیکر رپ خواند و به نشانه بی‌احترامی به آندرتیکر روی سنگ قبر ادرار کرد، جان سینا و آندرتیکر سپس در پی پر ویو ونجنس ۲۰۰۳ مقابل هم قرار گرفتند که آندرتیکر پیروز مسابقه شد.
در یک بازی مجدد بین جان سینا و آندرتیکر در شوی اسمکدان در ۵ اوت جان سینا موفق به شکست آندرتیکر شد که این بار با کمک ای‌ترین موفق به پیروزی شد، دشمنی و فیود بین جان و آندرتیکر در ۱۹ اوت در شوی اسمکدان به پایان رسید زمانی که جان سینا و ای ترن موفق به شکست آندرتیکر و اورلندا جوردن در یک مسابقه تگ تیم شدند، سینا سپس به سمت کمربند یونایتد استیس رفت و در یک مسابقه لاتینو استریت فایت یعنی مسابقه خیابانی که جان سینا مقابل ادی گوررو قرار گرفت ولی موفق به کسب کمربند نشد.

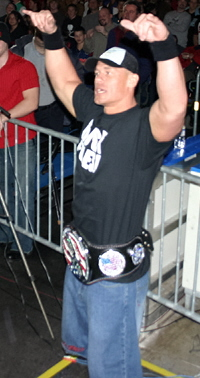
جان سینا همراه با کمربند یونایتد استیس سفارشی خودش در ژانویه ۲۰۰۵

بعد از شکست جان سینا به کرت انگل، در پی پر ویو نو مرسی ۲۰۰۳ جان سینا باری دیگر به شخصیت فیس و دوست داشتنی تبدیل شد و مورد علاقه هواداران شد و بعد از آن دیگر هیچوقت هیل نشد، وقتی جان سینا به عنوان یک عضو به تیم انگل در سروایور سریز ۲۰۰۳ می‌پیوندد سینا و بنوا دو عضو آخر باقی مانده گروهشان باقی می‌مانند، و بنوا براک لزنر و سپس جان سینا بیگشو را پین می‌کند که به این صورت برنده مسابقه شدند، علارقم درگیری بین این دو کشتی‌گیر آن‌ها یک تگ تیم مشترک تشکیل دادند و در ۲۷ نوامبر در یکی از قسمت‌های شوی اسمکدان هر دو در یک بتل رویال ۲۰ نفره پیروز شدند و جواز مسابقه سر کمربند دبلیودبلیوای را کسب کردند، آن‌ها نفرات آخر باقی ماندند و همزمان هر دو همدیگر را به صورت همزمان حذف کردند که باعث شد هر دو پیروز آن بتل رویال شوند، هر چند هفته بعد سینا و بنوا مقابل هم قرار گرفتن که برنده جواز مسابقه سر کمربند دبلیودبلیوای را کسب می‌کرد که سینا مسابقه را باخت و بنوا جواز مسابقه با براک لزنر سرکمربند دبلیودبلیوای رو کسب کرد.
در اوایل سال ۲۰۰۴ جان سینا در مسابقه رویال رامبل شرکت می‌کند، جان سینا نفر بیست و پنجم توسط بیگشو حذف می‌شود، که درنهایت برنده نهایی آن مسابقه کریس بنوا می‌شود، حذف جان سینا توسط بیگشو باعث خصومت بین جان سینا و بیگشو شد و در پی پر ویو نو وای اوت ۲۰۰۴ جان سینا مقابل بیگشو و کرت انگل برای شرکت در رسلمینیا و مسابقه سرکمربند دبلیودبلیوای قرار گرفت که سینا با سابمیشن توسط کرت انگل تسلیم شد، سینا سپس اولین کمربند خود را در دبلیودبلیوای در یک مسابقه تک نفره کسب کرد، جان سینا با شکست دادن بیگشو در رسلمنیا ۲۰ موفق به کسب تایتل یونایتد استیس شد، سینا این کمربند را ۴ ماه در مقابل افرادی مانند رنه دوپری، بوکرتی و راب ون دم دفاع کرد ولی سرانجام جان سینا کمربند را بدون باخت در ۸ ژوئیه در یکی از قسمت‌های شوی اسمکدان از دست می‌دهد چون که سینا به‌طور تصادفی به کرت انگل ضربه ای وارد کرد و چون انگل در آن زمان جنرال منیجر راو بود، انگل کمربندش را از او گرفت و سینا در تلاشی مجدد کمربندی که بدون باخت از دست داده بود را از بوکرتی در پی پر ویو نومرسی پس گرفت، سینا در اسمکدان پس از پی پر ویو نومرسی مقابل کارلیتو قرار گرفت که آن مسابقه سر کمربند یونایتد استیس بود که کارلیتو با وارد کردن ضربه ای با زنجیر جان سینا را ناک اوت کرد و کارلتو برنده مسابقه شد، پس از این باخت دوئل دشمنی بین این دو کشتی‌گیر استارت خورد که بعد آن منجر شد جان سینا ادعا کند که او یک شب در یک کلوپ شبانه بود و بادیگارد کارلیتو جیزس با چاقو به او حمله کرد و آسیب جدی به او وارد کرد، این کار باعث شد سینا تا یک ماه بدور از رینگ باشد که در واقع سینا داشت در این مدت در فیلم The Marine بازی می‌کرد و این حرف‌های جان سینا فقط جزوی از استوری بود، سینا بلا فاصله پس از بازگشت کمربند یونایتد استیس را از کارلیتو پس گرفت، بعد آن سینا از قهرمانی خودش علیه جیزس در پی پر ویو آرمگدون ۲۰۰۴ در یک مسابقه استریت فایت دفاع کرد.
جان سینا در مسابقه رویال رامبل ۳۰ نفره سال ۲۰۰۵ شرکت کرد و سینا جزو ۲ نفر پایانی مسابقه به همراه باتیستا شد، هر دو کشتی‌گیر هم‌زمان به پایین رینگ پرت شدن که باتیستا کمی زودتر به زمین برخورد کرد ولی جان سینا به عنوان برنده انتخاب نشد و مسابقه با نظر داوران دوباره شروع شد و باتیستا پیروز مسابقه شد، ماه بعد سینا در یک تورنومنت نامبر وان کانتردر شرکت کرد جایی که جان سینا به فینال رسید و کرت انگل را در پر پر ویو نو وای اوت ۲۰۰۵ شکست داد و یک فرصت برای کسب کمربند دبلیودبلیوای در رسلمینیا ۲۱ در مین ایونت شو کسب کرد، و فیود او با قهرمان سابق دبلیودبلیوای جان بردشال لیفیلد یا همون جی بی ال استارت خورد، در مراحل اولیه این درگیری سینا کمربند یونایتد استیس خود را با دخالت و ضربه جی بی ال با کمربند خود به جان سینا به اورلاندو جوردن از دست داد.

#### کمربند دبلیودبلیوای ۲۰۰۵–۲۰۰۷
جان سینا در رسلمینیا ۲۱ جی بی ال را شکست داد تا برای اولین بار قهرمان دبلیودبلیوای شود، سینا پس از آن کمربند دبلیودبلیوای را با کمربند جدیدی عوض کرد و اسمش را گذاشت کمربند اسپینر یا همان کمربند عنکبوتی که وسط آن می‌چرخید، با اینحال جی بی ال هنوز کمربند اورجینال دبلیودبلیوای را گرفته بود و معتقد بود او قهرمان دبلیودبلیوای است تا زمانی که سینا کمربند اوریجینال رو احیا کرد و در پی پر ویو جادگمنت دی ۲۰۰۵ در یک مسابقه آی کویت جان سینا باز هم پیروز شد و هر دو کمربند را بالا سر برد.

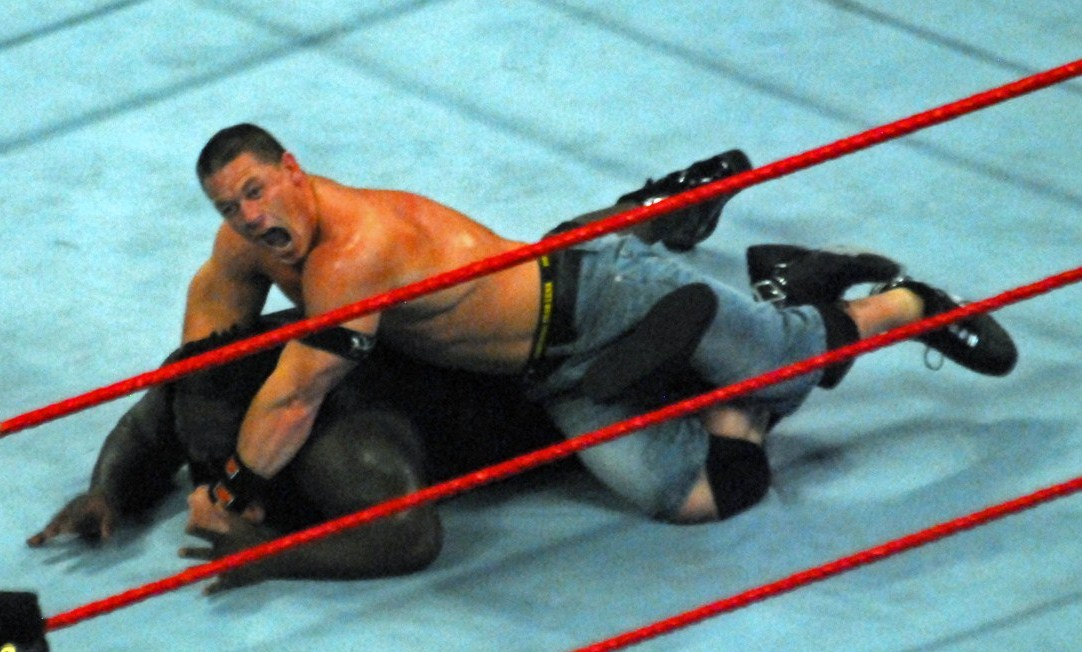
جان سینا در حال اجرای حرکت STF روی مارک هنری، جان سینا از سال ۲۰۰۵ شروع به استفاده از این حرکت کرد

جان سینا در ۶ ژوئن سال ۲۰۰۵ بالاخره به برند راو درفت شد و سینا اولین کشتی‌گیری بود که درفت شد، جان سینا بلافاصله وارد فیودی با اریک بیشاف جنرال منیجر شوی راو شد این فیود بعد از رد کردن مشارکت کردن جان سینا در تیم دبلیودبلیوای در مقابل راستر ای سی دبلیو در پی پر ویو وان نایت استند صورت گرفت که بیشاف بعد از رد شدن درخواست او توسط جان سینا، جان سینا را یک قهرمان به درد نخور معرفی کرد، در پی پر ویو ونجنس ۲۰۰۵ جان سینا اولین دفاع از کمربندش مقابل کریسشن و کریس جریکو در یک مسابقه سه نفره انجام داد و آن‌ها را شکست داد، بیشاف که قول داده بود سینا را از پا در بیاورد جریکو را انتخاب می‌کند که کمربند را از سینا بگیرد، سینا شخصیت مثبت این فیود و جریکو شخصیت منفی آن بود با این وجود یک بخش مردم جریکو را تشویق می‌کردند، و در سامراسلم ۲۰۰۵ جان سینا کریس جریکو را شکست داد، در طول فیود بعدی سینا با کرت انگل جان سینا از سوی بعضی هواداران هوو می‌شد، بیشاف حریف بعدی سینا را انگل انتخاب کرد بعد از اینکه سینا جریکو را در یک مسابقه (اخراج) شکست داد در ۲۲ اوت در شوی راو، انگل جان سینا را در پی پر ویو آنفورگیون ۲۰۰۵ با قانون دیس کوالیفیکیشن شکست داد.
جان سینا سپس شان مایکلز را در یک مسابقه سه نفر در پی پر ویو تبو توزدی ۲۰۰۵ پین کرد و برنده شد که کرت انگل هم در اون مسابقه بود، سینا در مسابقه بعدی خود کرت انگل را در پی پر ویو سروایور سریز ۲۰۰۵ پین کرد، و باز هم کمربندش را حفظ کرد، در شوی راو پس از پی پر ویو سروایور سریز جان سینا از کمربند خودش باید در یک مسابقه سه نفره بین خودش و کرت انگل و کریس مسترز دفاع می‌کرد که این نوع مسابقه فقط با سابمیشن برنده آن مشخص می‌شد و این باعث شد جان سینا برای خودش یک سابمیشن بسازد و اسم آن سابمیشن را (اس تی اف یو) گذاشت که ما اکنون این سابمیشن را با نام (اس تی اف) می‌شناسیم، در آن مسابقه جان سینا باز هم مسابقه را پیروز شد.

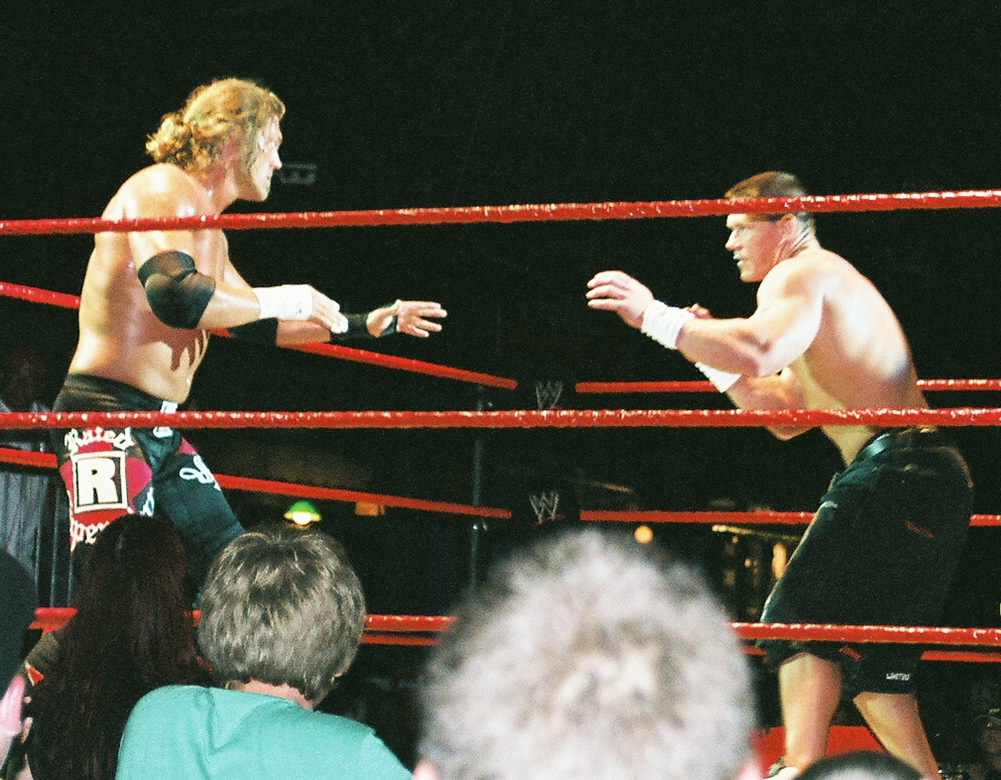
جان سینا در مقابل ادج در یکی از لایو ایونت‌های دبلیودبلیوای

در پی پر ویو نیو یرز رولوشن ۲۰۰۶ جان سینا در یک مسابقه المنیشن چمبر شرکت می‌کند و در آن مسابقه با حذف کردن کارلیتو پیروز آن مسابقه می‌شود، با این حال طولی نکشید که بعد از پیروزی خونین جان سینا قهرمان مانی این د بنک آن روزها ادج آمد و کیف را کش کرد و با دو اسپیر قهرمان دبلیودبلیوای شد، سه هفته بعد در پی پر ویو رویال رامبل ۲۰۰۶ جان سینا کمربند دبلیودبلیوای را پس می‌گیرد، پس از آن جان سینا فیودی با تریپل ایچ آغاز می‌کند و باری دیگر با اینکه جان سینا یک شخصیت فیس بود ولی هواداران شروع به هوو کردن جان سینا و تشویق تریپل ایچ می‌کردند با اینکه چند ماه گذشته جان سینا اغلب تشویق می‌شد، در نهایت جان سینا توانست تریپل ایچ هم در رسلمینیا ۲۲ شکست دهد و قهرمان باقی بماند، واکنش‌ها و شعارهای منفی نسبت به سینا فوق‌العاده زیاد شد زمانی که او مقابل راب ون دم در پی پر ویو وان نایت استند قرار گرفت در مقابل یک جمعیت منفی که طرفداران اصلی ای سی دبلیو را تشکیل می‌دادند در سالن همرستاین که انگار جان سینا در این سالن حتی یک هوادار هم نداشت، شعارهایی که به سینا می‌دادند فوق‌العاده زشت بود مانند، همون بازنده قدیمی، تو نمی‌توانی کشتی بگیری - تو هیچی نیستی و … هنگامی که او شروع به انجام حرکت‌های مختلف در مسابقه می‌کرد همه شعار سر می‌دادند تو هنوز هم افتضاحی، خلاصه جان سینا هر جور که بود در وان نایت استند ۲۰۰۶ و با دخالت و اسپیر ادج جان سینا شکست خورد و کمربند دبلیودبلیوای را به راب ون دم از دست داد.

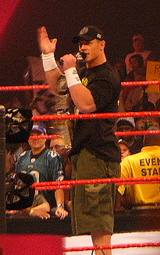
جان سینا در حال صحبت با هواداران در یکی از شوهای راو

در یکی از شوهای راو در ژوئیه ادج در یک مسابقه سه نفره بین خودش و سینا و راب ون دم موفق به کسب کمربند دبلیودبلیوای می‌شود که باعث می‌شود درگیری و فیود بین ادج و سینا باری دیگر شکل بگیرد، پس از اینکه ادج با قانون دیس کوالیفیکیشن در ستردی نایت مین ایونت ۲۰۰۶ و با دخالت لیتا کاری کرد که کمربند خود را از دست ندهد، سپس یک مسابقه دیگر بین جان سینا و ادج ثبت شد که اگر ادج با قانون دیس کوالیفیکیشن بازی را تمام کند کمربند به سینا می‌رسد و این مسابقه در سامراسلم ۲۰۰۶ انجام شد و ادج ضربه ای با پنجه بوکس به جان سینا وارد کرد که دور از دید داور بود و ادج قهرمان باقی ماند، و در شوی راو بعد سامراسلم لیتا کمربند چرخشی جان سینا را با کمربند جدید سفارشی ادج عوض کرد و ادج گفت که این پایان دوره سینا است.
ولی این پایان کار آقای قهرمان نبود! سینا در هتلی که ادج و لیتا در آن بودند به ادج حمله شدیدی کرد و لیتا ترسید و فرار کرد. سپس سینا کمربند دبلیودبلیوئی را گرفت و با آن ضربه محکمی به صورت ادج زد و ادج بیهوش شد. هفته بعد سینا در شوی راو بعد مسابقه ادج با جف هاردی دخالت کرد و ادج را بیرون از ساختمان فرستاد و حسابی کتکش زد و ادج را در دریای لانگ آیلند پرت کرد، سینا هفته بعد به ادج قول داد اگر در فرصت جدیدش باز هم ناکام بماند به برند اسمکدان می‌رود و این مسابقه ثبت شد برای پی پر ویو آنفورگیون ۲۰۰۶، نوع مسابقه تی ال سی بود یعنی از میز نردبان صندلی می‌شد استفاده کرد و این مسابقه در شهر خود ادج برگزار شد، بعد از اجرا (اف یو) از سوی جان سینا از روی نردبان بر روی دو تا میز جان سینا برنده آن مسابقه شد، سینا کمربند اسپینر یا همان چرخشی خودش را در شوی راو دوباره برگرداند.
جان سینا سپس وارد یک فیود برندی شد و جان سینا قهرمان دبلیودبلیوای و قهرمان کمربند سنگین‌وزن کینگ بوکر و قهرمان ای سی دبلیو بیگشو در یک درگیری کوچک شرکت کردند که منجر به یک بازی سه نفره بین آن‌ها در پی پر ویو سایبر ساندی ۲۰۰۶ سر کمربند سنگین‌وزن شد که در آن مسابقه کینگ بوکر حفظ تایتل کرد و برنده شد، در همان زمان جان سینا در یک درگیری با یک غیر کشتی‌گیر (رپر) به اسم کوین فدرلین بود، زمانی که کودین فدرلین با دو کشتی‌گیر به اسم‌های جانی نیترو و ملینا در شوی راو حاضر شد و با دخالت همین کودین فدرلین بود که جان سینا نتوانست کمربند سنگین‌وزن را از کینگ بوکر بگیرد، در اواخر سال ۲۰۰۶ جان سینا فیودی با اوماگا شکست ناپذیر هم داشت در حالی که ۲۰۰۷ با پایان استوری او با کوین فدرلین شروع شده بود، جان سینا در اولین قسمت از شوی راو در سال ۲۰۰۷ مقابل کودین فدرلین قرار گرفت که با دخالت اوماگا شکست خورد، هر چند که جان سینا هفته بعد تلافی کرد و بر روی کودین فدرلین یک (اف یو) زد، سپس در پی پر ویو نیو یرز رولوشن ۲۰۰۷ جان سینا استریک شکست ناپذیری اوماگا را شکست و قهرمان باقی ماند، و بعد از آن اوماگا در پی پر ویو رویال رامبل ۲۰۰۷ مقابل جان سینا باری دیگر ابنبار در یک مسابقه لست من استندینگ قرار گرفت که اوماگا تا شماره ۱۰ نتوانست بلند شود و باری دیگر از جان سینا شکست خورد.
یک شب بعد از پی پر ویو رویال رامبل جان سینا و شان مایکلز مقابل گروه ریتید ار کی او که شامل رندی ارتون و شان مایکلز بود سر کمربندهای تگ تیم مسابقه دادند، جان سینا و شان مایکلز قهرمانان تگ تیم شدند و جان سینا دابل چمپیون شد چون که در یک زمان هم صاحب کمربند دبلیودبلیوای بود و هم قهرمان تگ تیم بود، سپس سینا در رسلمینیا ۲۳ مقابل شان مایکلز سر کمربند دبلیودبلیوای مسابقه داد و با سابمیشن (اس تی اف یو) مایکلز را تسلیم کرد، پس از رسلمینیا ۲۳ در شوی راو مایکلز به سینا خیانت کرد، در شوی راو یک بتل رویال تگ تیم با ۱۰ تیم مختلف تشکیل شد برای کمربندهای تگ تیم که‌شان مایکلز سینا را از تاپ روپ به بیرون رینگ پرت کرد و تیم خودشان را حذف کرد و سینا و مایکلز با این کار عنوان کمربندهای تگ تیم را از دست دادن که در آخر برنده اون مسابقه گروه هاردی بویز شدند، در نهایت فیودی بین جان سینا، رندی ارتون، شان مایکلز و ادج برای کسب کمربند دبلیودبلیوای شکل گرفت که جان سینا در اون مسابقه در پی پر ویو بکلش ۲۰۰۷ پیروز شد سپس فیودی بین جان سینا و گریت کالی شکل گرفت، گریت کالی کسی بود که هم به‌شان مایکلز و هم ادج و رندی اورتون و هم سینا حمله کرد، کالی در یک مسابقه نامبر وان کانتندر مقابل شان مایکلز قرار گرفت و شان مایکلز را ناک اوت کرد و جواز مسابقه با جان سینا را پیدا کرد، کالی حتی بین مسابقه سینا در یکی از شوهای راو کمربندش را دزدید و سینا وقتی تلاش کرد کمربند خود را پس بگیرد به سینا حمله کرد، درنهایت سینا در پی پر ویو جاجمنت دی ۲۰۰۷ گریت کالی را با سابمیشن (اس تی اف یو) تسلیم کرد و به اولین کسی تبدیل شد که کالی را با سابمیشن تسلیم کرد، سینا سپس کالی را در پی پر ویو وان نایت استند ۲۰۰۷ با پینفال شکست داد.
پس از تابستان رندی اورتون نامبر وان کانتندر برای کسب کمربند دبلیودبلیوای شد و فیود این جان سینا و رندی ارتون شروع شد و در پی پر ویو سامراسلم ۲۰۰۷ مقابل هم قرار گرفتند که اورتون در آن مسابقه سه تا آر کی او شوکه‌کننده و سریع به جان سینا زد ولی در هر حال جان سینا موفق به پیروزی در آن مسابقه شد، در مسابقه ریمچ جان سینا و رندی اورتون در پی پر ویو آنفورگیون ۲۰۰۷ دوباره مقابل یکدیگر قرار گرفتند که رندی اورتون با قانون دیس کوالیفیکیشن پیروز آن مسابقه شد، دلیل باخت سینا این بود که به حرف‌ها و دستورهای داور گوش نداد و به زدن رندی اورتون در گوشه رینگ ادامه داد، در طول یک مسابقه با مستر کندی در طول یکی از قسمت‌های شوی راو ۲۰۰۷ جان سینا دچار یک آسیب دیدگی واقعی شد، عضله سینه جان سینا پاره شد و این پارگی بر اثر زدن حرکت هیپ تاس در مسابقه بود، اگرچه مسابقه پایان یافت و ناتمام باقی نماند ولی رندی اورتون هم پس از مسابقه به سینا حمله کرد، وضع سینا خوب نبود و بلافاصله روز بعد پزشکان فهمیدند ماهیچه سینه بزرگ جان سینا به‌طور کامل پاره شده و سینا سریع جراحی شد و پزشکان گفتند جان سینا ۷ الی ۱ سال نمی‌تواند کشتی بگیرد، در نتیجه جان سینا بدون شکست کمربند دبلیودبلیوای را واگذار کرد که تایتل رین جان سینا در ۱۹ سال گذشته دبلیودبلیوای طولانی‌ترین تایتل رین کمپانی شد با نگه داشتن کمربند تا ۳۸۰ روز، جراحی سینا توسط جیمز اندروز، جراح ارتوپدی در بیمارستان سنت وینسنت در برمینگم آلاباما انجام شد، دو هفته بعد در یک ویدیو بروزرسانی شده دربارهٔ وضعیت جان سینا از دبلیودبلیوای پخش شد، دکتر اندروز و مربی فیزیکی جان سینا هر دو گفتند که جان سینا چند هفته پیش از جایی که آن‌ها انتظار داشتند خیلی سریع تر در حال درمان و بهبودی است، جان سینا علی‌رغم آسیبش به تور سالانه دبلیودبلیوای در عراق رفت در تاریخ ۷ دسامبر و در ۲۴ دسامبر که نشان داد حالش کمی بهتر است.

#### کمربند قهرمانی سنگین‌وزن ۲۰۰۸–۲۰۱۰

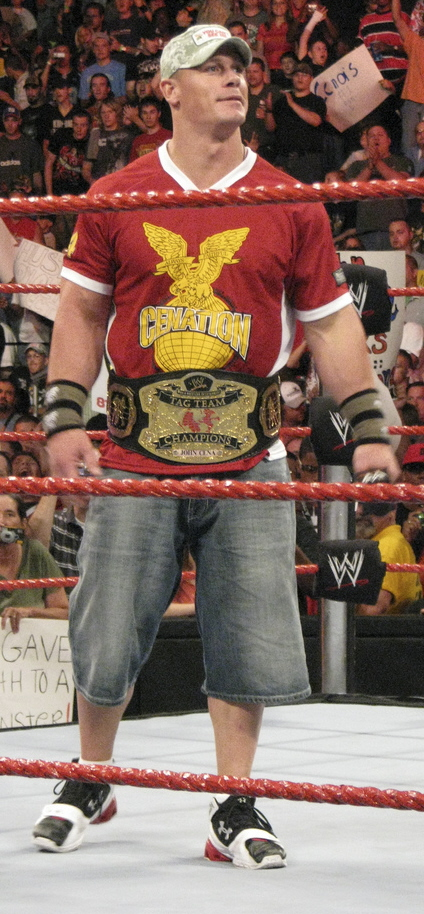
جان سینا به عنوان یکی از قهرمانان تگ تیم جهان

جان سینای مصدوم در رویال رامبل ۲۰۰۸ بازگشت !!! جان سینا باعث تعجب همگان شد چون که خیلی زودتر از زمانی که انتظار می‌رفت به رینگ برگشت، سینا به عنوان نفر آخر رویال رامبل وارد شد و توانست پیروز رویال رامبل شود، سینا ۴ نفر را حذف کرد و یک رکورد هم به جا گذاشت او یک رکورد برای کوتاه‌ترین زمانی که برنده نهایی در مسابقات رویال رامبل شرکت کرد تعیین کرد. پیروزی او ۸ دقیقه و ۲۸ ثانیه طول کشید و رکورد براک لزنر با ۸:۵۹ ثانیه را شکست، سینا تریپل ایچ را به عنوان نفر آخر رویال رامبل حذف کرد، در شوی راو بعد از رویال رامبل سینا در رینگ حاضر شد و گفت که نمی‌تواند منتظر بماند تا رسلمینیا پس او برای پی پر ویو نو وای اوت مسابقه سر کمربند دبلیودبلیوای درخواست کرد نه در رسلمینیا، در پی پر ویو نو وای اوت جان سینا مقابل رندی اورتون قرار گرفت و سر کمربند دبلیودبلیوای مسابقه دادند که مسابقه را جان سینا با قانون دیس کوالیفیکیشن پیروز شد اما موفق به کسب کمربند نشد، همچنین در پی پر ویو نو وای اوت تریپل ایچ موفق شد در مسابقه المنیشن پیروز شود و تریپل ایچ باید به مصاف رندی اورتون در رسلمینیا می‌رفت، در شوی راو بعد پی پر ویو نو وای اوت جان سینا درخواست یک شانس مجدد کرد که در رسلمینیا بتواند حاضر شود و ویلیام ریگال مسابقه ای ترتیب داد با داوری تریپل ایچ که اگر جان سینا در راو موفق به شکست رندی اورتون می‌شد او هم به مسابقه اضافه و مسابقه سه نفره می‌شد که سینا رندی اورتون را با یک اف یو شکست داد.

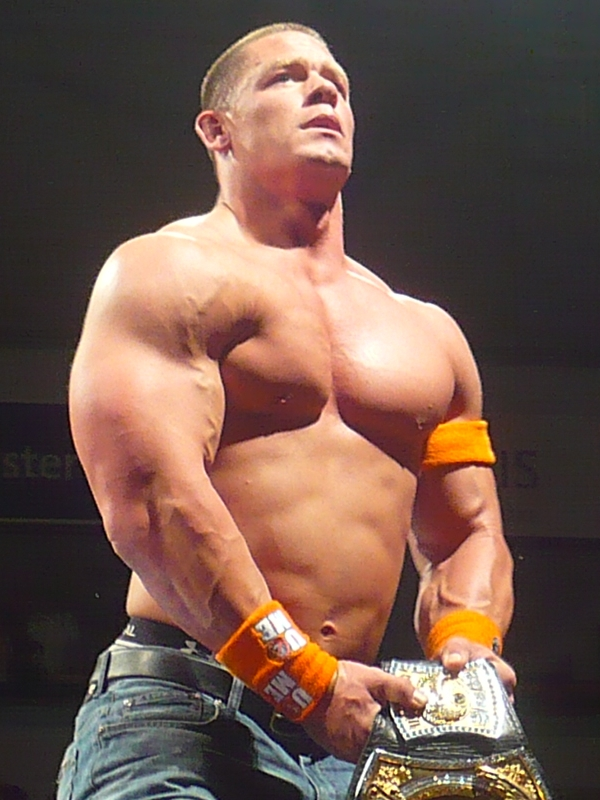
جان سینا به عنوان قهرمان دبلیودبلیوای در سال ۲۰۱۰

جان سینا در رسلمینیا حاضر شد اما رندی با پین کردن سینا در رسلمینیا ۲۴ پیروز شد، برای پی پر ویو بعدی که بکلش بود مسابقه ای بین جی بی ال و رندی اورتون و تریپل ایچ سر کمربند دبلیودبلیوای ثبت شد، جان سینا هم از ویلیام ریگال درخواست کرد که او هم در مسابقه شرکت کند و ریگال هم به سینا یک فرصت داد و سینا را در یک مسابقه هندیکپ دو بر یک مقابل جی بی ال و تریپل ایچ قرار داد و سینا با دخالت رندی اورتون در آن مسابقه پیروز شد ولی در بکلش ۲۰۰۸ موفق به کسب عنوان نشد، نوع مسابقه فیتال فور وی المنیشن مچ بود که جان سینا موفق به حذف جی بی ال شد ولی رندی اورتون سینا را حذف کرد، و تریپل ایچ هم برنده آن مسابقه و قهرمان جدید دبلیودبلیوای شد، سینا سپس دوباره مثل سال ۲۰۰۵ وارد فیود با جی بی ال شد، سینا جی بی ال را در جاجمنت دی ۲۰۰۸ و وان نایت استند ۲۰۰۸ در یک مسابقه (خون) شکست داد، با این حال جی بی ال جان سینا را در پی پر ویو د گریت آمریکن باش ۲۰۰۸ در یک مسابقه پارکینگ شکست داد وقتی جان سینا آماده زدن فینیشرش (اف یو) بود که جی بی ال سینا را هل داد و سینا روی شیشه ماشین خرد شد، این فیود بالاخره در ماه ژوئیه تمام شد، جان سینا در پی پر ویو نایت اف چمپین ۲۰۰۸ هم مقابل تریپل ایچ سر کمربند دبلیودبلیوای قرار گرفت که سینا موفق به کسب کمربند نشد.
در ۴ اوت در یکی از قسمت‌های شوی راو جان سینا برای بار دوم موفق به کسب کمربندهای تگ تیم شد این بار با باتیستا که آن‌ها با شکست دادن تد دیبیاسی و کودی رودز موفق به کسب کمربندهای تگ تیم شدند اما این قهرمانی مدت زیادی طول نکشید و هفته بعد قهرمانان سابق تگ تیم موفق به کسب دوباره کمربند شدند، و همچنین جان سینا برای سامراسلم ۲۰۰۸ مقابل باتیستا قرار گرفت که شکست خورد، مدت کوتاهی پس از آن سینا یکی از چهار نامزد برای مسابقات کمربند قهرمانی سنگین‌وزن جهان شد که سی ام پانگ صاحب آن کمربند بود در یک مسابقه تلاش برای قهرمانی در پی پر ویو آنفورگیون اما ری میستریو جایگزین جان سینا شد چون فتق گردن جان سینا آسیب دیده بود و نیاز به جراحی داشت دلیل آسیب دیدگی گردن سینا هم باتیستا بامب باتیستا بود، عمل جراحی جان سینا هم با موفقیت انجام شد، در ۳ نوامبر سال ۲۰۰۸ شین مکمن اعلام کرد چون جان سینا نتوانست به مسابقه خود در آنفورگیون ۲۰۰۷ برسد سینا در سروایور سریز ۲۰۰۸ مقابل جریکو سر کمربند سنگین‌وزن مسابقه خواهد داد، سینا ماه نوامبر به رینگ بازگشت در پی پر ویو سروایور سریز ۲۰۰۸ و توانست کریس جریکو را شکست دهد و قهرمان سنگین‌وزن جهان شود و این اولین قهرمانی سنگین‌وزن جان سینا بود، این دو رقابت خود را تا پی پر ویو آرماگدون ادامه دادند که سینا قهرمانی خود را حفظ کرد، جان سینا سپس در پی پر ویو رویال رامبل ۲۰۰۹ موفق به شکست جی بی ال شد سپس بعد از آن کمربند سنگین‌وزن را از دست داد در یک مسابقه المنیشن چمبر در پی پر ویو المنیشن چمبر ۲۰۰۹ که ادج پیروز مسابقه شد پس از آن جان سینا درخواست ریمچ کرد و در رسلمنیای ۲۵ در یک مسابقه ۳ نفره موفق به شکست ادج و بیگشو شد و کمربند سنگین‌وزن جهان را پس گرفت، جان سینا در آن مسابقه به صورت هم‌زمان بیگشو و ادج را بلند کرد.
جان سینا سپس کمربند سنگین‌وزن را به ادج در یک مسابقه لست من استندینگ در پی پر ویو بکلش ۲۰۰۹ با حمله بیگشو از دست داد، بیگشو با زدن چکسلم روی سینا در یک نورافکن بزرگ کاری کرد که سینا از حال برود و کمربند را از دست بدهد که این باعث درگیری و فیود بین جان سینا و بیگشو شد که جان سینا در پی پر ویو جاجمنت دی ۲۰۰۹ موفق به شکست بیگشو شد، همچنین در پی پر ویو اکستریم رولز ۲۰۰۹ هم مسابقه دادند که باز هم سینا موفق به شکست بیگشو شد اینبار در یک مسابقه سابمیشن که سینا با اس تی اف یو موفق به شکست بیگشو شد، در طول فیود جان سینا با بیگ شو د میز او را به یک مسابقه در قسمت ۲۷ آوریل در شوی راو دعوت کرد اما چون که سینا آسیب دیدگی داشت میز خودش را پیروز مسابقه خطاب می‌کرد و هفته‌ها این را ادامه می‌داد تا زمانی که سینا میز را در پی پر ویو د بش ۲۰۰۹ شکست داد.
در پی پر ویو نایت اف چمپین ۲۰۰۹ در ژوئیه جان سینا برای کمربند دبلیودبلیوای در یک مسابقه سه نفره بین خودش و رندی اورتون و تریپل ایچ به چالش کشیده شد که رندی اورتون با پین کردن جان سینا کار را تمام کرد و این برد با حمله کودی رودز و تد دیبیاسی نوچه‌های رندی اورتون بدست آمد، شب بعد در شوی راو جان سینا در یک مسابقه بیت کلاک چلنج برای کسب کمربند دبلیودبلیوای تلاش کرد که جان سینا با ۵ کشتی‌گیر رقابت کرد و میز را شکست داد و سریع‌ترین برد را بدست آورد و رکورد مارک هنری را شکست و به سامراسلم ۲۰۰۹ راه یافت و خلاصه رندی اورتون با هر ترفندی که بود توانست جان سینا را شکست دهد، روز بعد در شوی راو مستر مکمن در شوی راو حاضر شد و گفت از جایی که رندی اورتون به روش قانونی و درست برنده مسابقه نشد جان سینا یک فرصت دیگر برای کسب کمربند پیدا می‌کند و اینبار در پی پر ویو بریکینگ پوینت ۲۰۰۹ در یک مسابقه آی کویت رندی باید از کمربندش دفاع کند، این نوع مسابقه جوری بود که یکی از کشتی‌گیرها برای پیروز شدن باید حریفش را مجبور به گفتن کلمه «من تسلیمم» می‌کرد و مکمن گفت در این مسابقه اگر تد دیبیاسی و کدی رودز به نفع رندی دخالت کنند رندی کمربندش را به‌طور قانونی از دست می‌دهد، سینا در پی پر ویو بریکینگ پوینت ۲۰۰۹ موفق به شکست رندی اورتون شد و رندی را تسلیم کرد که برای باری دیگر قهرمان جهان شد اما سینا در پی پر ویو هل این ا سل ۲۰۰۹ کمربند را به رندی از دست می‌دهد، سه هفته بعد سینا در پی پر ویو برگینگ رایتس ۲۰۰۹ در یک مسابقه آیرون من یک ساعته با نتیجه ۶ بر ۵ موفق به شکست رندی اورتون می‌شود و دوباره قهرمان جهان می‌شود، در ادامه سینا از کمربندش مقابل شان مایکلز و تریپل ایچ در یک مسابقه سه نفره در پی پر ویو سروایور سریز ۲۰۰۹ دفاع کرد اما سینا بالاخره کمربند خود را در پی پر ویو تی ال سی به شیمس باخت در یک مسابقه تیبلز که جان سینا روی میز افتاد و کمربند را واگذار کرد.
شب بعد در شوی راو جان سینا در یک تورنومنت برای سوپر استار شدن سال ۲۰۰۹ شرکت کرد که جان سینا ابتدا سی ام پانک را شکست داد و بعد رندی اورتون را در فینال شکست داد که جان سینا بهترین کشتی‌گیر سال ۲۰۰۹ لقب گرفت، جان سینا سپس ریمچ خود را درخواست کرد که کمربند دبلیودبلیوای را پس بگیرد، در قسمت نهایی شوی راو در سال ۲۰۰۹، جان سینا برنده مسابقه شد اما با قانون دیس کوالیفیکیشن و این یعنی برنده کمربند نشد، سینا سپس در پی پر ویو المنیشن چمبر ۲۰۱۰ در قفس موفق شد باری دیگر کمربند دبلیودبلیوای را صاحب شود ولی این قهرمانی فقط ۲ دقیقه طول کشید چون که وینس مکمن بلافاصله وارد شد و گفت اگر جان سینا می‌خواهد به رسلمینیا برود باید باتیستا را بزند که باتیستا بلافاصله وارد شد و با یک باتیستا بامب جان سینا را شکست داد و کمربندی که سینا تازه برنده شده بود را از او گرفت، شب بعد جان سینا درخواست ریمچ کرد و آقای مکمن قبول کرد و مسابقه جان سینا مقابل باتیستا در رسلمنیا ۲۶ ثبت شد که جان سینا در رسلمنیا موفق به شکست باتیستا شد و دوباره قهرمان دبلیودبلیوای شد، شب بعد در شوی راو باتیستا درخواست ریمچ کرد و ریمچ خودش را گرفت همان شب مقابل سینا قرار گرفت که باتیستا همان اول کار با ضربه غیرقانونی به پایین‌تنه سینا بازی را واگذار کرد و این ضربه از سوی عصبانیت باتیستا از باختش مقابل سینا در رسلمینیا بود، سینا دوباره در پی پر ویو اکستریم رولز ۲۰۱۰ در یک مسابقه لست من استندینگ موفق به شکست باتیستا شد و برای بار آخر جان سینا دوباره مقابل باتیستا قرار گرفت اینبار در پی پر ویو اور د لیمیت ۲۰۱۰ در یک مسابقه آی کویت که جان سینا باز هم باتیستا را شکست داد و باتیستا کلمه تسلیم را به زبان آورد و این فیود طولانی تمام شد.

#### استوری لاین با گروه نکسوس ۲۰۱۰–۲۰۱۱

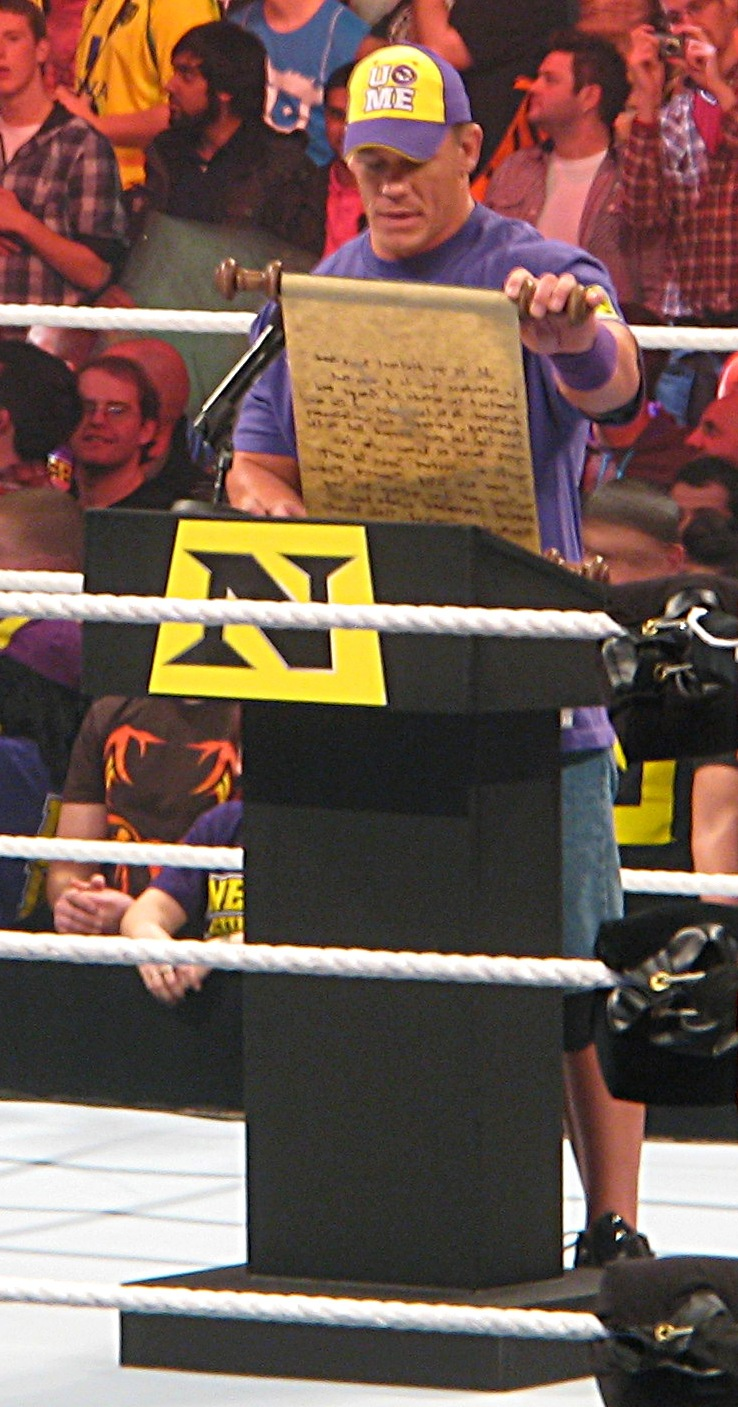
جان سینا در حال سخنرانی اجباری توسط وید برت زمانی که جان سینا عضوی از گروه نکسوس بود

در ۷ ژوئن در یکی از قسمت‌های شوی راو سینا به‌طور ناگهانی به یک استوری لاین جدید رانده شد، در طول مسابقه مین ایونت شب که جان سینا با سی ام پانک مسابقه داشت تمام ۸ کشتی‌گیر فصل اول ان اکس تی به او حمله کردند که این گروه با لیدری ویت برت رهبری می‌شد، همچنین سی ام پانک و پیرو او لوک گلوز و تمام پرسنل و کارکنان اطراف رینگ مورد حمله توسط این گروه قرار گرفتند، اما بدترین حمله بر روی جان سینا انجام شده بود که سینا را با برانکارد خارج کردند، این گروه بعدها خود را به عنوان نکسوس معرفی کردند، در پی پر ویو فیتال فور وی ۲۰۱۰ جان سینا در یک مسابقه چهار نفره بین خودش، شیمس، ادج و رندی اورتون سر کمربند دبلیودبلیوای پس از حمله گروه نکسوس کمربنش را به شیمس از دست داد، جان سینا فردای آن روز در شوی راو درخواست ریمچ برای کمربند دبلیودبلیوای کرد ولی باز هم گروه نکسوس دخالت کردند، هفته بعد جنرال منیجر ناشناس شوی راو مسابقه ریمچ جان سینا برای کمربند دبلیودبلیوای را در قفس استیل کیج در پی پر ویو مانی این د بنک ۲۰۱۰ به او داد که مطمئن شود اعضای نکسوس اینبار دیگر دخالتی نمی‌کنند، در پی پر ویو مانی این د بنک سینا باز هم با دخالت اعضای نکسوس موفق به پیروزی نشد.
جان سینا برای انتقام کارهای گروه نکسوس با ادج، کریس جریکو، جان موریسون، آرتروث، گریت کالی و برت هارت تیم شد و در سامراسلم ۲۰۱۰ مقابل نکسوس قرار گرفتند، چون که اعضای نکسوس قبل سامراسلم کالی را مصدوم کردند دنیل برایان که قبلاً عضوی از گروه نکسوس بود جایگزین گریت کالی شد، در آخر جان سینا با حذف کردن جاستین گبریل و وید برت تیم خودش را پیروز کرد، امید به از بین بردن گروه نکسوس قوت گرفت، جان سینا وید برت را برای یک مسابقه در پی پر ویو هل این ا سل ۲۰۱۰ با مقررات خاصی چلنج کرد، قوانین سینا به این صورت بود که اگر جان سینا ببازد به گروه نکسوس ملحق می‌شود و اگر پیروز شود گروه نکسوس باید از هم پاشیده شود، خلاصه مسابقه با دخالت مایکل مک گیلیکاتی و هاسکی هریس به نفع ویت برت تمام شد، هاسکی هریس دور از دید داور با یک شئ فلزی به سینا ضربه زد و این باعث شد جان سینا مسابقه را ببازد و به گروه نکسوس ملحق شود، جان سینا سپس بعد وارد شدن به گروه نکسوس قصد داشت گروه را از داخل نابود کند و کارهایی به ضرر گروه نکسوس انجام می‌داد که باعث شد جنرال منیجر ناشناس پیامی‌دهد که سینا باید به دستورهای وید برت گوش کند و در غیر این صورت از دبلیودبلیوای اخراج می‌شود، سپس با اعلام وید برت جان سینا با یکی از اعضای گروه نکسوس به اسم دیوید اوتانگا تیم می‌شود و در پی پر ویو برگینگ رایتس ۲۰۱۰ مقابل درو مکینتایر و کودی رودز قرار می‌گیرند و سر کمربندهای تگ تیم مسابقه می‌دهند، جان سینا سپس با (اس تی اف) کار را تمام کرد و برای باری دیگر قهرمان تگ تیم شد اینبار با اتانگا، بعد از مسابقه جان سینا به دیوید اتانگا حمله کرد و کمربند تگ تیم اتانگا هم برداشت و با دو کمربند از سالن خارج شد.
شب بعد جان سینا مجبور شد که به وید برت برای قهرمانی دبلیودبلیوای کمک کند که برت با دیس کوالیفیکیشن پیروز شد اما صاحب کمربند نشد، هفته بعد هیتث اسلیتر و جاستین گبریل دو عضو دیگر گروه نکسوس کمربندهای تگ تیم را از جان سینا و دیوید اتانگا گرفتند چون که برت این دستور را داد که اتانگا باید روی کف رینگ بخوابد و کمربندها از جان سینا و دیوید اتانگا گرفته شود، در سروایور سریز ۲۰۱۰ جان سینا به عنوان داور ویژه مسابقه رندی اورتون مقابل وید برت سرکمربند دبلیودبلیوای انتخاب شد و برت گفته بود اگر او قهرمان نشود سینا از دبلیودبلیوای اخراج می‌شود و اگر برنده شود سینا از گروه نکسوس آزاد می‌شود، خلاصه رندی اورتون ویدبرت را شکست داد و قرارداد سینا با دبلیودبلیوای به پایان رسید (واقعی نبود)، در شوی راو هفته بعد جان سینا سخنرانی خداحافظی خود را انجام داد و از سالن خارج شد، هفته بعد در شوی راو جان سینا به عنوان یک تماشاچی وارد سالن شد ولی به اعضای نکسوس حمله کرد و سپس گفت که درست است که در دبلیودبلیوای کار نمی‌کند ولی هنوز دست از سر گروه نکسوس برنداشته و آن‌ها را یکی یکی نابود می‌کند و شاید یک زمان این حمله‌ها به بقیه اعضای نکسوس تمام شود ولی این حملات هیچوقت برای وید برت تمام نمی‌شود، ۱۳ دسامبر وید برت گفت جان سینا را به دبلیودبلیوای برمی‌گرداند، جان سینا و وید برت در ۱۹ سپتامبر در پی پر ویو تی ال سی ۲۰۱۰ مقابل هم در یک مسابقه صندلی قرار گرفتند که جان سینا پیروز شد.

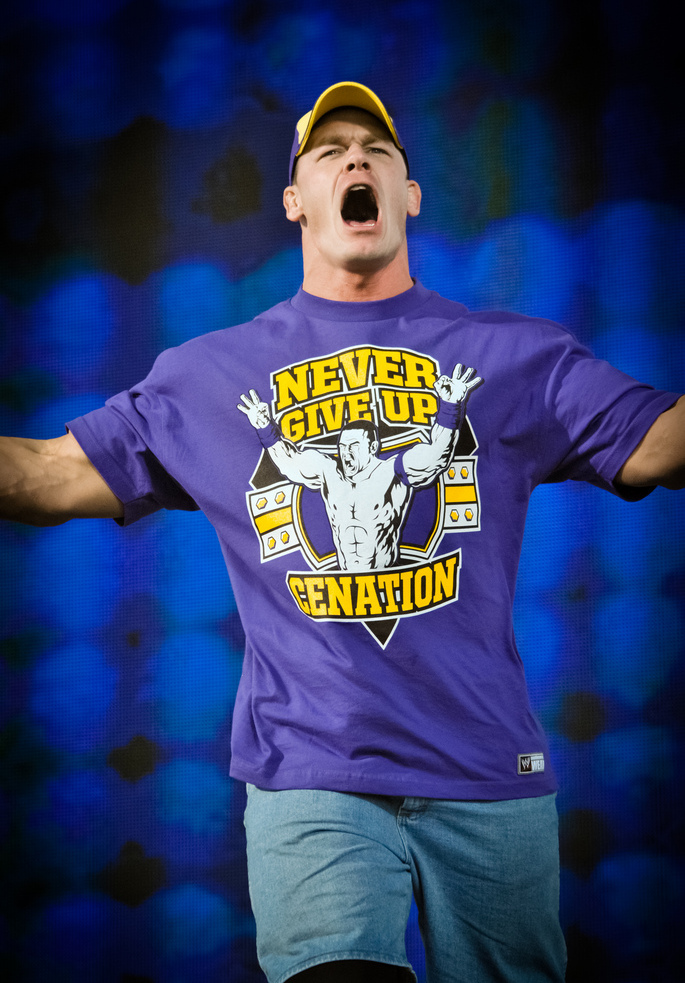
جان سینا در تور دبلیودبلیوای برای ادای احترام به سربازان آمریکایی در سال ۲۰۱۰

در ۲۷ دسامبر در یکی از قست‌های شوی راو گروه نکسوس به جز رهبرشان وید برت وارد شدند و گفتند که آن‌ها دیگر از وید برت پیروی نمی‌کنند و رهبر جدید دارند و به جان سینا پیشنهاد دادند که بیا درگیری‌ها را تمام کنیم که جان سینا قبول نکرد که باعث شد نکسوس به سینا حمله کنند و بعد از حمله گروه نکسوس یکی از بازوبندهای خودشان با نشان نکسوس را در رینگ گذاشتند، سی ام پانک کسی که به جان سینا دو بار در هفته به جان سینا با صندلی فلزی حمله کرده بود بازو بند را برداشت اما به دست نبست و به صورت نمادین وفاداری خودش به نکسوس را اعلام کرد و پانک رهبر گروه نکسوس شد، در ۱۷ ژانویه ۲۰۱۱ جان سینا مقابل پانک قرار گرفت و مسابقه بابت حمله میسون رایان به جان سینا بدون برنده اعلام شد، در رویال رامبل سال ۲۰۱۱ جان سینا در رویال رامبل حاضر شد و بسیاری از اعضای گروه نکسوس را حذف کرد و فیود طولانی جان سینا با گروه نکسوس به پایان رسید.

#### فیود با د راک ۲۰۱۱–۲۰۱۳

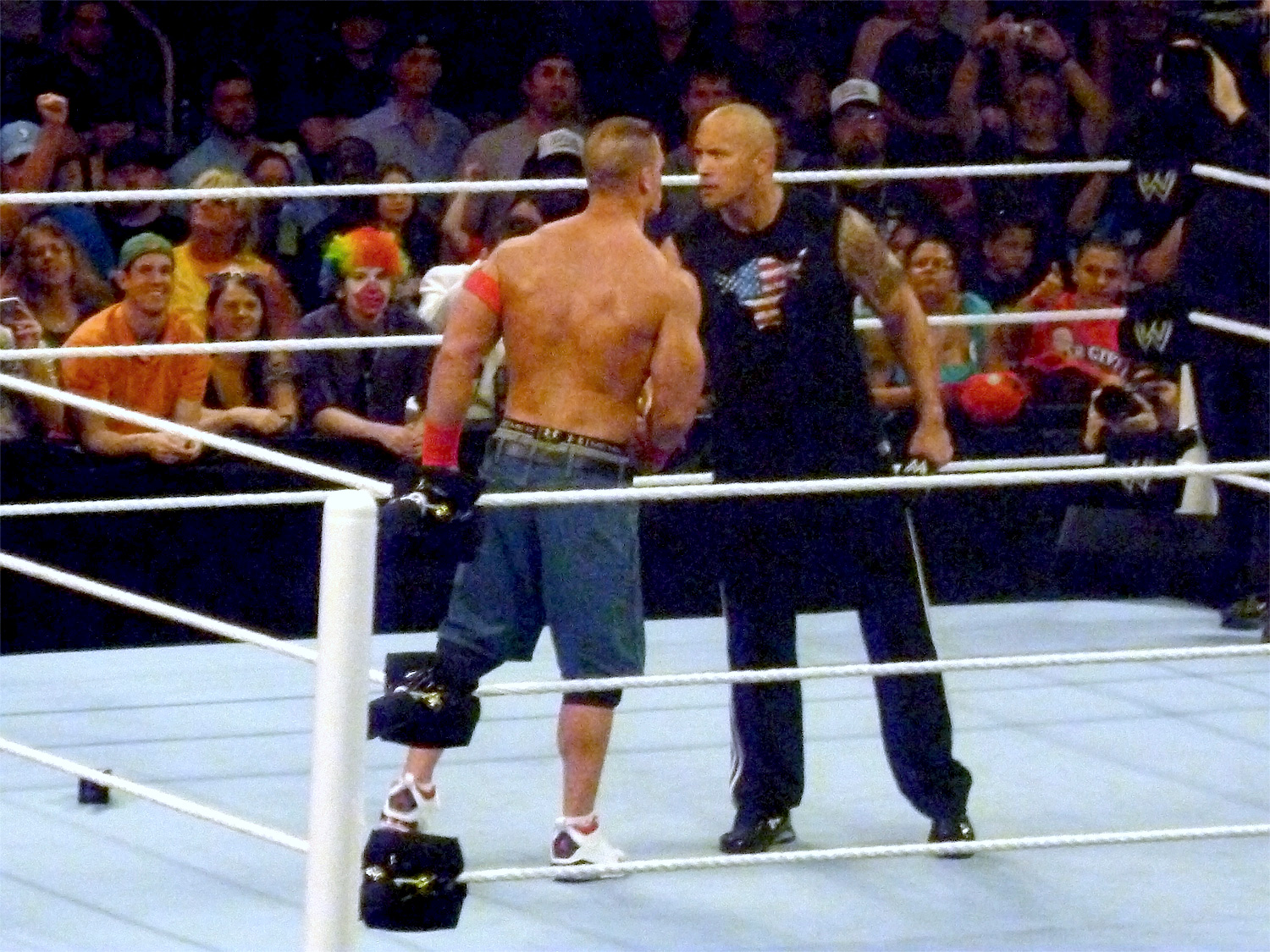
جان سینا و راک پس از موافقت کردن مسابقه آنها در رسلمینیا ۲۸

در همان رویال رامبل ۲۰۱۱ جان سینا جزو ۵ کشتی‌گیر پایانی مسابقه شد ولی در آخر توسط قهرمان سابق دبلیودبلیوای د میز حذف شد با اینکه میز اصلاً بخشی از مسابقه نبود، جان سینا سپس در پی پر ویو المنیشن چمبر ۲۰۱۱ در قفس المنیشن چمبر با حذف کردن سی ام پانک جواز حضور در رسلمینیا ۲۷ را پیدا کرد.
در ۱۴ فبریه اعلام شد دوین جانسون ملقب به د راک میزبان رسلمینیا ۲۷ خواهد بود، راک پس از ۷ سال به شوی راو آمد و هواداران را به وجد آورد، راک جان سینا را مسخره کرد و به او را به یک کاسه بزرگ فروتی پبلز تشبیه کرد که این تشبیه بابت تی شرت‌های رنگی جان سینا بود، راک تی شرت‌های جان سینا را خنده دار توصیف کرد و به سینا یک پاور رنجر خانه به دوش گفت و حتی گفت سینا مانند بستنی وانیلی است، هفته بعد در شوی راو جان سینا این حرف‌های راک را با یک رپ پاسخ داد، جان همان شب سر کمربندهای تگ تیم مسابقه داد و با میز تیم شد و مقابل هیتس اسلیتر و جاستین گبریل مسابقه دادند و جان سینا و میز قهرمان کمربندهای تگ تیم شدند اما این قهرمانی زیاد طول نکشید چون بلافاصله نکسوس درخواست ریمچ کرد و با حمله میز به جان سینا باعث شد آن‌ها کمربندها را همان شب از دست بدهند، بعد از ادامه توهین‌های راک در توییتر جان سینا و راک در شوی راو قبل رسلمینیا رو در روی هم قرار می‌گیرند و بعد یک کل کل کوتاه الکس رایلی و میز به راک حمله می‌کنند و راک هردو آن‌ها را می‌زند ولی جان سینا روی راک ای ای می‌زند و تلافی می‌کند.
بالاخره در رسلمینیا ۲۷ مسابقه بین جان سینا و میز برگزار می‌شود که مسابقه مساوی تمام شد چون که دو کشتی‌گیر بعد از شماره ۱۰ وارد رینگ نشدند، از آنجایی که راک آن شب مهمان ویژه رسلمینیا بود مسابقه را دوباره شروع کرد و مسابقه دوباره استارت خورد که راک انتقام گرفت و با زدن یک راک باتم روی جان سینا او را بازنده می‌کند و میز برنده مسابقه شد ولی در آخر راک روی د میز هم فینیشر می‌زند، در ۲۱ فبریه در شوی راو جان سینا راک را برای رسلمینیا ۲۸ چلنج کرد که راک هم قبول کرد و مسابقه جان سینا و راک برای رسلمینیای ۲۸ ثبت شد، در اکستریم رولز ۲۰۱۱ جان سینا در قفس استیل کیج موفق به شکست میز و جان موریسون می‌شود و قهرمان جدید دبلیودبلیوای می‌شود، جان سینا سپس در پی پر ویوی اور د لیمت ۲۰۱۱ در یک مسابقه آی کویت موفق به شکست د میز شد و از عنوان دبلیودبلیوای خودش دفاع کرد، جان سینا سپس از عنوان دبلیودبلیوای خودش در برابر آرتروث در پی پر ویو کپیتال پانیشمنت ۲۰۱۱ دفاع می‌کند.
سپس فیود جان سینا با سی ام پانک آغاز گردید، سی ام پانک در مسابقه ای سه نفره بین خود و ری میستریو و دلریو جواز مسابقه سر کمربند دبلیودبلیوای را پیدا می‌کند، هفته بعد در شو راو جان سینا مقابل آرتروث در یک مسابقه تیبلز قرار می‌گیرد که با دخالت سی ام پانک جان سینا مسابقه را می‌بازد، بعد از مسابقه پانک پرومو افسانه ای خود را اجرا کرد که بعدها این پرومو به پرومو د پایپ بامب معروف شد، قرار بر این بود این آخرین مسابقه سی ام پانک در دبلیودبلیوای باشد و بعد از مسابقه سی ام پانک دبلیودبلیوای را ترک کند، بالاخره زمان موعود فرا رسید و پانک و جان سینا در مانی این د بنک ۲۰۱۱ مقابل یکدیگر قرار گرفتند که سی ام پانک برنده آن مسابقه شد و کمربند دبلیودبلیوای را از جان سینا گرفت و با کمربند، دبلیودبلیوای را ترک کرد.
بعد از آن ماجرا کمربند دبلیودبلیوای بی صاحب شد چون پانک از کمپانی خارج شده بود، بابت این موضوع یک تورنومنت برای کمربند دبلیودبلیوای برگزار شد که ری میستریو برنده کمربند دبلیودبلیوای شد، جان سینا همان شب ری میستریو را برای یک رکورد شکنی که به نهمین قهرمانی کمربند دبلیودبلیوای خود تبدیل می‌شد چلنج کرد و سینا همان شب ری میستریو را شکست داد و هم رکورد به نام خود ثبت کرد و هم برای باری دیگر قهرمان دبلیودبلیوای شد، بعد از پیروزی جان سینا تم سی ام پانک به صدا درآمد و با کمربند دبلیودبلیوای وارد شد و با سینا فیس تو فیس شد، پانک مدعی بود که هنوز قهرمان دبلیودبلیوا است که بابت این موضوع مسابقه بین جان سینا و سی ام پانک در سامراسلم ۲۰۱۱ با داوری تریپل ایچ برگزار شد، این مسابقه سر هر دو کمربند دبلیودبلیوای بود، در آن مسابقه هنگامی که جان سینا پین شد پای جان سینا روی طناب رینگ قرار داشت و تریپل ایچ این صحنه را ندید و بابت این اشتباه تریپل ایج جان سینا بازنده مسابقه شد، بعد مسابقه کوین نش به سی ام پانک حمله کرد بعد از حمله هم آلبرتو دلریو وارد شد و چمدان مانی این د بنک خودش را کش کرد و قهرمان دبلیودبلیوای شد، جان سینا سپس نامبروان کانتندر برای کسب کمربند دبلیودبلیوای در پی پر ویو نایت اف چمپین ۲۰۱۱ شد که جان سینا دلریو را شکست داد و برای دهمین بار قهرمان دبلیودبلیوای شد، سپس در پی پر ویو هل این ا سل ۲۰۱۱ جان سینا در مسابقه ای سه نفره بین خودش و سی ام پانک و آلبرتو دلریو در قفس هل این ا سل کمربند را به دلریو واگذار کرد. آلبرتو با بیرون انداختن سینا از قفس و کلید کردن قفس کاری کرد که سینا دیگر نتواند وارد مسابقه شود و بابت این موضوع جان سینا کمربندش را باخت.
جان سینا سپس ریمچ خود را در پی پر ویو ونجنس ۲۰۱۱ دریافت کرد و مسابقه اش مقابل دلریو ثبت شد، نوع مسابقه لست من استندینگ بود که با دخالت د میز و آرتروث جان سینا موفق به شکست دلریو نشد، پس از این اتفاق جان سینا در شوی راو تصمیم گرفت که با دوست خودش زک رایدر همکاری داشته باشد و مقابل میز و آرتروث قرار بگیرند اما میز و آرتروث قبل مسابقه به زک رایدر حمله کردند و جان سینا مجبور شد تنهایی مقابل آن‌ها قرارگیرد که سینا با دیس کوالیفیکیشن موفق به شکست میز و آرتروث شد سپس جنرال منیجر اون روزهای شوی راو جان لورینایتیس به سینا گفت یک هم تیمی برای خودش در سروایور سریز ۲۰۱۱ انتخاب کند مقابل میز و آرتروث که سینا راک را انتخاب کرد، با وجود توهین‌های سینا و راک در هفته‌های بعد ولی راک و جان سینا موفق به شکست میز و آرتروث شدند ولی بعد از مسابقه راک به سینا راک باتم زد.

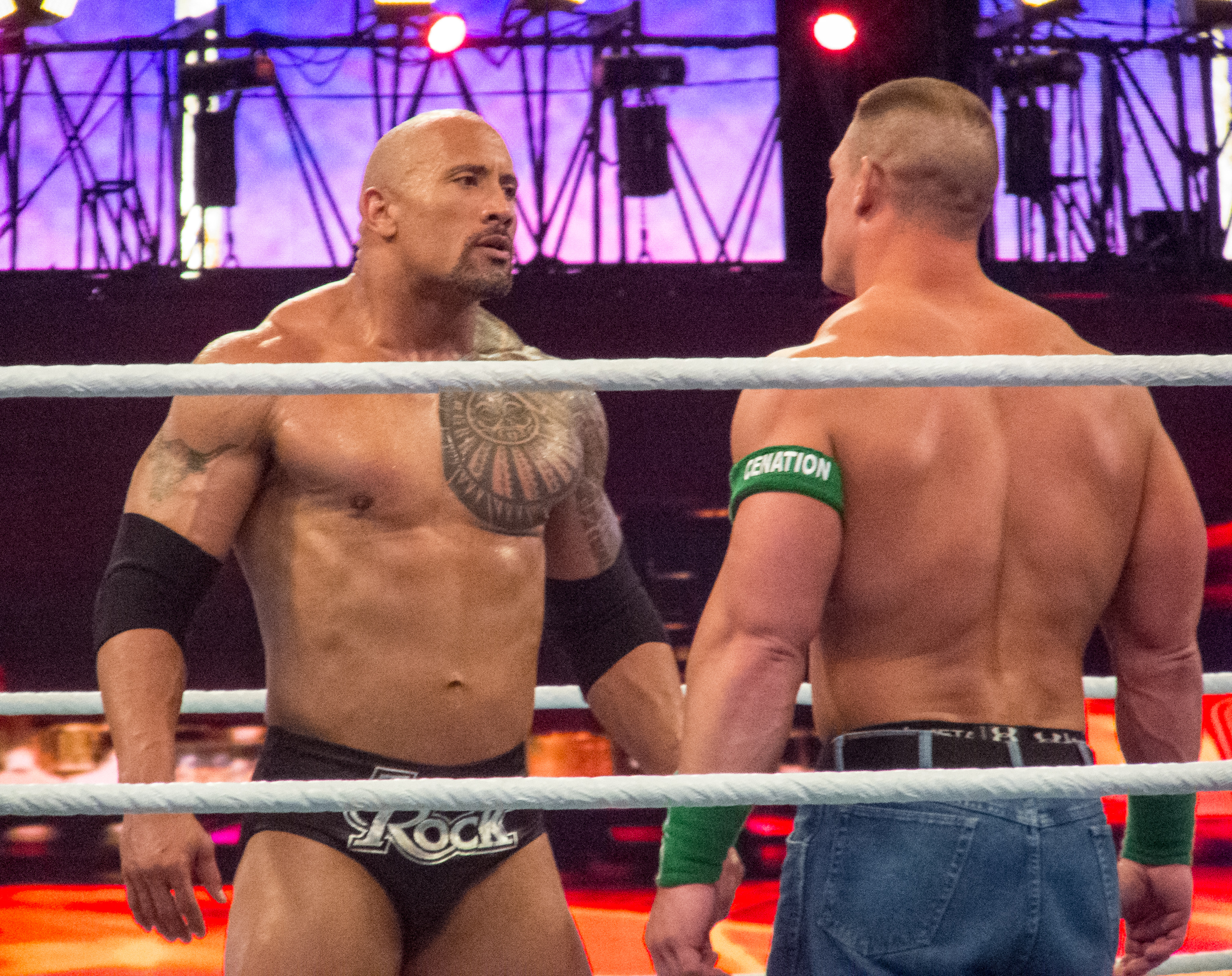
جدال جان سینا و راک در رسلمینیا ۲۸

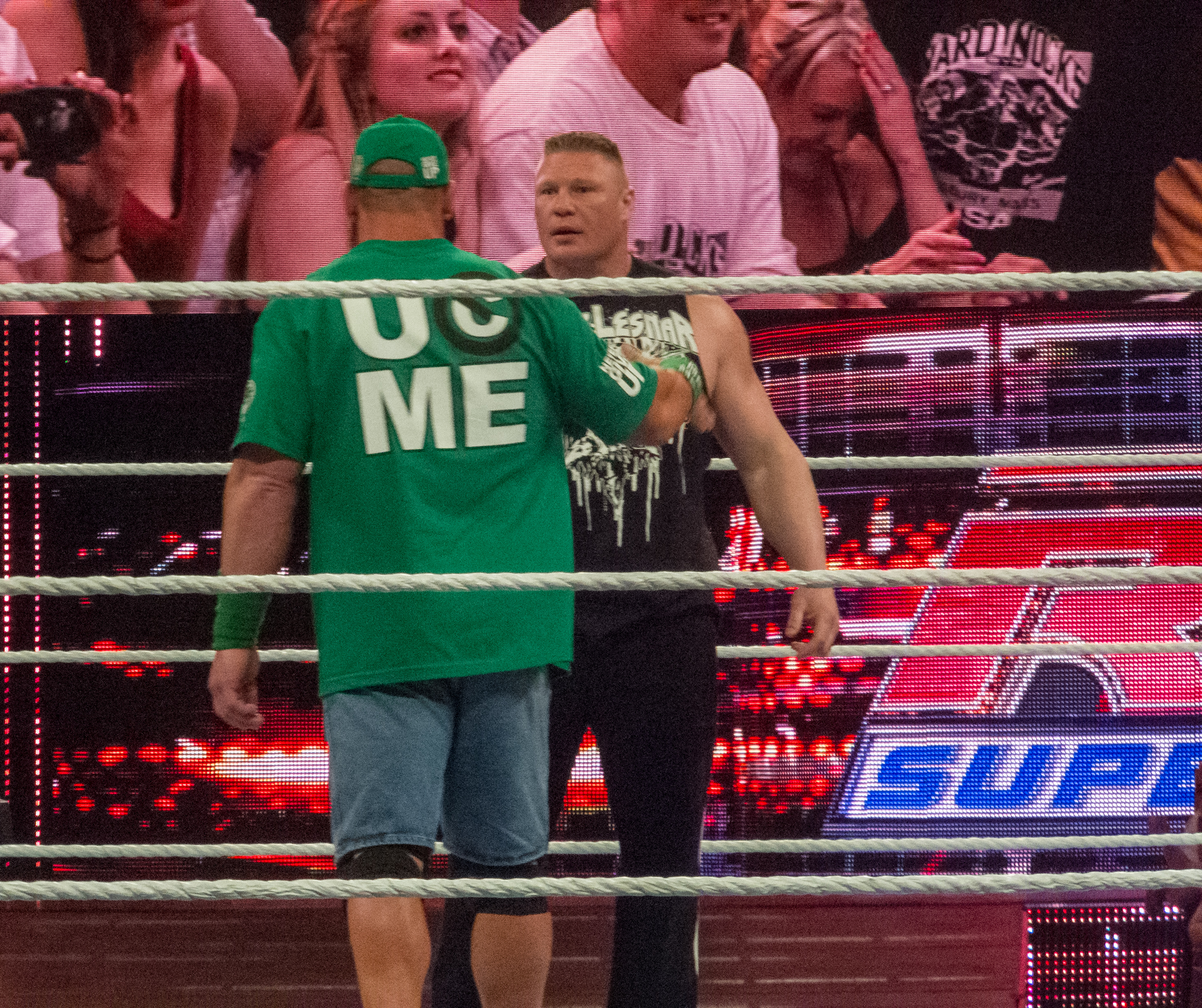
رو در رویی جان سینا و براک لزنر پس از بازگشت لزنر در آوریل ۲۰۱۲

در یکی از شوهای راو جان سینا با مارک هنری مسابقه ای داد و در حین مسابقه کین بی‌دلیل به سینا حمله کرد و حتی هفته بعد هم کین مجدداً به سینا حمله کرد و در آخر معلوم شد هدف کین چیست، کین به شعار سینا اشاره کرد "Rise Above Hate" "صعود بر نفرت" و ادعا کرد که سینا باید نفرت را قبول کند تا با استفاده از آن راک را در رسلمینیا شکست دهد و به شخصیت هیل تبدیل شود ولی جان سینا قبول نکرد و درگیری کین و سینا بیشتر کشش پیدا کرد و حتی کین به دوست صمیمی جان سینا زک رایدر هم به شکلی بد آسیب وارد کرد و باعث مصدومیت رایدر شد، این کار کین باعث شد زک رایدر ویلچرنشین شود و در نهایت باعث شد که رایدر کمربند خود را به جک سواگر در شوی راو از دست دهد که باعث این اتفاق جان لوریناتیس بود، همان شب لوریناتیس مسابقه جان سینا و کین را برای رویال رامبل ثبت کرد و همچنین علاوه بر آن مسابقه همان شب لوریناتیس جان سینا را مقابل سواگر قرارداد و جان سینا قبل از شروع مسابقه به سواگر حمله کرد که دلیل این حمله‌های وحشیانه هم گرفتن انتقام دوستش زک رایدر بود، در این لحظه تصویر کین بر روی تایتن تران یا همون تلویزیون بزرگ سالن نمایش پیدا می‌کند و کین به جان سینا بابت شروع پیدا کردن نفرت در خودش تبریک می‌گوید.
در قسمت بعدی شوی راو یک مسابقه فالز کانت انیور بین زک رایدر و کین انجام شد که لوریناتیس بهانه کرده بود که جان سینا حق دخالت در مسابقه را ندارد و اگر جان سینا دخالت کند رایدر حق ریمچ سر کمربند یونایتداستیس را نخواهد داشت، کین یک چکسلم روی استیج ورودی به رایدر وارد کرد که رایدر داغون شد و رایدر را با آمبولانس خارج کردند، ایو تورس دوست دختر زک رایدر در این استوری لاین جان سینا را بابت کمک نکردن به رایدر سرزنش کرد، کین حتی ایو تورس هم گرفت ولی جان سینا ایو تورس را نجات داد و بعد هم تورس را بوسید (رابطه عاشقانه ای در کار نبود) در نتیجه مسابقه جان سینا و کین در رویال رامبل ۲۰۱۲ هم مساوی تمام شد.
در ۶ فبربه مسابقه ای دیگر بین کین و سینا در المنیشن چمبر ثبت شد، سپس در یکی از شوهای راو ایو تورس و خواهران بلا در حال صحبت بودند که نیکی گفت رایدر مرد خوبیست و او امیدوار است که زودتر حالش خوب شود که تورس گفت او خوب نیست و رایدر یک بچه است و او هرگز به زک رایدر علاقه ای نداشته و فقط برای نفع خودش با رایدر وارد رابطه شد و حالا هم با سینا وارد رابطه عاشقانه می‌شود و با او هم همچین کاری می‌کند که از شانس بد ایو تورس جان سینا پشت سر او بود و همه حرف‌ها را شنید و فقط سرش را تکان داد و رفت، بعد از آن که جان سینا وارد رینگ شد تورس هم با میکروفون وارد شد و قصد داشت بگوید که تمام آن حرف‌ها فقط شوخی بود و واقعی نبود که سینا حرف‌های تندی به او زد و او را فاحشه خواند و گفت بهتر است دنبال ماهی بزرگتری باشی مثل راک، شماها خیلی به هم میاین، هر دوی شما عوضی هستین که سینا تورس را به گریه انداخت، سپس مسابقه جان سینا و کین در المنیشن چمبر ۲۰۱۲ برگزار شد، نوع مسابقه آمبولانس بود که جان سینا یک اتتیود ادجاسمنت از بالای آمبولانس زد و سپس کین را وارد آمبولانس کرد و پیروز شد.
جان سینا در نهایت در رسلمینیای ۲۸ به مصاف د راک رفت، مسابقه ای که از یک سال قبل برنامه‌ریزی شده بود و عنوانش یک بار در کل زندگی بود، جان سینا با اشتباه خودش مسابقه را واگذار کرد، جان سینا زمانی که قصد داشت فینیشر خود راک پیپلز البو را بر روی خود او اجرا کند راک بلند شد و با زدن راک باتم پیروز مسابقه شد، در شوی راو شب بعد جان سینا در شوی راو حاضر شد و سینا باخت خود را قبول کرد و از راک درخواست کرد وارد رینگ شود تا به او تبریک بگوید ولی راک وارد نشد و جای او براک لزنر وارد شد و لزنر جوری رفتار کرد که انگار قصد داشت با جان سینا خوش و بش کند ولی به جان سینا اف فایو زد، این حمله براک باعث شد سینا فیودی با جنرال منیجر آن روزهای شوی راو جان لورینایتس شروع کند چون که هفته بعد لورینایتس قصد داشت قرار داد با لزنر امضا کند و او را چهره آینده دبلیودبلیوای معرفی کند.
جان سینا و براک لزنر در پی پر ویو اکستریم رولز ۲۰۱۲ در یک مسابقه اکستریم رولز مقابل یکدیگر قرار گرفتند که جان سینا در آن مسابقه فقط کتک خورد ولی توانست فقط با چند ضربه لزنر را شکست دهد و در یک پرومو پس از مسابقه گفت جراحت دارد و مدت کوتاهی قصد استراحت دارد، فیود جان سینا با لورینایتس همچنان ادامه یافت هنگامی که بیگشو در مسابقه جان سینا و جان لورینایتس در پی پر ویو اور د لیمت ۲۰۱۲ دخالت کرد و کاری کرد که سینا شکست خورد که قانون مسابقه به این صورت بود اگه جان لوریناتیس شکست خورد باید اخراج شود، با این حال لورینایتیس در پی پر ویو نو وای اوت ۲۰۱۲ در مسابقه ای استیل کیج اخراج شد که جان سینا مقابل بیگشو قرار گرفت و نوع مسابقه به این صورت بود اگر بیگشو پیروز می شد سینا اخراج می‌شد و اگه سینا پیروز می شد جان لوریناتیس اخراج می‌شد که در نهایت جان سینا پیروز شد.
سپس در ۲۵ ژوئن ویکی گوررو در یکی از قسمت‌های شوی راو کین، بیگشو، کریس جریکو و جان سینا را به عنوان شرکت کنندگان مانی این د بنک ۲۰۱۲ اعلام کرد و جان سینا در پی پر ویو مانی این د بنک شرکت کرد و برنده چمدان مانی این د بنک شد، این چمدان اجازه یک مسابقه سر کمربند دبلیودبلیوای را به جان سینا می‌داد، جان سینا اعلام کرد در قسمت هزارم شوی راو چمدانش را کش خواهد کرد و مقابل سی ام پانک سر کمربند دبلیودبلیوای مسابقه ای می‌دهد، جان سینا در قسمت هزارم شوی راو چمدانش را کش کرد و پیروز شد ولی این پیروزی با قانون دیس کوالیفیکیشن بود چون که بیگشو به جان سینا در حین مسابقه حمله کرد و اجازه نداد سینا کمربند دبلیودبلیوای را پیروز شود و این باعث شد جان سینا به اولین فردی تبدیل شود که نتواند بعد از کش کردن کیف کمربند را پیروز شود، فیود جان سینا با سی ام پانک ادامه یافت و در سامراسلم ۲۰۱۲ سی ام پانک و جان سینا و بیگشو مقابل هم قرار گرفتند که پانک پیروز شد، سپس جان سینا و سی ام پانک باری دیگر اینبار در نایت اف چمپینز ۲۰۱۲ مسابقه دادند که به علت مساوی شدن مسابقه باز هم کمربند یه جان سینا نرسید، بعد از آن مسابقه دست جان سینا آسیب دید، در سروایور سریز ۲۰۱۲ هم مسابقه ای بین رایبک و سی ام پانک و جان سینا سر کمربند دبلیودبلیوای برگزار شد که پانک با پین کردن سینا کار را تمام کرد.
سینا سپس توسط دولف زیگلر و ویکی گوررو متهم به رابطه عاشقانه نامناسب با جنرال منیجر آن روزهای شوی راو یعنی ای جی لی شده بود (رابطه با ای جی استوری لاین بود و سینا چند ماهی بود با نیکی بلا وارد رابطه شده بود) سپس این اتهامات باعث فیود با دولف زیگلر شد و ویکی گوررو یک مسابقه بین دولف زیگلر و جان سینا در پی پر ویو تی ال سی ۲۰۱۲ سر چمدان مانی این د بنک برگزار کرد که در آن مسابقه ای جی لی با انداختن جان سینا از نردبان باعث باخت جان سینا شد، در شوی راو شب بعد جان سینا و ویکی گوررو تیم شدند و مقابل دولف زیگلر و ای جی لی قرار گرفتند که با دخالت و حمله بیگ ای لنگستون به جان سینا مسابقه با قانون دیس کوالیفیکیشن به نفع سینا و گوررو تمام شد، جان سینا سپس در ۷ ژانویه در یک مسابقه تک به تک موفق به شکست دولف زیگلر شد و در هفته بعد آن هم در یک مسابقه استیل کیج با اینکه در آن مسابقه بیگ ای لنگستون و ای جی لی دخالت کردند باری دیگر جان سینا دولف زیگلر را شکست داد و این فیود تمام شد.
در ۲۷ ژانویه ۲۰۱۳ جان سینا با حذف کردن رایبک پیروز رویال رامبل ۳۰ نفره شد و جان سینا جواز مسابقه در رسلمینیا را پیدا کرد، سینا بعداً اعلام کرد در رسلمینیا ۲۹ هدفش کمربند دبلیودبلیوای است، جان سینا سپس در المنیشن چمبر ۲۰۱۳ با رایبک و شیمس تیم شد و در یک مسابقه سیکس من تگ مقابل شیلد قرار گرفتند که شکست خوردند، در ۲۵ فوریه در یکی از قسمت‌های شوی راو جان سینا مقابل سی ام پانک برای نامبر وان کانتندر شدن و مسابقه سر کمربند دبلیودبلیوای در رسلمینیا ۲۹ مسابقه می‌دهند که جان سینا پیروز مسابقه شد و مسابقه جان سینا و راک سر کمربند دبلیودبلیوای در رسلمینیا ثبت شد، مسابقه ای که قرار بود برای یک بار در طول تاریخ انجام شود یک بار دیگر در رسلمینیا ثبت شد، جان سینا سپس به رقابتش با راک برگشت و در رسلمنیا ۲۹ جان سینا و راک باری دیگر مقابل یکدیگر قرار گرفتند که این بار جان سینا پیروز مسابقه شد و برای باری دیگر قهرمان دبلیودبلیوای شد و جان سینا به نشانه احترام به راک با او دست داد و او را بغل کرد.
جان سینا سپس وارد فیودی با رایبک می‌شود، جان سینا در طول این فیود دچار آسیب دیدگی تاندون آشیل می‌شود در حالیکه جان سینا با گروه شیلد هم در آن زمان درگیر بود و در تلاش‌های ناموفق مقابل آن‌ها قرار گرفت، جان سینا سپس موفق شد در یک مسابقه لست من استندینگ در پی پر ویو اکستریم رولز ۲۰۱۳ از عنوانش مقابل رایبک دفاع کند که آن مسابقه مساوی به پایان رسید، جان سینا بعد از آن در یک مسابقه سه مرحله ای از عنوانش مقابل رایبک در پی پر ویو پیبک ۲۰۱۳ دفاع کرد، جان سینا سپس با مارک هنری وارد فیود شد، مارک هنری که به ظاهر قصد داشت تا از دبلیودبلیوای خداحافظی کند و جان سینا هم فریب خورد و رفت از او بابت زحماتش در دبلیودبلیوای تشکر کند و او را در آغوش بگیرد که هنری به سینا حمله کرد و باعث مسابقه ای بین این دو کشتی‌گیر در پی پر ویو مانی این د بنک ۲۰۱۳ شد که جان سینا با سابمیشن کار را تمام کرد و قهرمانی خودش را حفظ کرد، سینا سپس حریف خودش را در سامراسلم ۲۰۱۳ دنیل برایان را انتخاب کرد و داور مخصوص آن بازی هم تریپل ایچ بود که جان سینا با ۱۳۳ روز حفظ کردن تایتل بالاخره کمربند را به دنیل برایان باخت، جان سینا سپس در روز بعد در شوی راو حاضر شد و گفت که به دلیل آسیب دیدگی ماهیچه سربازو او ۴ تا ۶ ماه از میدان مسابقات دور خواهد بود و جان سینا خداحافظی کرد.

#### رکوردشکنی کمربند دبلیودبلیوای ۲۰۱۳–۲۰۱۵
جان سینا پس از پشت سر گذاشتن مصدومیت در پی پر ویو هل این ا سل ۲۰۱۳ بازگشت و مقابل آلبرتو دلریو سر کمربند سنگین‌وزن مسابقه داد که جان سینا با شکست دادن دلریو برای بار سوم قهرمان این کمربند شد، جان سینا سپس از کمربند سنگین‌وزن خود در ۲۸ اکتبر در یکی از قسمت‌های شوی راو مقابل دیمین سندو که چمدان مانی این د بنک خودش را کش کرده بود دفاع کرد، جان سینا در یک بازی مجدد از کمربندش اینبار در سروایور سریز ۲۰۱۳ مقابل آلبرتو دلریو دفاع کرد، سینا پس از آن رندی اورتون قهرمان دبلیودبلیوای را به چالش کشید تا سر هر دو کمربند مسابقه بدهند که آتوریتی موافقت کردند و مسابقه تی ال سی در پی پر ویو تی ال سی ۲۰۱۳ برای جان سینا و رندی اورتون ثبت شد که جان سینا شکست خورد و رندی اورتون قهرمان هم‌زمان دو کمربند دبلیودبلیوای و سنگین‌وزن شد.
سپس در یک مسابقه ریمچ بین رندی اورتون و جان سینا در رویال رامبل ۲۰۱۴ سر کمربندهای مشترک مقابل یکدیگر قرار گرفتند که دو کشتی‌گیر عملکرد خوبی داشتند و کلی فینیشر در این مسابقه اجرا شد و حتی فینیشرهای هم دیگر را روی هم انجام دادند ولی در آخر وقتی جان سینا روی رندی اس تی اف اجرا کرده بود چراغ‌ها خاموش شدند و گروه وایت فمیلی وارد شد و این گروه باعث باخت جان سینا شدند، وایت فمیلی همچنان به دخالت در مسابقات جان سینا ادامه دادند و حتی در المنیشن چمبر ۲۰۱۴ بری وایت با اینکه جزوی از مسابقه نبود ولی با زدن سیستر ابیگیل باعث حذف شدن جان سینا شد.
بعد از پی پر ویو المنیشن چمبر ۲۰۱۴ بری وایت چالش جان سینا را برای رسلمینیای ۳۰ پذیرفت، بری وایت قصد داشت ثابت کند عمل‌های قهرمانانه سینا دروغی بیش نیست و قصد داشت سینا را به یک هیولا تبدیل کند، در رسلمینیا ۳۰ جان سینا و بری وایت مقابل هم صف آرایی کردند و جان سینا از دخالت لوک هارپر و اریک روون نوچه‌های بری وایت جلوگیری کرد و بری وایت را شکست داد، این فیود بعد از رسلمینیا ۳۰ همچنان ادامه یافت بر این اساس که بری وایت هواداران کودک جان سینا را اسیر کرد و آن‌ها را شستشوی مغزی داد و آن‌ها را به سمت خودش کشاند که به عنوان نمونه در ۲۸ آوریل بری وایت با گروهی از کودکانی که طرفدار جان سینا بودند وارد سالن شد و بعد کودکان ماسک‌های گوسفندان را روی صورت خودشان گذاشتند.
در اکستریم رولز ۲۰۱۴ جان سینا و بری وایت در یک مسابقه استیل کیج مقابل هم قرار گرفتند که بری وایت پیروز مسابقه شد، جان سینا در آن مسابقه با وجود دخالت‌های زیاد لوک هارپر و اریک روون در حال پیروز شدن بود ولی در آخر با دخالت کوکی شیطانی جان سینا بازی را باخت، فیود جان سینا و بری وایت تا پی پر ویو پیبک ۲۰۱۴ ادامه یافت و جان سینا و بری وایت در یک مسابقه لست من استندینگ مقابل هم صف آرایی کردن که جان سینا با دفن کردن بری وایت در تجهیزایی که در سالن بود پیروز مسابقه شد.
در ۱۶ ژوئن در یکی از قسمت‌های شو راو جان سینا در یک مسابقه استرچر موفق به شکست کین شد و شرایط حضور برای مسابقه نردوان در پی پر ویو مانی این د بنک ۲۰۱۴ سر کمربند قهرمانی سنگین‌وزن جهان و دبلیودبلیوای را پیدا کرد و جان سینا در آن مسابقه پیروز شد و برای پانزدهمین بار قهرمان جهان شد، جان سینا سپس در بتلگرند ۲۰۱۴ در یک مسابقه چهار نفره از کمربندهایش مقابل رومن رینز، کین و رندی اورتون دفاع کرد، جان سینا سپس در سامراسلم ۲۰۱۴ به بدترین شکل ممکن به براک لزنر در یک مسابقه کاملاً یک طرفه و اسکواش باخت و کمربندها به لزنر رسید، جان سینا در این مسابقه با ۱۶ سوپلکس و ۲ اف فایو شکست خورد و این قهرمانی جان سینا فقط ۴۹ روز طول کشید، لزنر سپس کمربندها را ترکیب کرد و به یک کمربند تبدیل کرد، سینا سپس درخواست ریمچ در پی پر ویو نایت اف چمپیونز ۲۰۱۴ کرد و جان سینا در آن مسابقه در یک قدمی برد و پس گرفتن کمربندها از لزنز بود که سث رالینز با دخالت خود باعث شد جان سینا با قانون دیکس کوالیفیکیشن پیروز شود ولی کمربندها را پیروز نشود، هر چند سینا با این پیروزی خود به اولین کشتی‌گیری تبدیل شد که دو بار موفق به شکست براک لزنر در پی پر ویوها شد.
جان سینا سپس با دین امبروز وارد یک جدال شد که برنده به مصاف رالینز در پی پر ویو هل این ا سل می‌توانست برود که هر جوری که بود دین امبروز قرارداد را برداشت و پیروز شد، جان سینا بعد از اینکه موفق به شکست امبروز نشد در پی پر ویو هل این ا سل ۲۰۱۴ مقابل رندی اورتون قرار گرفت برای نامبر وان کانتندر شدن مسابقه سر کمربند دبلیودبلیوای مقابل براک لزنر که جان سینا با شکست دادن رندی جواز مسابقه سر کمربند دبلیودبلیوای را بدست آورد.

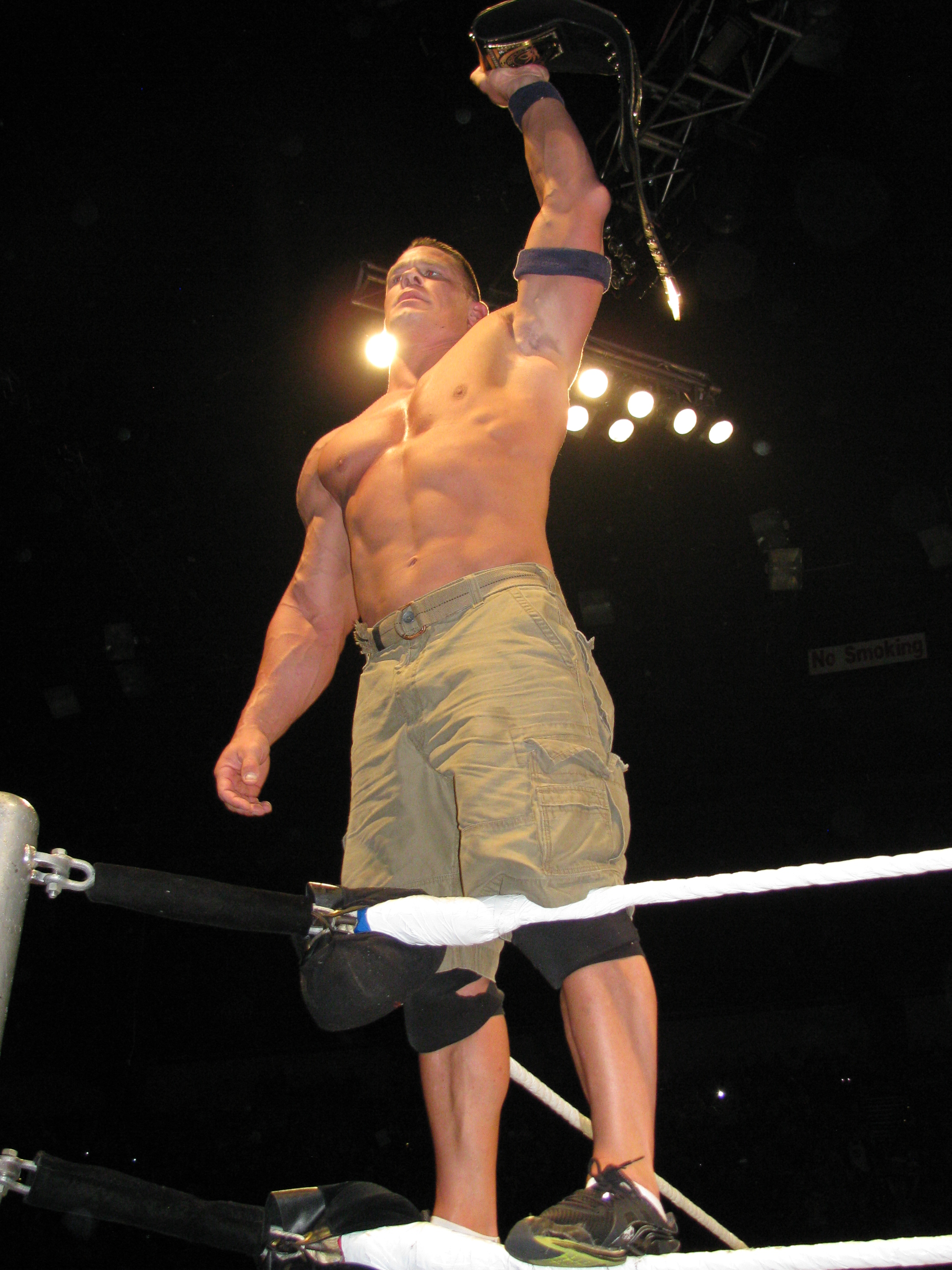
جان سینا در سال ۲۰۱۴ با قهرمانی جهانی پانزدهم خود یک رکورد ایجاد کرد

در ۲۷ اکتبر در قسمتی از شوی راو جان سینا پیشنهاد آتوریتی برای پیوستن به آن‌ها را رد کرد و این باعث فیودی بین آتوریتی و جان سینا شد و جان سینا و آتوریتی تیمی تشکیل دادند برای رویارویی در یک مسابقه ۵ به ۵ در پی مر ویو سروایور سریز ۲۰۱۴، دو گروه با نام‌های تیم سینا و تیم آتوریتی شروع به تشکیل عضو کردند که اعضای تیم سینا با رهبری جان سینا دولف زیگلر، بیگشو، اریک روون و رایبک بود، خلاصه در پی پر ویو سروایور سریز بیگشو به تیم سینا خیانت کرد و با زدن کی او پانچ به جان سینا باعث حذف شدن جان سینا شد ولی دولف زیگلر تنها عضو باقی مانده تیم سینا با کمک استینگ یک تنه اعضای تیم آتوریتی را حذف کرد و باعث شد تیم سینا پیروز شود و طبق قوانین مسابقه اگر تیم سینا پیروز می‌شد آتوریتی از قدرت برکنار می‌شدند و جان سینا فقط می‌توانست آتوریتی را برگرداند.
در پی پر ویو تی ال سی ۲۰۱۴ جان سینا در مقابل سث رالینز در یک مسابقه میز قرار گرفت که نوع مسابقه چنین بود اگر سینا بازنده می‌شد نامبر وان کانتندری کمربند دبلیودبلیوای از او گرفته می‌شد و رالینز جای سینا را می‌گرفت که جان سینا پیروز شد و اعلام شد جان سینا در رویال رامبل ۲۰۱۵ مقابل براک لزنر صف آرایی خواهد کرد، در ۲۹ دسامبر در یکی از قسمت‌های شوی راو بیگشو و سث رالینز کشتی‌گیر قدیمی دبلیودبلیوای یعنی ادج ادج را گروگان گرفتند و رالینز جان سینا را مجبور کرد که آتوریتی را برگرداند در غیر این صورت گردن ادج را خواهد شکست که جان سینا به اجبار قبول کرد، در ۵ ژانویه در یکی از قسمت‌های شوی راو آتوریتی پس از بازگشت سث رالینز را به مسابقه جان سینا و براک لزنر در رویال رامبل ۲۰۱۵ اضافه کردند و اریک روون، رایبک و دولف زیگلر را بابت پیوستن به تیم سینا در سروایور سریز ۲۰۱۴ از دبلیودبلیوای اخراج کردند.
در ۱۹ ژانویه جان سینا در یک مسابقه هندیکپ سه بر یک مقابل ست رالینز و کین و بیگشو قرار گرفت که با توجه به قانون مسابقه اگر پیروز می‌شد دولف زیگلر و رایبک و اریک روون به دبلیودبلیوای برگردانده می‌شدند و اگر جان سینا شکست می‌خورد مسابقه سر کمربند دبلیودبلیوای در رویال رامبل ۲۰۱۵ از جان سینا گرفته می‌شد که جان سینا با ورود استینگ به سالن و حواس‌پرتی اعضای آتوریتی جان سینا بازی را با یک رول ناگهانی تمام کرد و پیروز مسابقه شد، در پی پر ویو رویال رامبل ۲۰۱۵ مسابقه سه نفره بین جان سینا و براک لزنر و سث رالینز برگزار شد که جان سینا در کسب کمربند ناموفق بود و براک لزنر با پین کردن رالینز کمربند را نزد خود نگه داشت.

#### قهرمانی کمربند یونایتد استیس ۲۰۱۵–۲۰۱۶

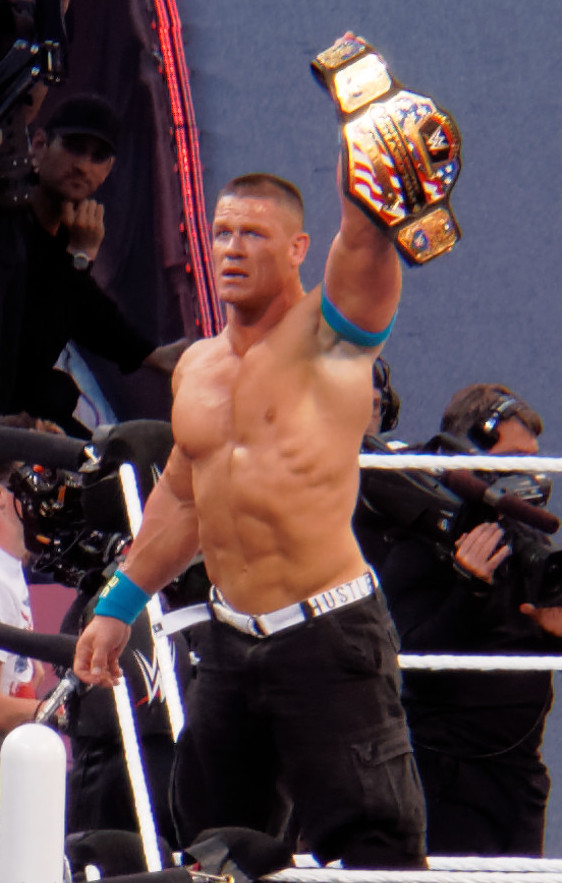
جان سینا پس از شکست دادن روسف و کسب کمربند یونایتد استیس در رسلمینیا ۳۱

در ادامه رویال رامبل ۲۰۱۵ جان سینا که در کسب کمربند دبلیودبلیوای ناموفق بود در بک استیج از او مصاحبه ای شد که برنامه اش برای آینده چیست که مصاحبه توسط روسف قطع شد روسف آخرین عضوی بود که از مسابقه رویال رامبل ۳۰ نفره حذف شده بود و کاملاً عصبی بود بابت این موضوع مصاحبه را قطع کرد و با سینا درگیر شد و این درگیری منجر شد جان سینا و روسف در پی پر ویو فست لین ۲۰۱۵ مقابل هم قرار بگیرند که در آن مسابقه روسف با زدن ضربه ای غیرقانونی به پایین‌تنه جان سینا دور از دید داور و زدن سابمیشن اکولید باعث شد جان سینا بیهوش شود و روسف پیروز مسابقه شد، جان سینا سپس درخواست ریمچ برای رسلمینیا ۳۱ کرد ولی روسف قبول نکرد، استفنی مکمن هم گفت جان سینا ریمچ در رسلمینیا نخواهد داشت مگر اینکه خود روسف قبول کند مقابل جان سینا قرار بگیرد، سپس در ۹ مارس در یکی از قسمت‌های شوی راو روسف بعد از مسابقه اش با کورتیس اکسل حرف‌های توهین آمیزی به کشور آمریکا زد که باعث عصبانیت جان سینا شد و جان سینا وارد سالن شد و اس تی اف خیلی سنگین به روسف زد که باعث بیهوش شدن روسف شد سپس جان سینا یک بطری آب برداشت و روی روسف خالی کرد و وقتی روسف بیدار شد دوباره ای تی اف را اجرا کرد، لانا همراه و دوست دختر روسف که ترسیده بود قبول کرد و گفت ما مسابقه برای رسلمینیا را قبول می‌کنیم که بعد سینا روسف را ول کرد.
در رسلمینیا ۳۱ جان سینا توانست روسف را شکست دهد و برای بار چهارم قهرمان کمربند یونایتد استیس شود و به اولین کشتی‌گیری هم تبدیل شد که روسف را در یک مسابقه در بین راستر اصلی پین کرد، شب بعد در شوی راو جان سینا اعلام کرد هر هفته از کمربند یونایتد استیس خود دفاع می‌کند و اوپن چنلج و چالش بازمی‌گذارد تا هرکس توانایی گرفتن کمربند را از او دارد کمربند را بگیرد، جان سینا هر هفته از کمربندش در مقابل کشتی گیرانی مانند دین امبروز، استارداست، بد نیوز برت، کین، سمی زین، نیول، زک رایدر، و سزارو دفاع کرد، جان سینا سپس از عنوان یونایتد استیس خودش در مقابل روسف در پی پر ویو اکستریم رولز ۲۰۱۵ در مسابقه ای زنجیر دفاع کرد و بعد در پی پر ویو پیبک ۲۰۱۵ در یک مسابقه آی کوییت موفق به شکست روسف شد و فیود روسف و جان سینا به پایان رسید.
در شوی راو بعد از پی پرویو پیبک ۲۰۱۵ قهرمان سابق ان اکس تی کوین اونز به جان سینا حمله کرد که منجر شد تا دو قهرمان در پی پر ویو المنیشن چمبر ۲۰۱۵ مقابل هم قرار بگیرند که کوین اونز پیروز آن مسابقه شد ولی جان سینا در مسابقه ریمچ د رمانی این د بنک ۲۰۱۵ جان سینا پیروز شد و بعد از آن مسابقه ای سر کمربند یونایتد استیس بین جان سینا و کوین اونز در پی پر ویو بتلگراند ۲۰۱۵ برگزار شد که جان سینا باز هم پیروز مسابقه شد و این فیود به پایان رسید، جان سینا بعد آن وارد فیودی با سث رالینز قهرمان سابق دبلیودبلیوای شد، جان سینا سث رالینز را برای یک مسابقه سر کمربند دبلیودبلیوای به چالش کشید ولی رالینز قبول نکرد، در ۲۷ ژوئیه در یکی از قسمت‌های شوی راو سینا باری دیگر سث رالینز را برای کمربند دبلیودبلیوای چلنج کرد اما آتوریتی برخلاف خواسته سینا عمل کردند و جان سینا را همان شب مقابل سث رالینز در یک مسابقه سر کمربند یونایتد استیس قرار دادند، جان سینا در آن مسابقه با اینکه بینی اش می‌شکند ولی مسابقه را پیروز می‌شود، سپس مسابقه جان سینا و سث رالینز برای سامراسلم ۲۰۱۵ ثبت شد و مسابقه سر دو کمربند برگزار شد، در طول مسابقه جان استوارت میزبان سامراسلم ۲۰۱۵ با صندلی به جان سینا دور از دید داور حمله کرد و باعث باخت سینا شد و جان سینا بعد از ۱۴۷ روز کمربند خود را واگذار کرد.
جان سینا سپس در ۳۱ اوت در یکی از قسمت‌های شوی راو درخواست ریمچ کرد و ریمچ خود را در نایت اف چمپینز ۲۰۱۵ گرفت، در ریمچ خود کمربند یونایتد استیس را از رالینز پس گرفت و برای بار پنجم قهرمان یونایتد استیس شد، جان سینا شب بعد در شوی راو دوباره مقابل سث رالینز قرار گرفت و عنوان یونایتد استیس خود را حفظ کرد و سپس در لایو ایونت مدیسون اسکویر گاردن دوباره کمربند را مقابل رالینز حفظ کرد، جان سینا همین‌طور به اوپن چلنج‌های خود ادامه داد و زیویر وودز، بیگ ای و دولف زیگلر را شکست داد، سینا در پی پر ویو هل این ا سل ۲۰۱۵ در یک اوپن چلنج از آلبرتو دلریو شکست خورد و کمربند خود را واگذار کرد، جان سینا پس از تعطیلات در ۲۸ دسامبر ۲۰۱۶ در یکی از قسمت‌های شوی راو بازگشت و در یک بازی ریمچ مقابل آلبرتو دلریو قرار گرفت که با قانون دیس کوالیفیکیشن پیروز شد ولی کمربند به او نرسید، سپس در ۷ ژانویه در یکی از قسمت‌های شوی اسمکدان جان سینا به کالیستو برای شکست دادن آلبرتو دلریو کمک می‌کند و کالیستو برنده کمربند یونایتد استیس شد، در همان روز جان سینا تحت عمل جراحی گردن قرار گرفت که جان سینا را برای مدت نامشخصی از رینگ به دور نگه می‌داشت.

#### رکوردشکنی در تعداد قهرمانی جهان ۲۰۱۶–۲۰۱۷
جان سینا در رسلمینیا ۳۲ بازگشت ولی مسابقه ای نداد و این اولین رسلمینیایی بعد رسلمینیا ۲۰ بود که جان سینا در طول کریرش در آن مسابقه ای نداشت و حضور سینا فقط برای کمک به راک بود، راک بعد از مسابقه اش مورد محاصره اعضای وایت فمیلی قرار گرفت که جان سینا به کمکش آمد، جان سینا سپس به صورت کامل در ۳۰ می‌روز یادبود آمریکا در یکی از قسمت‌های شوی راو بازگشت، جان سینا ۴ ماه از چیزی که انتظار می‌رفت زودتر خوب شد و برگشت، جان سینا در شوی راو صحبت کرد و سپس ای جی استایلز وارد شد و با ای جی برای اولین بار در رینگ مواجه شد، ای جی استایلز به جان سینا خیانت کرد و درحالی که وانمود کرده بود با سیناست ولی به او حمله کرد و دو عضو و هم تیمی سابق ای جی استایلز یعنی لوک گلور و کارل اندرسون هم به ای جی پیوستند و شروع به زدن جان سینا کردند، این حمله منجر به فیودی بین جان سینا و ای جی استایلز شد و آن‌ها در پی پر ویو مانی این د بنک ۲۰۱۶ مقابل هم قرارگرفتند که جان سینا با دخالت لوک گلوز و کارل اندرسون به استایلز باخت.
در ۴ ژانویه در قسمتی از شوی راو سینا توسط گروه کلاب (استایلز، لوک گلوز، کارل اندرسون) دوباره مورد حمله قرار گرفت، اما توسط انزو آموره و بیگ کس نجات یافت که در نتیجه منجر به ثبت مسابقه ای تگ تیم ۳ به ۳ بین جان سینا و انزو آموره و بیگ کس مقابل گروه کلاب در بتلگراند ۲۰۱۶ شد، سپس در ۱۹ ژوئیه زمان درفت شدن کشتی گیران دبلیودبلیوای جان سینا از برند راو به برند اسمکدان درفت شد و جان سپس مقابل لوک گلوز یکی از اعضای کلاب قرار گرفت که با پینفال موفق به شکست گلوز شد و سپس مسابقه جان سینا و انزو آموره و بیگ کس مقابل گروه کلاب انجام شد که جان سینا با پین کردن ای جی استایلز تیم خود را پیروز کرد.
دشمنی و فیود جان سینا با ای جی استایلز ادامه پیدا کرد و جان سینا و ای جی استایلز در سامراسلم ۲۰۱۶ مقابل هم قرار گرفتند که ای جی موفق به شکست جان سینا شد، ای جی استایلز مدتی بعد قهرمان دبلیودبلیوای شد و جان سینا ای جی استایلز و قهرمان سابق کمربند دبلیودبلیوای دین امبروز را چلنج سر کمربند دبلیودبلیوای چلنج کرد، جان سینا و دین امبروز و ای جی استایلز در نومرسی ۲۰۱۶ مقابل یکدیگر قرار گرفتند که در طول مسابقه بعد از اینکه جان سینا و دین امبروز هم‌زمان ای جی استایلز را تسلیم کردند بازی مجدداً آغاز شد و ای جی سپس با دو ضربه صندلی به جان سینا او را پین می‌کند و برنده می‌شود، سینا سپس مدتی از دبلیودبلیوای دور شد و برای میزبانی فصل اول مسابقات American Grit خودش را آماده کرد.
در ۱۳ دسامبر در قسمتی از شوی اسمکدان اعلام شد جان سینا در ۲۷ دسامبر در شوی اسمکدان برمیگردد، در بازگشت سینا او در مورد شایعات سال گذشته خود اظهار داشت که دوران جدید بسیار مزخرف است، جان سینا سپس پیروز مسابقه نایت اف چمپیونز یعنی ای جی استایلز را برای رویال رامبل ۲۰۱۷ سر کمربند دبلیودبلیوای به چالش کشید، در ۲۷ ژانویه در رویال رامبل ۲۰۱۷ جان سینا ای جی استایلز را در یک مسابقه زیبا شکست داد و برای شانزدهمین بار قهرمان کمربند دبلیودبلیوای شد و با رکورد ریک فلیر سر تعداد قهرمانی جهانی برابر شد، سینا پس از آن به عنوان قهرمان دبلیودبلیوای وارد مسابقه المنیشن چمبر در پی پر ویو المنیشن چمبر ۲۰۱۷ شد، او پس از آن که یک سیستر ابیگیل از بری وایت دریافت کرد به عنوان نفر چهارم حذف شد و کمربندش را از دست داد، دو شب بعد در اسمکدان لایو سینا یک مسابقه سه نفره بین خودش و وایت و ای جی سر کمربند دبلیودبلیوای مسابقه ریمچ دریافت کرد که در کسب پیروزی ناموفق بود، جان سینا سپس وارد فیودی با د میز شد، این فیود به این صورت شکل گرفت که یک بتل رویال ۱۰ نفره برای مشخص شدن حریف بری وایت در رسلمینیا ۳۳ شکل گرفت که جان سینا توانیت میز را حذف کند و میز که از مسابقه حذف شده بود وارد رینگ شد و بابت تلافی جان سینا را حذف کرد و باعث ایجاد این فیود شد.
هفته بعد در اسمکدان میز جان سینا را متهم کرد که او هالیوود را به دبلیودبلیوای ترجیح می‌دهد که سینا هم میز را متهم کرد که او میز هیچی نیست و فقط می‌تواند از حرکات دیگر کشتی‌گیرها کپی برداری کند، سپس همسر میز ماریس به جان سینا یک سیلی زد که باعث شد نیکی بلا دوست دختر جان سینا وارد سالن شود به کمک دوست پسر خود جان سینا بیاید که میز و ماریس از رینگ دور شدند و در نهایت جنرال منیجر اون روزهای اسمکدان لایو دنیل بر این مسابقه ای میکسد بین جان سینا و نیکی بلا مقابل میز و ماریس در رسلمینیا ۳۳ را به صورت رسمی ثبت کرد، جان سینا و نیکی بلا در رسلمینیا ۳۳ موفق به شکست میز و ماریس شدند و بعد از مسابقه جان سینا در میان ۷۵ هزار جمعیت از دوست دخترش نیکی بلا خواستگاری کرد و نیکی هم قبول کرد، سینا سپس به یک استراحت کوتاه مدت رفت و برای میزبانی فصل دوم مسابقات American Grit آماده شد.

#### تبدیل شدن به کشتی‌گیر فری ایجنت ۲۰۱۷–۲۰۱۸

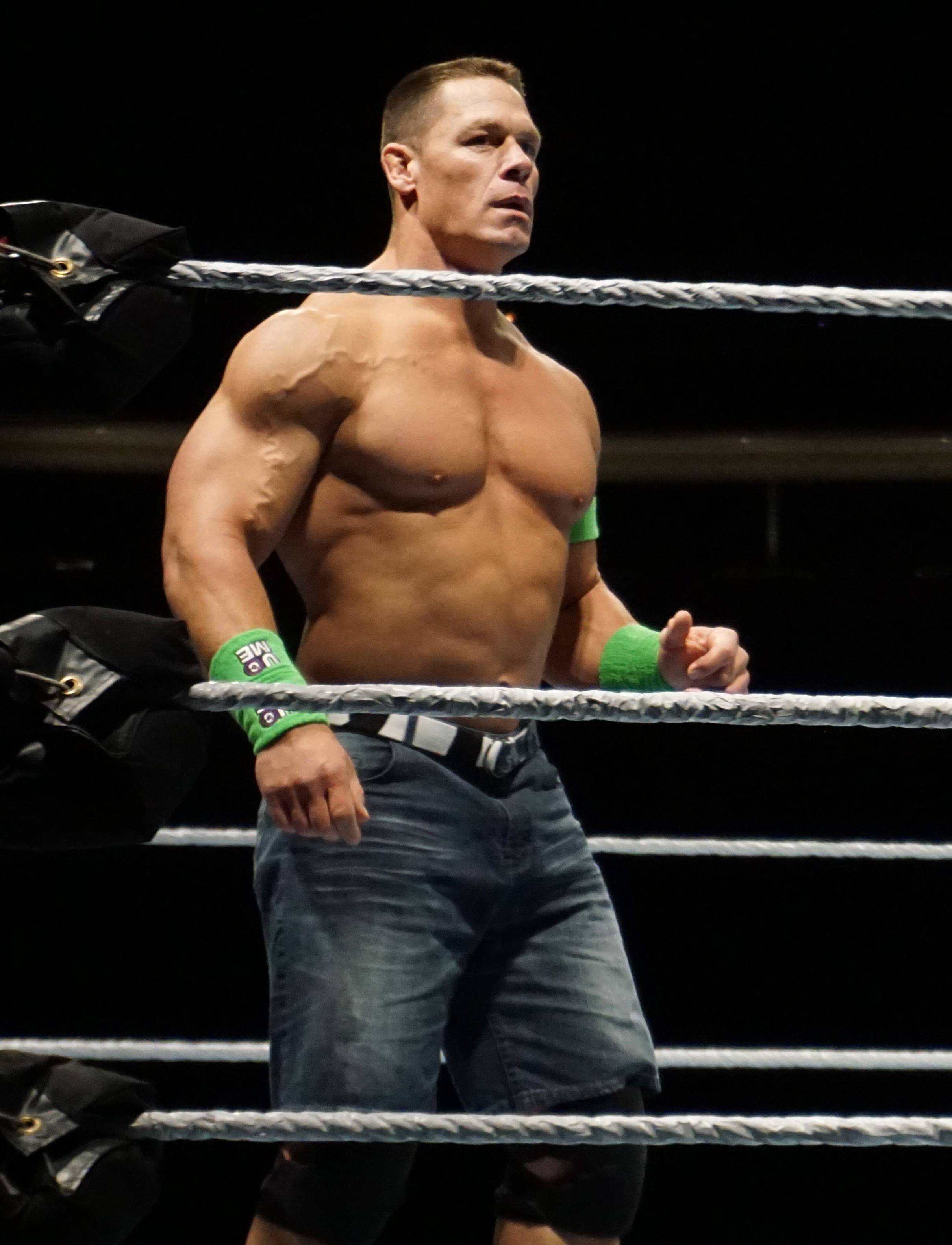
جان سینا در مارس ۲۰۱۸

در ژوئیه ۲۰۱۷ دبلیودبلیوای طی شیک آپ کشتی گیران اعلام کرد جان سینا فری ایجنت خواهد شد، یعنی کشتی‌گیری که هم در برند اسمکدان و هم در برند راو فعالیت خواهد کرد، پس از بازگشت جان سینا او به سرعت وارد یک فیود با رقیب سابق خود روسف شود، که سینا یک مسابقه پرچم با روسف بعد از آن که چالش توسط روسف پذیرفته شد انجام داد، جان سینا در بتلگراند ۲۰۱۷ روسف را شکست داد، در قسمت اول شوی اسمکدان در ماه اوت سینا در مین ایونت شب با شینسوکه ناکامورا روبرو شد که برنده جواز مسابقه سرکمربند دبلیودبلیوای مقابل جیندر ماهال در رویداد اصلی سامراسلم ۲۰۱۷ را کسب می‌کرد، شینسوکه پیروز مسابقه شد ولی او بعد آن اعتراف کرد که از آنکه جان سینا را شکست داده ناراحت است چون که او ضربه بدی به جان وارد کرد ولی جان سینا بعد از مسابقه دست او را بالا برد.
فیود بعدی جان سینا با بارن کوربین بود، بعد از پیروزی جان سینا مقابل جیندر ماهال با دیس کوالیفیکیشن در ۱۵ اوت در یکی از قسمت‌های شوی اسمکدان بارن کوربین قصد داشت چمدان مانی این د بنک خود را کش کند اما با دخالت ناخودآگاه خود جان سینا باعث شد کوربین حواسش به سمت سینا پرت شود و جیندر ماهال با یک رول ناگهانی پیروز شود که این باعث مسابقه ای بین این دو کشتی‌گیر در سامراسلم ۲۰۱۷ شد که جان سینا در آن مسابقه بارن کوربین را شکست داد و این فیود به پایان رسید.
فیود و درگیری بعدی جان سینا با رومن رینز بود که این مسابقه برای نو مرسی ۲۰۱۷ ثبت شد، در هفته‌های قبل از این پی پر ویو، دو کشتی‌گیر دو پرومو مختلف با هم داشتند که جان سینا در هر دو کات پرومو خودش موفق بود و حرف‌هایی به رومن زد که از قبل برنامه‌ریزی نشده بود، همچنین دو کشتی‌گیر مجبور بودند باهم تیم شوند و حریفان خودشان مانند سامواجو و میز را شکست دادند، در نومرسی ۲۰۱۷ رومن رینز بعد از کیک اوت کردن سوپر ای ای جان سینا او را با اسپیر شکست داد، بعد از مسابقه دست رومن رینز را بالا برد و کمر خم کرد و از جمعیت تشکر کرد و خداحافظی کرد، با وجود شایعاتی مبنی بر بازنشستگی جان سینا او بازنشسته نشده بود و جان ماه بعد به اسمکدان بازگشت وقتی که شین مکمن او را به عنوان عضو نهایی تیم اسمکدان برای تیم مردان در بازی ۵ به ۵ در برابر تیم راو در سروایور سریز انتخاب کرد، در سروایور سریز ۲۰۱۷ جان سینا توسط کرت انگل حذف شد و در نهایت تیم اسمکدان هم در آخر شکست خورد.
از ژانویه تا آوریل ۲۰۱۸ سینا در یک استوری لاین وارد شد که در آن او سعی در پیدا کردن مسیر خود برای رسلمینیا ۳۴ بود، بعد از حذف شدن سینا در رویال رامبل ۲۰۱۸ توسط شینسوکه ناکامورا او برای کسب کمربند یونیورسال تلاش کرد و در پی پر ویو المنیشن چمبر شرکت کرد و در قفس المنیشن چمبر یک باخت تلخ را کسب کرد و همچنین سینا در یک مسابقه شش نفره برای کسب کمربند دبلیودبلیوای در فست لین ۲۰۱۸ تلاش کرد که باز هم ناموفق بود، سپس که سینا در این سه مورد برای راهیابی به رسلمینیا ناموفق بود او آندرتیکر را برای رسلمینیا ۳۴ چلنج کرد، سینا هفته‌ها این چلنج را تکرار کرد تا جوابی از آندرتیکر بشنود اما آندرتیکر خودش را نشان نمی‌داد، در ۱۹ ژانویه در یکی از قسمت‌های شوی راو سینا پس از فراخواندن دوباره آندرتیکر او با کین مواجه شد و برادر آندرتیکر یعنی کین به جان سینا چکسلم وارد کرد و رفت که این باعث مسابقه ای هفته بعد آن بین کین و جان سینا شد که جان سینا در یک مسابقه نو دیس کوالیفیکیشن کین را شکست داد و دوباره آندرتیکر را صدا زد اما باز هم جوابی نگرفت و پس سینا تصمیم گرفت که به عنوان یک تماشاچی به رسلمینیا برود و از جایگاه تماشاگران رسلمنیا را تماشا کند که البته همان شب هم سینا قصد داشت آخرین تلاش خود را برای مسابقه با آندرتیکر انجام دهد، در رسلمینیا ۳۴ پس از آنکه سینا با الایس درگیری کوچکی داشت و الایس را از رینگ خارج کرد قصد داشت دیگر به بک استیج برود که آندرتیکر بالاخره آمد و چالش سینا را قبول کرد و فقط در چند دقیقه جان سینا را شکست داد، جان سینا سپس بعد رسلمینیا از نامزد خودش نیکی بلا جدا شد، سه هفته بعد از رسلمینیا سینا در رویال رامبل عربستان شرکت کرد و تریپل ایچ را شکست داد که بعد از مسابقه سینا میکرفون به دست گرفت و با مردم صحبت کرد و از مردم بابت حمایت‌هایشان در این دوره سخت بعد از باخت از آندرتیکر و جدایی اش از نیکی بلا تشکر کرد، سینا سپس برای مدتی از دبلیودبلیوای به سمت هالیوود و بازیگری رفت، جان سینا چندین بار در طول این سال کشتی گرفت از جمله تیم شدن با بابی لشلی علیه الایس و کوین اونز در سوپر شو دون که پیروز شدند، جان همچنین حضورش برای مسابقه ای در پی پر ویو کرول جول عربستان ثبت شد اما سینا پس از قتل روزنامه‌نگار سعودی جمال قاچقچی به دلیل مسائل سیاسی در این پی پر ویو حضور نیافت.

#### ظهورهای پراکنده ۲۰۱۸–۲۰۲۰
در ۳ دسامبر در قسمتی از شوی راو اعلام شد جان سینا توسط اسپورت الستریتد به عنوان ورزشکار نیکوکار سال ۲۰۱۸ با عنوان محمد علی کلی شده و سینا به این افتخار بزرگ دست یافت است، سینا در روز ۲۹ دسامبر در شوی اسمکدان به دبلیودبلیوای بازگشت که به دلیل سال نوی میلادی این شو زودتر فیلم‌برداری شد و در تاریخ ۱ ژانویه ۲۰۱۹ پخش شد، پس از بازگشت او در اسمکدان بکی لینج کشتی‌گیر زن در طول صحبت جان سینا وارد شد و به سینا گفت دیگر دوران تو نیست و دوران من شروع شده و به سینا توهین کرد که این منجر شد بکی و لینچ و جان سینا در یک مسابقه همان شب با هم تیم شوند و مقابل آندراد سین الماس و زلینا وگا قرار گرفتند که پیروز شدند، بعد از مسابقه سینا قصد داشت با بکی لینچ دست بدهد ولی بکی دست نداد و برای جان سینا You Can't See Me زد و رفت ولی جان سینا همان شب بکی لینچ را تأکید کرد و گفت او آینده ای در دبلیودبلیوای است، جان سینا در راو ۷ ژانویه به شوی راو برگشت و با سث رالینز و فین بلر تیم شد و در یک مسابقه سیکس من تگ مچ به مصاف دین امبروز بابی لشلی و درو مکینتایر رفت که تیم سینا پیروز آن مسابقه شد، در ۱۴ ژانویه در قسمتی از شوی راو جان سینا در یک مسابقه سه جانبه مقابل درو مکینتایر و فین بلر قرار گرفت تا جواز مسابقه سر کمربند یونیورسال در رویال رامبل ۲۰۱۹ را پیدا کند اما موفق نشد و فین بلر با پین کردن جان سینا پیروز مسابقه شد، در عوض جان سینا نامش را برای مسابقه ۳۰ نفره رویال رامبل ثبت کرد تا با پیروزی جواز مسابقه سر کمربند جهانی را در رسلمینیا ۳۵ را کسب کند اما با توجه به یک مصدومیت نمایشی مچ پا او در طول مسابقه سه نفره جان سینا در رویال رامبل شرکت نکرد.
جان سینا به عنوان سوپرایزی در رسلمینیا ۳۵ با شخصیت اولیهٔ خود در دبلیودبلیوای یعنی (داکتر اف فاگنامکس) بازگشت و به الایس حمله کرد، او یک رپ زیبا رو در رو الایس اجرا کرد و الایس را مسخره کرد و گفت او به شوخی گفت اکنون به شخصیت هیل (منفی) تبدیل شده و فینیشر قدیمی خود یعنی اف یو (FU) را بر روی الایس اجرا کرد و رینگ را ترک کرد. جان سینا سپس دوباره در تاریخ ۲۲ ژوئیه در نسخه ای ویژه از شوی راو با عنوان «راو تجدید دیدار» برگشت و مورد استقبال و تشویق هواداران قرار گرفت و سینا با برادران اوسز رپ بتل اجرا کرد. جان سینا مجموعاً ۹۶ پیروزی در پی پی ویها و ۶۴ شکست دارد.

#### درگیری با «دفیند» بری وایت ۲۰۲۰
در سال ۲۰۲۰ اعلام شد که جان سینا در شو پس از سوپرشوداون به اسمکدان بازمی‌گردد. وقتی که سینا وارد شد اول از هواداران تشکر کرد. اما سپس گفت که در رسلمنیا حضور ندارد. این حرف باعث ناراحتی هواداران شد. وقتی که سینا داشت صحنه را ترک می‌کرد، ناگهان همه چراغها خاموش شد. وقتی چراغها روشن شد، د فیند بری وایت پشت سر سینا ظاهر شد و سینارا برای رسلمنیا ۳۶ چلنج کرد و سینا هم قبول کرد. یکی از ویژگی‌های جدید بری وایت نسبت به چهره قبلی اش، دو شخصیته بودنش بود. یک شخصیت خوب و مهربان و دیگری شخصیت فیند بود که بسیار ترسناک و بی رحم بود. هفته بعد بری وایت گفت که هدفش از چلنج جان سینا،انتقام رسلمنیای ۳۰ است. (بری وایت در رسلمنیای ۳۰ باخت سنگینی از سینا داشت) سپس سینا را برای مسابقه «خانه شادی کرم شب تاب» چلنج کرد. هفته بعد سینا این چلنج را قبول کرد ناگهان چهار عروسک در گوشه‌های رینگ ظاهر شدند. سپس چراغها خاموش شد و فیند بری وایت وارد شد و با سینا رو در رو شد. اما ناگهان چهره مثبت بری وایت پشت سینا ظاهر شد و سینا را ترساند! پس از آن بلخره رسلمنیای ۳۶ شروع شد. فرق این رسلمنیا با بقیه رسلمنیاها این بود که در دو شب برگزار شد و مسابقه سینا و وایت در شب دوم بود. مسابقه بین سینا و وایت یک مسابقه مبارزه ای نبود. هنگام مسابقه. بری وایت با نمایش‌ها و سخنانش به او ثابت کرد که نمی‌تواند قهرمان مردم باشد. در آن مسابقه شخصیت سینا به کل خراب شد و سپس فیند وارد شد و به سینا مندیبل کلاو (سابمیشن) زد و برنده شد و سینا محو شد.
پس از آن، جان سینا در مانی این د بنک رومن رینز را برای سامرسلم برای کمربند یونیورسال چلنچ کرد که در ان مسابقه باخت بعد از ان هم او کوین اونز تیم شد و در شوی اسمکدان ۳۰ دسامبر رومن رینز و سمی زین را شکست داد بعد از ان خبری از جان سینا نشد تا اینکه در رسلمینیا ۳۹ برای کمربند یونایتد استیس در مقابل استین تیوری قرار گرفت و شکست خورد.
بعد از آن در مانی این د بنک ۲۰۲۳به wwe بازگشت و در حال صحبت کردن در مورد این بود که می‌خواهد رسلمینیا بعدی را در انگلیس برگزار کند اما ناگهان گریسون والر یکی از کشتی گیران تازه‌کار wwe آمد و بخاطر اینکه زادگاهش در استرالیا بود به سینا گفت که من می‌خواهم رسلمینیا بعدی در استرالیا باشد و ناگهان ضربه ای به سینا زد اما سینا جواب ضربه اش را داد و به او AA زد.

## سبک کشتی حرفه‌ای و شخصیت

جان سینا در حال اجرای فینیشر خود روی کین، جان سینا کشتی‌گیر حریف را روی کول خود قرار می‌دهد و کشتی‌گیر را پرتاپ می‌کند که این حرکت اتتیود ادجاسمنت نام دارد که قبلاً به آن اف یو گفته می‌شد

گیمک و شخصیت اصلی جان سینا در دبلیودبلیوای یک رپر حرفه‌ای بود که یه پیراهن می‌پوشید، کلاه اسنپ بک به پشت میذاشت، یک زنجیر که یه قفل هم رویش بود دور گردنش می‌انداخت و شلوارک جین می‌پوشید که اسم این شخصیت او داکتر اف فاگنامکس نام داشت، همچنین نام اول سینا پروتوتایپ نام داشت که بعد آن از اسم اصلی خودش استفاده کرد، سینا گاهی اوقات از تاکتیک‌های زیرکانه ای استفاده می‌کرد تا به پیروزی دست یابد مانند استفاده از زنجیر خود به عنوان یک سلاح که دور از دید داور با آن ضربه ای وارد می‌کرد، سینا بیشتر اوقات قبل از مسابقه خودش به رینگ رپ انجام می‌داد و به حریفان خودش، رویدادهایی که در شبکه‌های اجتمایی اتفاق می‌افتاد و همچنین به جمعیت توهین می‌کرد و تیکه می‌انداخت، جان همچنین به‌طور منظم رپ بتل‌هایی انجام می‌داد یعنی خودش و حریفش به ترتیب با رپ به همدیگر تیکه می‌انداختند، جان سینا بعد از عوض کردن شخصیت خود به سینیشن لیدر یک بار دیگر در طول فیودش در سال ۲۰۱۲ با راک به شخصیت داکتر اف فاگنامکس بازگشت، در سال ۲۰۰۶ در مدت کوتاهی پس از بازی در اولین فیلم اول خود تفنگ دار دریایی شخصیت جان سینا از یک رپر به یک نظامی جوان تازه به دوران رسیده تغییر پیدا کرد، پلاک سربازان آمریکایی به گردن می‌انداخت و شلوارک کارکو می‌پوشید و سلام نظامی هم به جمعیت می‌داد، سینا در طول یک مصاحبه در سال ۲۰۱۳ با WWE.com گفت هر شب که او این سلام نظامی را انجام می‌دهد این یک علامت احترام به مردان و زنانی است که لباس یکنواخت نیروهای مسلح را می‌پوشند، در طول تغییر کمپانی دبلیودبلیوای از TV-14 به TV-PG در اواسط سال ۲۰۰۸ نام فینیشر جان سینا از F-U به اتتیود ادجاسمنت تغییر پیدا کرد تا با سیاست‌های جدید دبلیودبلیوای تناسب داشته باشد، جان سینا در طی دوران حرفه‌ای خود برای پایان دادن به مسابقات خود با دنباله ای از حرکت‌های مخصوصی شناخته شده بود که اسم این مجموعه از حرکات جان سینا The Five Moves of Doom نام داشت که ۵ حرکت بود و نام این ۵ حرکت به این شرح است، فلایینگ شولدر بلاک، سیت اوت هیپ تاز، اسپسن اوت پاور بامب، فایو ناکل شافل و اتتیود ادجاسمنت، که در طول تابستان سال ۲۰۱۸ جان سینا یک حرکت جدید به این حرکات اضافه کرد در ۱ سپتامبر و این حرکت را انجام داد که این حرکت به لایتنینگ فیست معروف شد که این حرکت یک مشت قوی با دست چپ به صورت حریف بود، در طول کریر و دوره حرفه‌ای جان سینا او خودش را یک شخصیت قهرمانانه به تصویر کشیده بود به استثنای یک دوره منفورانه که در سال ۲۰۰۲ تا ۲۰۰۳ داشت، لباس سینا در دوره شخصیت مثبتش که تا کنون ادامه دارد شامل یک شلوارک جین، کفش ورزشی، هدبند و مچبند بود و همچنین سینا از انواع لباس‌ها با طرح‌های مختلف که خودش طرح آن‌ها را می‌کشید و کلاه‌های بیسبال استفاده می‌کند که معمولاً از کچ فریس و شعارهای خود در تی‌شرت‌هایش استفاده می‌کند مثل "you can't see me" و "never give up" و "hustle, loyalty, respect" و "respect. Earn it", جان سینا سابقه بازگشت‌های زود هنگام بسیار زیادی خیلی زودتر از حد انتظار را دارد که هم شامل مصدومیت‌های واقعی و هم مصدومیت‌های نمایشی است، دیوید شومیکر خبرنگار ESPN در سال ۲۰۱۶ گفت: هرگز توانایی‌های بهبود بخشی سینا را نادیده نگیرید. او در مقیاس بهبود درمانی وجود دارد بین پلاسمای غنی از پلاکت و شخصیت ددپول، کشتی گیرغول پیکر دبلیودبلیوای بیگشو دربارهٔ جان سینا اظهار داشت که او احساس می‌کند بهترین کسی که می‌تواند بلندش کند جان سینا است با وجود اینکه بیش از ۲۰۰ پوند سبک‌تر و تقریباً یک پا کوتاه‌تر از خودش است که این یک اظهار نظر برای قابلیت قدرت بسیار زیاد جان سینا بود.
جان سینا در طول کریر حرفه‌ای خود با لباس‌های خود تلاش کرد تا منحصر به فردترین مدل‌های لباس آن روزها را تغییر دهد با فرهنگ هیپ هاپ که این کرکتر سینا را می‌ساخت، سینا از لباس‌های برند throwback jerseys استفاده می‌کرد تا زمانی که دبلیودبلیوای شروع کرد و محصولات سینا را عرضه کرد و سینا شروع به پوشیدن آن‌ها کرد، در حالی که سینا عضو برند اسمکدان بود اولین تی‌شرتش تولید شد با عنوان "Ruck Fules" که یک جابجایی حروف در این تیشرت وجود داشت که هر زمان در تلویزیون ظاهر می‌شد تصویر سانسور می‌شد که این کار را شبکه انجام نمی‌داد بلکه کار خود دبلیودبلیوای بود برای اینکه تیشرت بیشتری به فروش برود و بر این اعتقاد تیشرت را سانسور می‌کردند چون معتقد بودند تیشرت برای تلویزیون مناسب نیست و هر کس آن را می‌خواهد باید آن را بخرد، جان سینا همچین قبلاً یه زنجیر داشت که یه قفل بزرگ هم رویش داشت و داخل گردنش می‌انداخت و از اون به عنوان سلاح استفاده می‌کرد تا رسلمنیا ۲۱ که بعد از آن یک زنجیر چرخنده آویزان که با الماس هم تزیین شده بود جایگزین آن کرد، این مدال چرخشی یادآور گروه موسیقی گنگستا رپ جی یونیت بود که این گردنبند چرخان مطابق با کمربند چرخشی جان سینا بود، جان سینا تا زمان رسلمینیا ۲۳ از شخصیت نظامی خودش استفاده می‌کرد ولی بعد از رسلمینیا و بعد از تمام شدن فیلم تفنگ دار دریایی کم‌کم جان سینا از شخصیت نظامی خود خارج شد و دبلیودبلیوای تی‌شرتی با طرح Chain Gang Assault Battalion برای جان سینا درست کرد و سپس بعد از آن سینا تی‌شرت‌های سینیشن خودش را پوشید با علامت تجاری خودش You Cant See Me.

### قوی‌ترین کشتی‌گیر دنیا
جان سینا به عنوان بزرگ‌ترین کشتی‌گیر حرفه‌ای تمام دوران توسط افرادی مانند کشتی‌گیر هم دوره ای قدیمی خود و هال اف فیمر دبلیودبلیوای یعنی کرت انگل، جان بردشال لیفید و همچنین شخصیت کارکشته دبلیودبلیوای و منیجر حال حاضر ست رولینز یعنی پول هیمن معرفی شده.

## فیلم و بازیگری

### فیلم

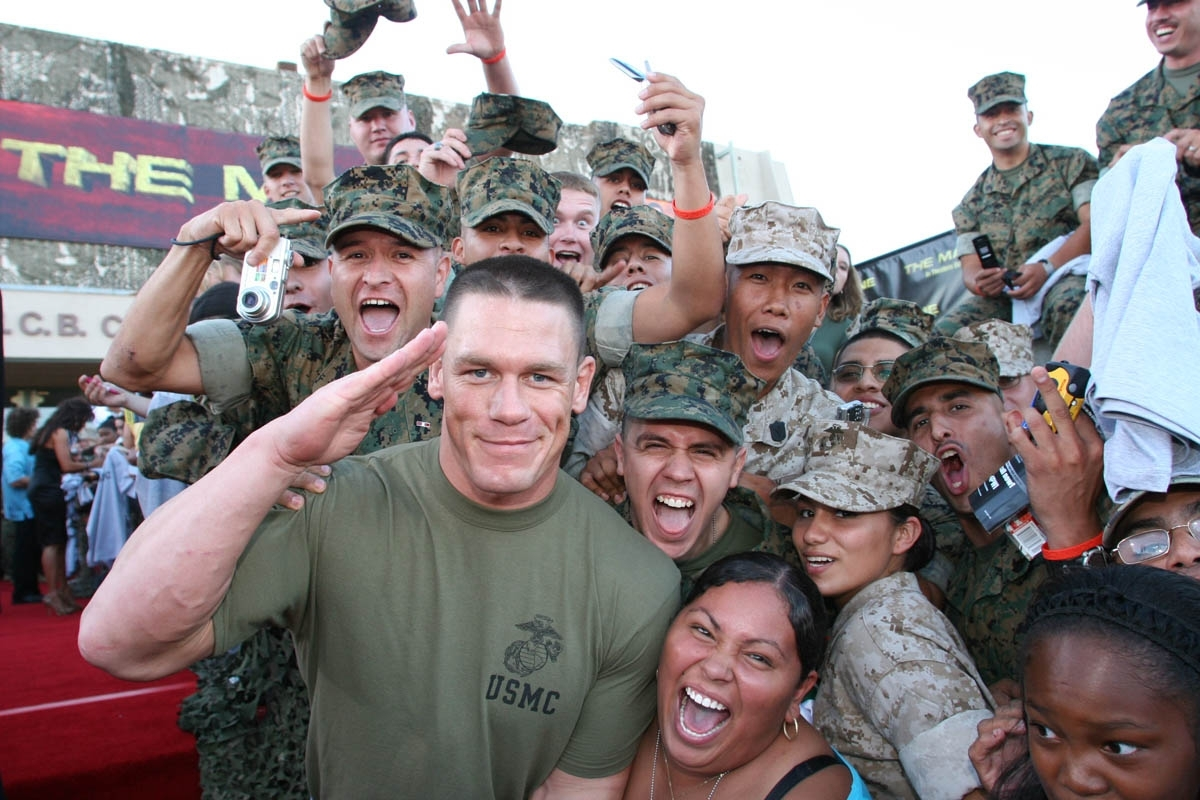
جان سینا در کنار نیروهای دریایی آمریکایی در نخستین فیلم خود The Marine

استدیو دبلیودبلیوای، یک بخش از دبلیودبلیوای که کارش تولید و امور مالی فیلم‌های سینمایی است که این استدیو اولین فیلم جان سینا را تولید کرد که اسمش The Marine بود که توسط استدیو فاکس قرن بیستم توزیع شد، در ۱۳ اکتبر ۲۰۰۶، این فیلم در هفته اول حدود ۷ میلیون دلار در باکس آفیس قرار گرفت، پس از حدود ۱۰ هفته در پرده سینماها این فیلم ۱۸ میلیون دلار فروش رفت، ولی هنگامی که این فیلم در دی وی دی منتشر شد، خیلی سود بهتری داشت به ارزش ۳۰ میلیون دلار در دوازده هفته اول خودش.

جان سینا در حال بازی در فیلم 12 Rounds

دومین فیلم او، باز هم توسط دبلیودبلیوای استدیو تولید شد، فیلم دوم فیلم 12 Rounds بود، که فیلمبرداری در ۲۵ فوریه ۲۰۰۸ در نیواورلئان آغاز شد، این فیلم در تاریخ ۲۷ مارس ۲۰۰۹ منتشر شد.
جان سینا در سومین فیلم تولید شده توسط دبلیودبلیوای استودیو بازی کرد به نام Legendary که در ۱۰ ژانویه ۲۰۱۰ در سینماها برای مدت زمان محدودی پخش شد، سپس در تاریخ ۲۸ سپتامبر ۲۰۱۰ این فیلم در دی وی دی منتشر شد.
در همان سال سینا در فیلم کودکان به نام Fred: The Movie بازی کرد، این فیلم بر اساس یکی از فیلم‌های یوتیوب لوکاس کرایشکان بود، که جان در این فیلم نقش پدر خیالی فرد را داشت، این فیلم اولین بار در سپتامبر ۲۰۱۰ در نیکلودین پخش شد.
در سال ۲۰۱۵، سینا در فیلم‌های کمدی Trainwreck Sisters ظاهر شد و یک نقش آفرینی کوتاه در فیلم Daddy's Home کرد.
جان سینا در سال ۲۰۱۶ به عنوان مهمان ویژه مسابقات Daytona 500 راننده خودروی سرعت شد.
در سال ۲۰۱۷، سینا صدای خود را برای کارتون‌ها آماده کرد تا صدا پیشگی کند، سینا در کارتون‌های Surf's Up 2: WaveMania و Ferdinand صدا پیشگی کرد، او همچنین در فیلم Daddy's Home قسمت دوم هم حضور آفرینی کرد.
در سال ۲۰۱۸ سینا در فیلم کمدی Blockers بازی کرد و همچنین در فیلم Bumblebee بازی کرد و نقش برجسته ای در این فیلم داشت.

### حضور به عنوان مهمان
جان سینا قبل از آنکه وارد دبلیودبلیوای شود در یک برنامه به اسم Go Sick در وب کست حضور پیدا کرد و نقش یک کشتی‌گیر عصبانی عوضی در سال ۲۰۰۱ را داشت.

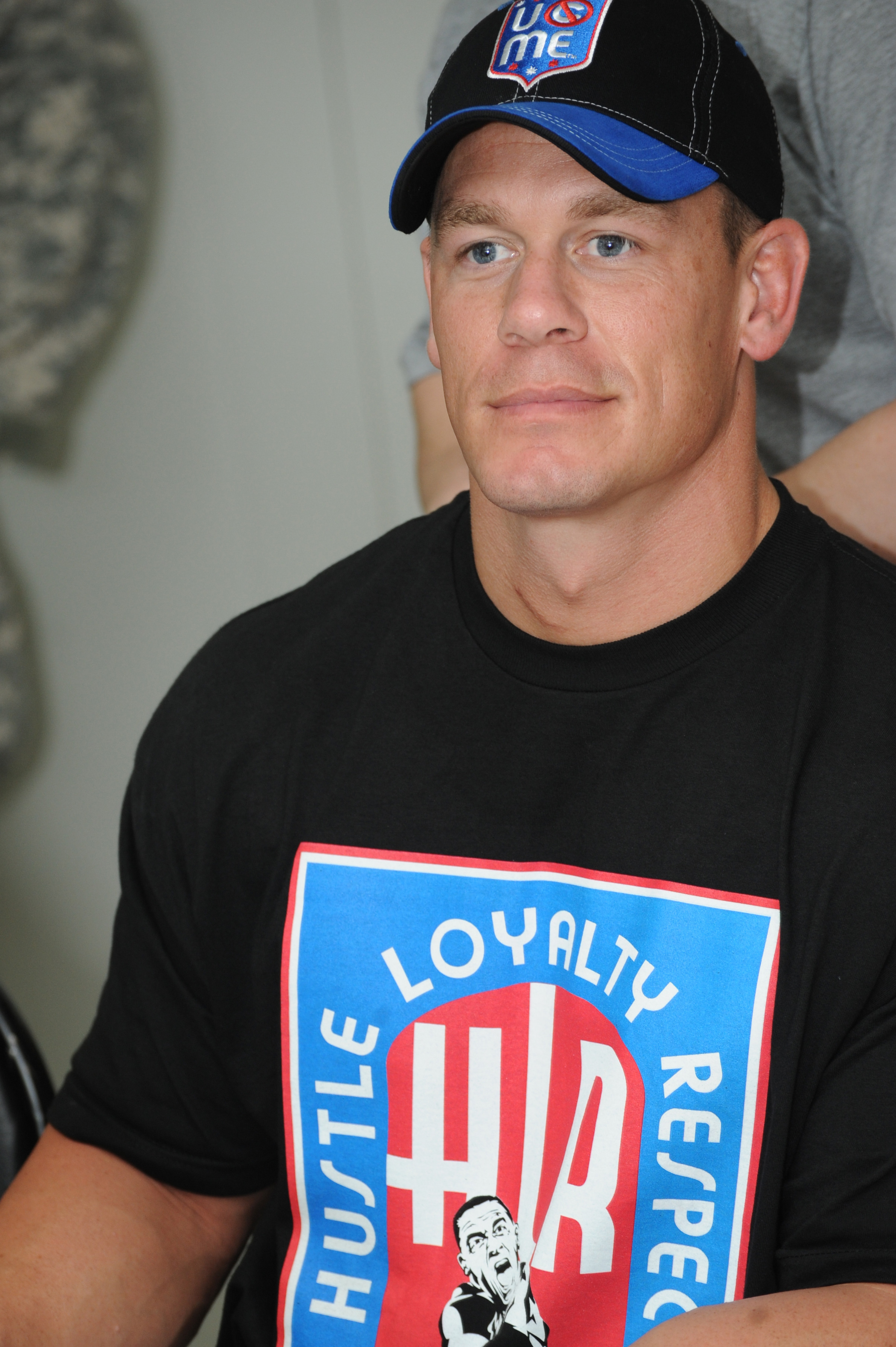
جان سینا در سال ۲۰۰۸

جان سینا همچنین در طول دوران حرفه‌ای خود در دبلیودبلیوای سه بار مهمان برنامه "Jimmy Kimmel" شد، سینا همچنین در نمایش‌های صبح رادیوئی مثل "CBS" و "XM" قسمت‌های اوپی اند آنتونی در بخش"walkover" در ۱۰ اکتبر ۲۰۰۶ حاضر شد، نمایش‌های دیگری که سینا در آن حاضر شد شامل"Late Night with Conan O'Brien" بود که در شبکه Nbc و"Fuse's Celebrity Playlist" و"The Best Damn Sports Show Period" و"MADtv" و"G4's Training Camp" همراه با شلتون بنجامین و دو نمایش در"Punk'd" با عنوان شوخی خرکی که سینا نقش قربانی را داشت، سینا همچنین در سال ۲۰۰۵ همراه با هالک هوگن به عنوان مجری میزبان جوایز "Teen Choice Awards" شدند، همچنین سینا به عنوان داور مهمان در هفته سوم از فصل ۲۰۰۶ برنامه"Nashville Star" شد و همین‌طور سینا در"Nickelodeon UK Kids Choice Awards" سال ۲۰۰۷ هم میزبان شد.
در ژانویه سال ۲۰۰۷ جان سینا و باتیستا و اشلی ماسارو به عنوان نمایندگان دبلیودبلیوای در یک قسمت از"Extreme Makeover: Home Edition" شرکت کردند و به بچه‌های خانوادهایی که خانه‌هایشان در حال بازسازی بود وسایل دبلیودبلیوای و ۸ بلیط رسلمینیا ۲۳ دادند، دو ماه بعد جان سینا و بابی لشلی در شوی بازی"Deal or No Deal" حضور پیدا کردند که از طرفدار قدیمی دبلیودبلیوای ریک آچبرگر کسی که همیشه در در ردیف جلو تماشاچیان دبلیودبلیوای می‌نشیند به حمایت پرداختند، در این برنامه ادج و رندی اروتون هم حضور داشتند اما به عنوان مخالف، در ۹ آوریل ۲۰۰۸ سینا به همراه دو کشتی‌گیر دیگر دبلیودبلیوای تریپل ایچ و کریس جریکو در مؤسسه خیریه"Idol Gives Back" برای جمع‌آوری پول برای کودکان بیمار حضور پیدا کردند، در مارس ۲۰۰۹ سینا به عنوان مهمان به برنامه"Saturday Night" دعوت شد، در ۷ مارس ۲۰۰۹ جان سینا به عنوان یک مهمان در برنامه پرسش سؤال "Wait Wait... Don't Tell Me!" حاضر شد و در بخش"Not My Job" شرکت کرد.

### تلویزیون
در سال ۲۰۰۱ بین آموزش‌های جان سینا در "UPW" و "OVW" سینا در سریال تلویزیونی "Manhunt" حضور پیدا کرد که در آن او نقش "بینگ تیم کینگ من" را داشت و رهبر گروه شکارچیان جایزه گیر بود و کسانی که فراری بودند را می‌گرفت، با اینحال این نمایش با جنجال‌های زیاد از بین رفت و فقط شش قسمت از آن پخش شد.
سینا در مسابقات ماشین سواری"Fast Cars and Superstars: The Gillette Young Guns Celebrity Race" که در ژوئن ۲۰۰۷ پخش شد شرکت کرد، و سینا قبل آنکه به فینال برود حذف شد و در کل در جایگاه سوم این مسابقات قرار گرفت.
در سال ۲۰۰۷ سینا با برنامه مستند تبلیغاتی"CNN Special Investigations Unit" مصاحبه ای دربارهٔ مرگ و میر در کشتی کج کرد که بر روی استفاده از استروئید و مواد مخدر در کشتی متمرکز بود، وقتی از جان پرسیدند که استروئید مصرف کرده یا نه جان سینا گفت: من نمی‌توانم بگویم که استفاده نکردم ولی شما هرگز نمی‌توانید اثبات کنید که من استروئید مصرف کردم، روز بعد پخش مستند دبلیودبلیوای CNN را مهتم کرد که CNN حرف‌های سینا را ویرایش کرده و بخش‌هایی را سانسور کرده و سینا گفت قطعاً مصرف نکردم و من حاضر هستم هر روز آزمایش بدهم، دبلیودبلیوای برای اثبات حرف‌های خودش ویدیویی از زاویه دیگر از حرف‌های سینا را پخش کرد و CCN هم در نسخه‌های بعدی حرف‌های سینا را به واضح بخش کرد.
جان سینا سپس به همراه ناتالی بسینگ توییت میزبان"Nickelodeon Kids Choice Awards" استرالیا شد در ۱۱ اکتبر سال ۲۰۰۸ در ملبورن.
سینا سپس به عنوان یک ستاره ویژه وارد یک قسمت از چهار قسمت فیلم کمدی "Psych" شد و نقش ایوان اوهارا را بر عهده گرفت، او در فیلم برادر بزرگتر جولیت اوهارا بود، جان سینا همچنین به عنوان یک مهمان ویژه در سریال کمدی "Hannah Montana Forever" نقش آفرینی کرد.
در ۱۷ اوت ۲۰۱۵ جان سینا مهمان برنامه Today Show شد، او در ۲۸ دسامبر و ۲۹ دسامبر ۲۰۱۵ دوباره مهمان این برنامه شد، جان سینا در تاریخ ۲۱ اوت ۲۰۱۵ مهمان برنامهLate Night with Seth Meyers شد، و سپس جان سینا دوباره چندین بار در برنامه Today Show دعوت شد در تاریخ‌های ۲۸ و ۳۰ مارس و ۹، ۱۰، ۱۳، ۳۰ ماه مه ۲۰۱۶.
سینا میزبان مسابقات"American Grit" شد که ۱۰ قسمت داشت، ۱۶ زن و مرد به چهار تیم تقسیم شدند که بین آن‌ها چالش‌هایی به وجود آمد که جایزه ای به ارزش ۱ میلیون دلار به تیم برنده داده می‌شد، برنامه "American Grit" برای نخستین بار در ۱۴ آوریل ۲۰۱۶ پخش شد، سینا در توییتر با استفاده از هشتگ #ShowYourGrit توییت‌های انگیزشی ارسال می‌کرد، فینال فصل ۱ در تاریخ ۹ ژوئن ۲۰۱۶ پخش شد.
جان سینا در تاریخ ۱۳ ژوئیه ۲۰۱۶ میزبان جوایز ESPN شد در لوس آنجلس.
در ۱۰ اکتبر ۲۰۱۶ جان سینا مهمان برنامه "Saturday Night Live" شد.
در ۲۴ ژانویه ۲۰۱۷ نیکلودین اعلام کرد جان سینا میزبان رویداد"Nickelodeon Kids' Choice Awards" خواهد بود به تاریخ ۱۱ مارس، در ۱۱ ژانویه ۲۰۱۸ اعلام شد جان سینا باز هم میزبان"Nickelodeon Kids' Choice Awards" می‌شود در تاریخ ۲۴ مارس ۲۰۱۸، همچنین در حال حاضر جان سینا مشغول فعالیت در کارتون "Rise of the Teenage Mutant Ninja Turtles" است و صدا پیشگی نقش منفی این کارتون"Baron Draxum" را اجرا می‌کند.
در ۱۴ فوریه ۲۰۱۹ اعلام شد جان سینا میزبان شوی بازی Are You Smarter Than A 5th Grader خواهد شد.
او در فیلم نبرد با آتش نیز به بازیگری پرداخت.
او در این فیلم نقش یک آتش‌نشان را دارد، همچنین او سابقه بازی در فیلم سریع و خشمگین ۹ را در کارنامه خود ثبت کرده است.

## دوران خوانندگی
علاوه بر آنکه حرفه شغلی جان سینا کشتی گرفتن بود او یک رپر هم بود و جان سینا تم سانگ اولیه خود در دبلیودبلیوای "Basic Thuganomics" را خودش خواند و این آهنگ در آلبوم دبلیودبلیوای "WWE Originals" یک آهنگ برجسته بود، جان سینا همچنین یک آهنگ به اسم "Untouchables" ریکورد کرد برای آلبوم موسیقی بعدی کمپانی دبلیودبلیوای ThemeAddict: WWE The Music، جان سینا در یک ریمیکس هم برای آهنگ "H-U-S-T-L-E" با مورس، ای فورتی و چینگو بلینگ همکاری کرد.
جان سینا اولین آلبوم خود را با نام "You Can't See Me" با پسر عموی خود ترید مارک ضبط کرد، تم انترس یا همان تم ورودی جان سینا در دبلیودبلیوای آهنگ "The Time is Now" از جان سینا است، همچنین از تک آهنگ این آلبوم "Bad, Bad Man" یک موزیک ویدیو ساخته شد که سال ۱۹۸۰ را نشون می‌داد و جان سینا رهبر گروه The A-Team بود، در یک موزیک ویدئو دیگر برای تک آهنگ بعدی "Right Now" ساخته شد و برای اولین بار در ۸ اوت در شوی راو به نمایش درآمد، سپس جان سینا و ترید مارک در یک ترک با گروه "The Perceptionists" همکاری کردند به اسم "Champion Scratch"، همچنین سینا در آلبوم "Cena appeared on Tionne" در آهنگ"Still Cool" ظاهر شد.
در اکتبر ۲۰۱۴ جان سینا با رپر معروف ویز خلیفا همکاری کرد برای دو آهنگ با نام‌های "Breaks" و "All Day" برای بازی کامپیوتری WWE2k15.

## سایر اقدامات

### تبلیغات و تاییدیه‌ها

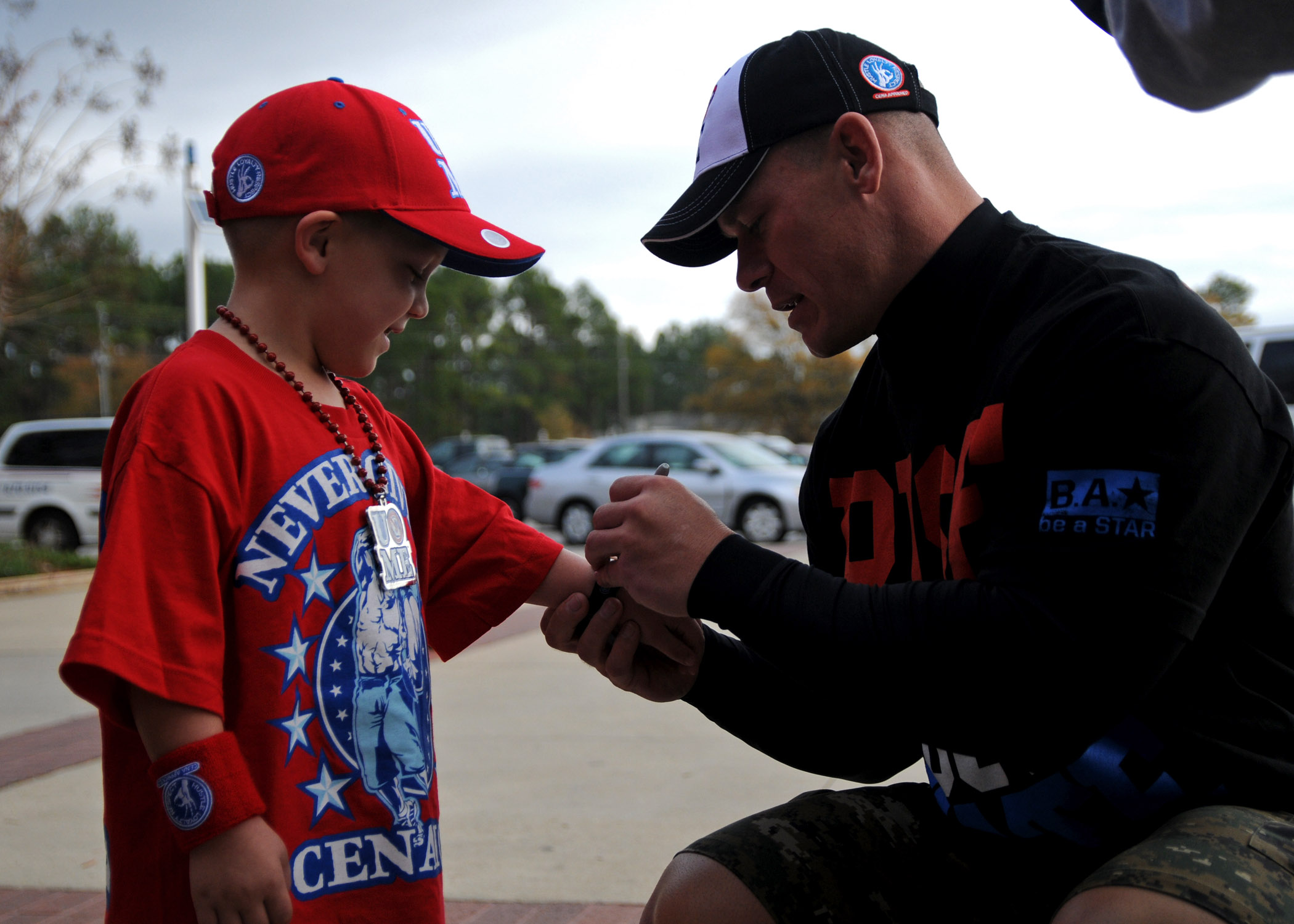
جان سینا در حال امضاء دادن به هوادار کوچک خود

قبل از شروع کریر حرفه‌ای جان سینا در دبلیودبلیوای سینا برای باشگاه Gold's Gym تبلیغات می‌کرد، جان سینا به عنوان یک کشتی‌گیر نوشیدنی انرژی زا YJ Stinger را تبلیغ کرد، در اکتبر ۲۰۰۳ در آگهی‌های بازرگانی و تبلیغات ظاهر شد و همچنین او برای رستوران Subway تبلیغاتی را با سخنرانی خود و جورج فوگل در نوامبر ۲۰۰۶ انجام داد که در ماه ژانویه پخش شد، در سال ۲۰۰۷ جان سینا دو تبلیغ دیگر که یکی برای نوشنیدنی‌های انرژی زا و یکی برای شکلات‌های انرژی زا بود کرد، در سال ۲۰۰۸ سینا برای یک تبلیغ تجاری فیلم‌برداری شد برای برند Gillette با کمپین تبلیغاتی انجمن NASCAR.
در سال ۲۰۰۹ سینا ارتباط خود را با Gillette گسترش داد با معرفی یک کمپین آنلاین جدید به نام "Be A Superstar" همراه با دیگر کشتی گیران دبلیودبلیوای کریس جریکو و کودی رودز، بعد از این که دواین جانسن ملقب به د راک در طول فیودش در دبلیودبلیوای با جان سینا سینا را به یک کاسه بزرگ خوراکی‌های رنگی فروتی پبلز تشبی کرد سینا این خوراکی را در سال ۲۰۱۳ تبلیغ کرد، در ۱۳ اکتبر ۲۰۱۶ جان سینا در یک تبلیغ تجاری جدید وارد شد و سینا صدای یک فیل به نام ارنی را بر عهده داشت که تبلیغات پسته را انجام می‌داد.

### کارهای خیرخواهانه

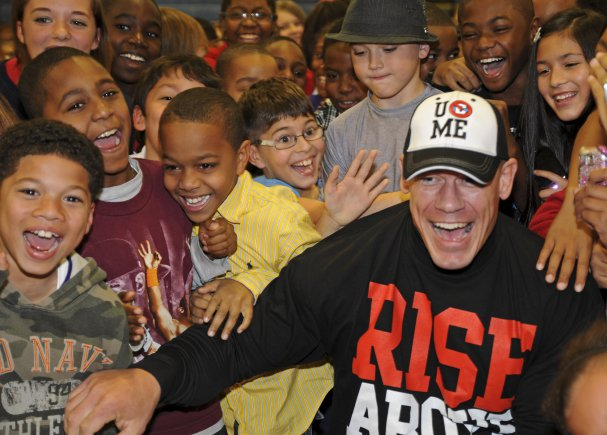
جان سینا به همراه بچه‌ها

جان سینا بیش از ۶۰۰ آرزو برای کودکان مبتلا به بیماری‌های خطرناک را از طریق بنیاد "Make A Wish" اعطا کرد که بیشتر از هر کس دیگر در تاریخ است، در سال ۲۰۰۹ جان سینا جایزه ارزشمند (کریس گرایشس) اولین کسی که در این بنیاد آرزویش برآورده شد را دریافت کرد.
از اواخر سال ۲۰۱۱ تا رسلمینیا ۲۸ جان سینا یک تیشرت سیاه به تن کرد که روی آن نوشته بود "Rise Above Hate" یعنی صعود بر نفرت این تیشرت کمپین "Be A Star" را تبلیغ می‌کرد که یک کمپین برای مبارزات با ضد کودک آزاری بود که در دبلیودبلیوای ترویج می‌کرد، در سپتامبر و اکتبر ۲۰۱۲ جان سینا یک تیشرت صورتی به تن کرد که روی آن نوشته شده بود "Rise Above Cancer" یعنی غلبه بر سرطان که جان سینا با بزرگ‌ترین سازمان بودجه برای مقابله با سرطان "Susan G. Komen for the Cure" همکاری کرد و بیش از ۲ میلیون دلار کمک کرد.
در نوامبر سال ۲۰۱۶ جان سینا در یک اعلان عمومی با نام "We Are America" ظاهر شد یعنی ما آمریکایی هستیم، این بنیاد توسط شورای تبلیغات بخشی از کمپین "Love Has No Labels" حمایت می‌شد.

## در فرهنگ عمومی
در اواسط سال ۲۰۱۵ جان سینا وارد موضوع داغ میم اینترنتی شد و توجه مردم را در اینترنت برانگیخت، موضوع این میم اینترنتی "Unexpected John Cena" یعنی جان سینای غیرمنتظره بود، جان سینا به صورت غیرمنتظره ای وارد می‌شد و هوادارهایش را سوپرایز می‌کرد همچنین خیلی‌ها این میم اینترنتی را با اسم "it is name is John Cena" می‌شناسند.
در ۱۰ مه ۲۰۲۱، سینا ویدیویی را در حساب کاربری خود در ویبو منتشر کرد که در آن هنگام تبلیغ فیلم آینده سریع و خشمگین ۹ در ماشین نشسته و بستنی می‌خورد. در این ویدئو، سینا به زبان چینی ماندارین صحبت می‌کند و بستنی قیفی را مثل یک میکروفون در دستانش گرفته است. این ویدئو توسط میلیون‌ها کاربر مشاهده شد و الهام‌بخش ایجاد میم «بین چیلین»، بد شنیدن bīngqílín (冰淇淋) است که به معنای بستنی است و بارها در ویدیو گفته می‌شود.

### عذرخواهی از چین
در ماه مه ۲۰۲۱، جان سینا یک ویدیوی عذرخواهی برای طرفداران خود در چین منتشر کرد، زیرا در یکی از مصاحبه‌هایش از تایوان به عنوان یک کشور یاد کرده بود. در نتیجه سینا موضوع چندین میم اینترنتی مرتبط با حزب کمونیست چین و سامانه اعتبار اجتماعی شد. این همچنین باعث شد او به‌عنوان «جان شینا»، «ژانگ شینا» یا «ژائو شینا» (赵喜娜) شناخته می‌شود. کمدین و مفسر سیاسی بیل مار از سینا به دلیل عذرخواهی او از چین انتقاد کرد.

## زندگی شخصی
جان سینا در تمپا، فلوریدا ساکن است.

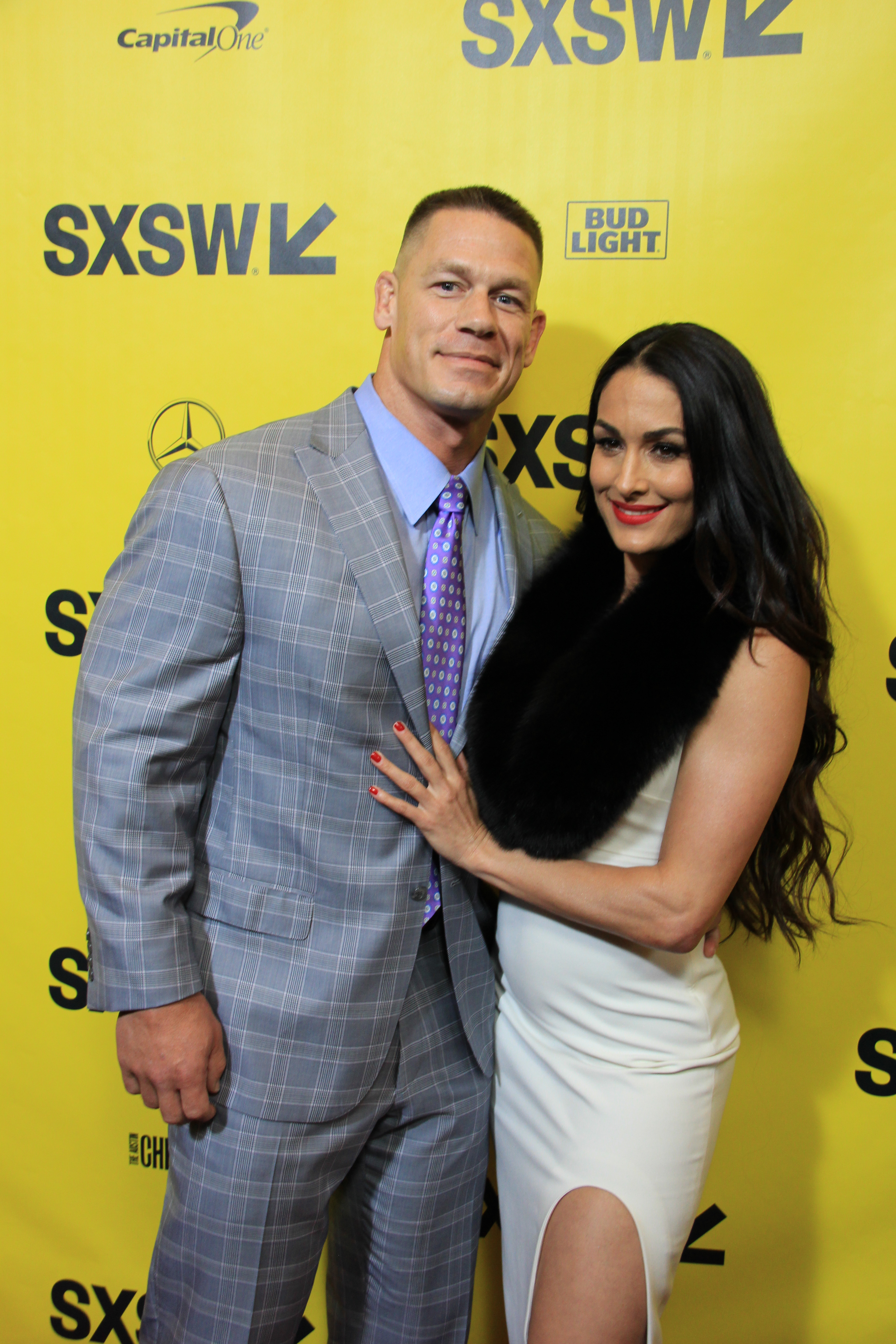
جان سینا به همراه نامزد سابق خود نیکی بلا در مارس ۲۰۱۸

جان سینا بارها گفت او دوست ندارد پدر شود چون که او همیشه مشغول به کار و بازیگری است و او نمی‌خواهد پدری غایب برای بچه خود باشد و بزرگ شدن بچه اش را نمی‌خواهد از دست بدهد. همچنین سینا تحت عمل جراحی وازکتومی قرار گرفته و نمی‌تواند پدر شود و برای پدر شدن باید عمل انجام دهد.
جان سینا درحالی که در فیلم خود در سال ۲۰۰۹ به اسم 12 Rounds در حال بازی بود اعلام کرد که او با دوست سابق دبیرستان خود الیزابت هوبردو نامزد کرده است، آن‌ها در ۱۱ ژوئیه سال ۲۰۰۹ ازدواج کردند، در ۱ مه سال ۲۰۱۲ سینا درخواست طلاق داد که در ۱۸ ژوئیه جدا شدند، در سال ۲۰۱۲ جان سینا با یک کشتی‌گیر زن به اسم نیکی بلا وارد رابطه شد، جان سینا پس از ۵ سال رابطه با نیکی بلا در ۲ آوریل ۲۰۱۷ در رویداد رسلمنیا ۳۳ از نیکی بلا خواستگاری کرد، جان و نیکی در آوریل ۲۰۱۸ به رابطه خودشان پایان دادند، آن‌ها فقط چند هفته قبل عروسی خودشان جدا شدند که قرار بود در تاریخ ۵ می ۲۰۱۸ ازدواج کنند، دلیل جدایی نیکی و سینا طبق برنامه ریالیتی شو توتال بلاز این بود که نیکی نمی‌دانست این ازدواج کار درستی است یا نه و از عروسی زده شد. حدود یک سال بعد از جدایی جان سینا و نیکی بلا، در تاریخ ۲۸ مارس ۲۰۱۹ عکسی از جان سینا با دختری ناشناخته در خیابان‌های کانادا گرفته شد و معلوم شد او دوست دختر جدید سینا است، چند هفته بعد هویت دوست دختر جدید جان سینا مشخص شد و معلوم شد نام او شی شریعت‌زاده است که متولد کانادا است و اصالتی ایرانی دارد، در تاریخ ۲۶ اکتبر جان سینا در مراسم فرش قرمز فیلم خود Playing With Fire با شریعت‌زاده وارد این مراسم شد تا رابطه آنها به صورت رسمی رو به روی دوربین اعلام شود. وی در ۱۲ اکتبر ۲۰۲۰ با شریعت‌زاده که از اوایل ۲۰۱۹ باهم قرار می‌گذاشتند، طی یک مراسم خصوصی در تمپا، فلوریدا ازدواج کرد.
جان سینا بسیار فردی تودار است و تمام مسائل شخصی زندگی خود را فاش نمی‌کند، او حتی دربارهٔ علت اصلی جدایی خود و نیکی بلا پاسخی به خبرنگاران نمی‌دهد.

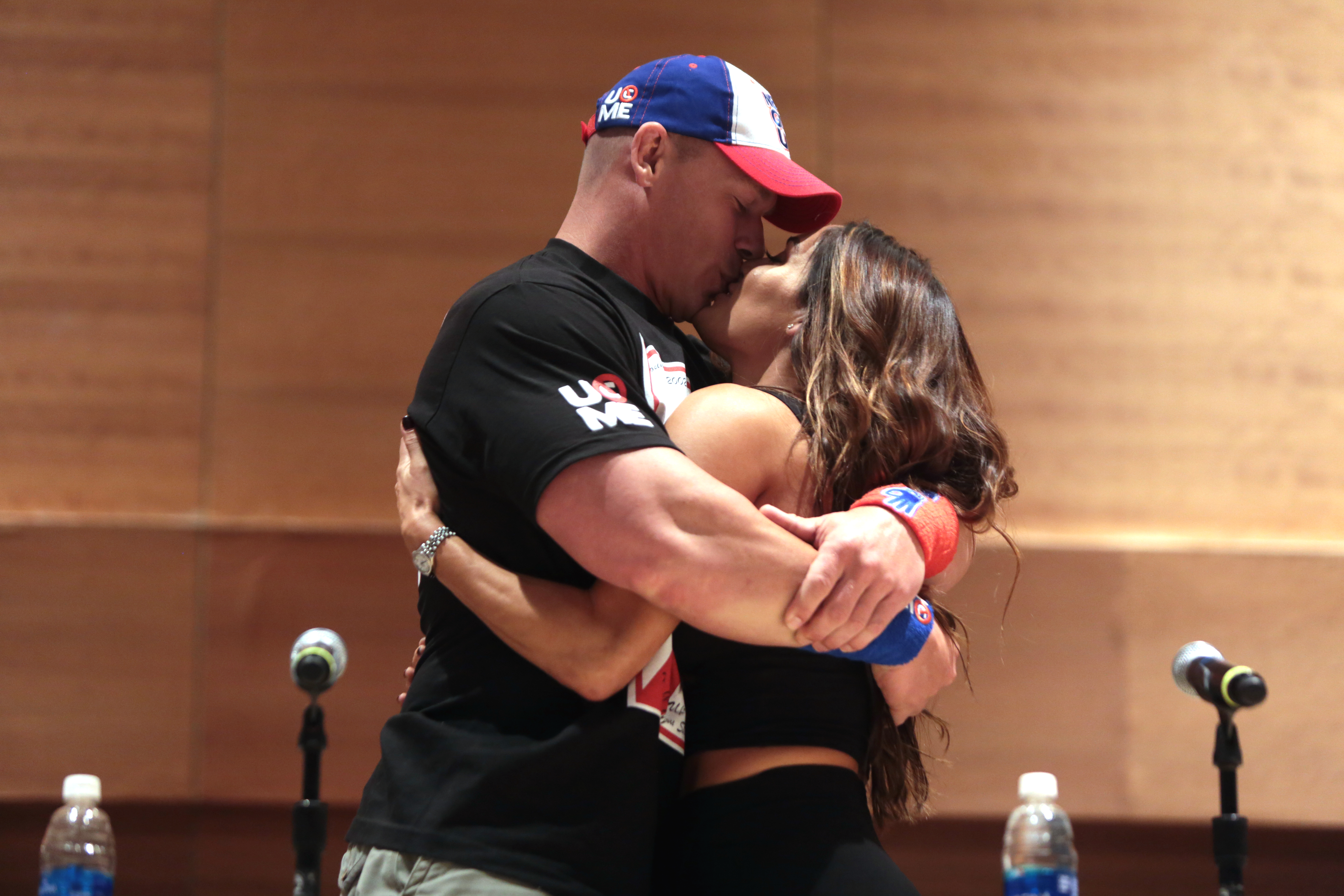
نیکی بلا و جان سینا یکی از معروف‌ترین زوج‌های آمریکا بودند و هواداران یک ترکیب اسمی برای آنها درست کردند و آنها را نینا معرفی کردند

جان سینا طرفدار انیمیشن‌های ژاپنی است و انیمیشن مورد علاقه او"Fist of the North Star" است، همچنین جان سینا علاقه زیادی به بازی‌های کامپیوتری دارد و سینا مجموعه بازی های"Command & Conquer" را خیلی دوست دارد، جان سینا از بسیاری از تیم‌های ورزشی آمریکایی نزدیکی زادگاهش مانند"Boston Bruins" و"Boston Celtics" و"Boston Red Sox" و"New England Patriots" حمایت می‌کند، جان سینا زیاد فوتبال نگاه نمی‌کند ولی تیم مورد علاقه او تاتنهام هاتسپر انگلیس است، جان سینا بیش از ۲۰ خودروی عضلانی دارد که بعضی از آن‌ها فقط یک نوع از آن وجود دارد.
جان سینا در سال ۲۰۱۶ شروع به یادگیری زبان ماندارین چینی کرد برای آنکه بتواند با زبان چینی با مردم چین ارتباط برقرار کند و کمپانی دبلیودبلیوای را بیشتر به چین معرفی کند و جان سینا در ماندارین در یک کنفرانس مطبوعاتی در چین به زبان چینی صحبت کرد، سینا در شبکه اجتمایی ویبو به زبان چینی ویدیوهایی می‌گیرد و نشون می‌دهد زبان چینی را خیلی خوب یادگرفته است، جان همچنین در آوریل ۲۰۱۸ نشان داد که او پیانو زدن را آموخته است.
در دسامبر ۲۰۱۷ شرکت فورد برای جان سینا شکایت کرد، دلیل شکایت فورد آن بود که جان سینا خودرو Ford Gt ۲۰۱۷ که از این شرکت خریده بود را زودتر از زمان قرارداد با قیمت بیشتر فروخت، قرارداد فورد با سینا چنین بود که جان سینا تا دو سال نباید خودرویی که خریده بود را بفروشد چون که برای شرکت عملکرد منفی داشت، سینا با اینکه این قرارداد را نقض کرد ولی پایش به دادگاه باز نشد و به صورت دوستانه با فورد معامله کرد و خودرو خودش را مجدداً برای فروش گذاشت و این پول را به خیریه داد.
در ژوئیه ۲۰۱۸ جان سینا به چین رفت و در یینچوان مستقر شد، جان سینا توضیح داد که او پنج ماه در آنجا زندگی خواهد کرد زیرا او در یک فیلم با جکی چان دارد کار می‌کند به اسم Project X-Traction، جان سینا در چین از طریق ویبو و چنل یوتیوب دبلیودبلیوای ویدیوهایی از چین ارسال کرد و مکان‌هایی مثل بازارها و رستوران‌ها را فیلم‌برداری می‌کرد.

## افتخارات و دستاوردها
- افتخارات در اوهایو ولی رسلینگ

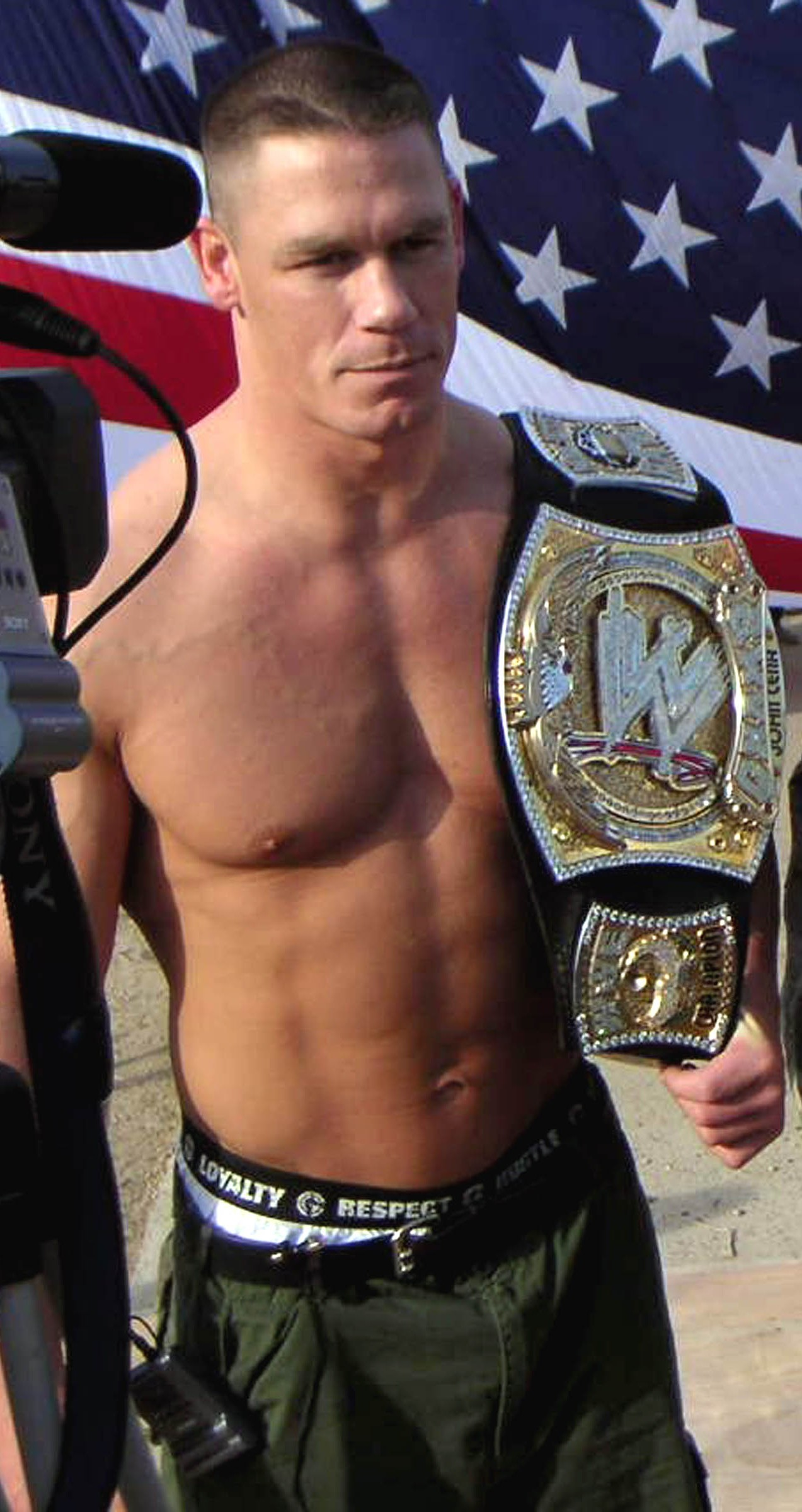
جان سینا 14 بار قهرمان کمربند دبلیودبلیوای شده

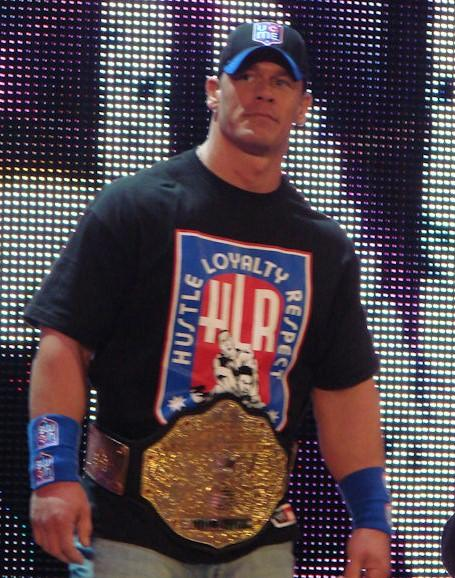
جان سینا ۳ بار قهرمان سنگین‌وزن جهان شده که با ۱۴ قهرمانی دبلیودبلیوای جان سینا به ۱۷ قهرمانی جهانی تبدیل می‌شود

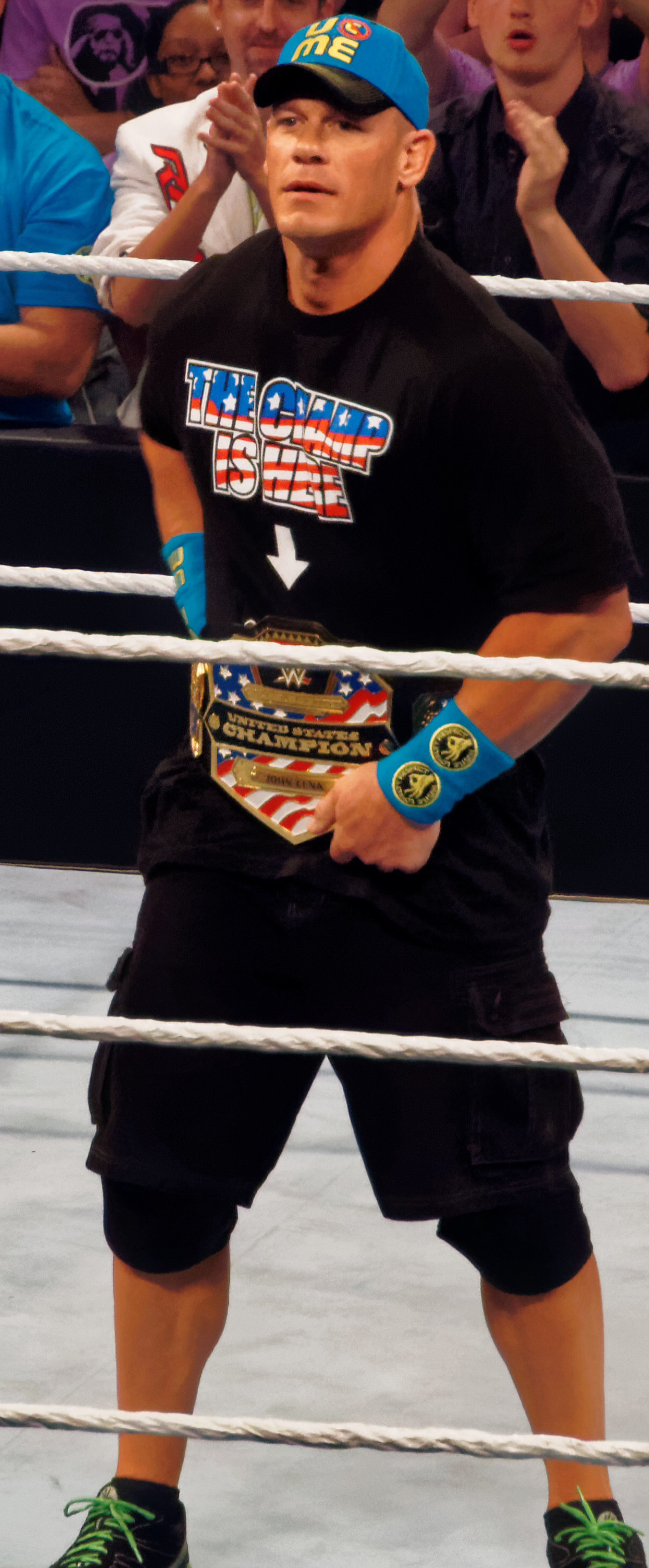
جان سینا یکی از بهترین قهرمانان کمربند یونایتد استیس است، جان سینا با ۵ بار پیروز شدن این کمربند همراه با ریک فلیر بیشتر از هر کس دیگر برنده این کمربند شده

  - قهرمانی کمربند سنگین‌وزن او وی دبلیو (۱ بار)[۱۴۰]
  - قهرمانی کمربند تگ تیم جنوبی (۱ بار) همراه با ریکو کانستانتینو[۱۴۱]
- افتخارات در مجله کشتی در پرو رسلینگ ایلستریتد
  - برنده درگیری سال (۲۰۰۶) همراه با ادج[۱۴۲]
  - برنده درگیری سال (۲۰۱۱) همراه با سی ام پانک[۱۴۳]
  - برنده مسابقه سال (۲۰۰۷) با شاون مایکلز در راو[۱۴۴]
  - برنده مسابقه سال (۲۰۱۱) با سی ام پانک درمانی این د بنک[۱۴۵]
  - برنده مسابقه سال (۲۰۱۳) با دنیل برایان در سامراسلم[۱۴۶]
  - برنده مسابقه سال (۲۰۱۴) با بری وایت در مسابقه لست من استندینگ در پیبک[۱۴۶]
  - برنده مسابقه سال (۲۰۱۶) با ای جی استایلز در سامراسلم[۱۴۷]
  - انتخاب شده به عنوان کشتی‌گیر پیشرفت کرده در سال (2003)[۱۴۸]
  - انتخاب شده به عنوان محبوب‌ترین کشتی گر بین دهه (۲۰۰۰–۲۰۰۹)
  - انتخاب شده به عنوان محبوب‌ترین کشتی سال در سال‌های (2004, 2005, 2007, 2012)[۱۴۹]
  - انتخاب شدن به عنوان گشتی گیر سال (2006, 2007)[۱۵۰]
  - قرارگیری در رنکینگ ۱# در بهترین کشتی‌گیر سال از بین ۵۰۰ کشتی‌گیر برتر در سال‌های (۲۰۰۶، 2007, 2013)[۱۵۱][۱۵۲]
- افتخارات در اسپورتس ایلوستریتد
  - جایزه میراث محمد علی برای ورزشکار بشردوست سال (2018)[۱۵۳]
- افتخارات در آلتیمت پرو رسلینگ
  - قهرمانی سنگین‌وزن بو پی دبلیو (۱ بار)[۱۵۴]
- افتخارات در وورلد رسلینگ اینترتیمنت - دبلیودبلیوای
  - قهرمانی سنگین‌وزن جهان (۳ بار)[۱۵۵]
  - قهرمانی تگ تیم جهان (۲ بار) یک بار همراه با باتیستا و یک بار همراه با شاون مایکلز[۱۵۶]
  - قهرمانی کمربند دبلیودبلیوای (۱۴ بار)[۱۵۷]
  - قهرمانی کمربند تگ تیم دبلیودبلیوای (۲ بار) یک بار همراه با میز و یک بار همراه با دیوید اتانگا[۱۵۸]
  - قهرمانی کمربند یونایتد استیس - آمریکا (۵ بار)[۱۵۹]
  - برنده کیف مانی این د بنک (2012)[۱۶۰]
  - برنده مسابقه ۳۰ نفره رویال رامبل (2008, 2013)[۱۶۱][۱۶۲]
  - نامبر وان کانتندر تورنومنت برای مسابقه سر کمربند دبلیودبلیوای (2003, 2005)[۱۶۳]
  - برنده ۱۰ اسلمی آواردز[۱۶۴]
    - اسلمی بازی تغییر سال (۲۰۱۱) - همراه با راک[۱۶۵]
    - اسلمی قهرمان همه ما (2015)[۱۶۶]
    - اسلمی حرکت وحشتناک سال (۲۰۱۰) - «ای ای وحشتناک جان سینا روی باتیستا از روی ماشین»[۱۶۷]
    - اسلمی توهین سال به دولف زیگلر و ویکی گوئرو (۲۰۱۲) «شماها متضاد هم هستین، یکیتون که فقط دوست دارد آجیل بخوره و اون یکی هم که هنوز در تلاشه خودشو پیدا کنه»[۱۶۸]
    - اسلمی بوسه سال با ای جی لی (2012)[۱۶۸]
    - اسلمی مسابقه سال (۲۰۱۳–۲۰۱۴) «مسابقه جان سینا و راک در رسلمینیای ۲۹ تیم سینا مقابل تیم آتوریتی در سروایور سریز»[۱۶۹][۱۷۰]
    - اسلمی بهترین کشتی‌گیر سال (۲۰۰۹٬۲۰۱۰،2012)[۱۶۷][۱۶۸][۱۷۱]
- افتخارات در خبرنامه رسلینگ آبزرور
  - بهترین کشتی‌گیر بلیط فروش (2007)[۱۷۲]
  - بهترین گیمیک و شخصیت (2003)[۱۷۲]
  - بهترین در مصاحبه‌ها (2007)[۱۷۲]
  - بهترین فیود و درگیری سال (۲۰۱۱) مقابل سی ام پانک[۱۷۳]
  - بهترین مسابقه سال (۲۰۱۱) مقابل سی ام پانک درمانی این د بنک ۱۷ ژوئیه[۱۷۳]
  - کشتی‌گیر کاریزماتیک (2006-2010)[۱۷۲]
  - کشتی‌گیر کاریزماتیک دهه (2000-2009)[۱۷۴]
  - بهترین کشتی‌گیر سال (2007-2010)[۱۷۲]
  - بدترین فیود و درگیری سال (۲۰۱۲) مقابل کین[۱۷۵]
  - بدترین مسابقه سال (۲۰۱۲) مقابل جان لورینایتیس در اور د لیمت[۱۷۵]
  - بدترین مسابقه سال (۲۰۱۴) مقابل بری وایت در اکستریم رولز[۱۷۶]
  - هال اف فیمر خبرنامه رسلینگ آبزرور (کلاس 2012)[۱۷۷]

### افتخارات و جوایز دیگر
- هال اف فیمر ورزشکار اسپرینگفیلد کالج (کلاس 2015)[۱۷۸]
- برنده جایزه بنیاد آرزوی Make A Wish کریس گرایشس سلبریتی
- جایزه مخصوص بنیاد آرزوی Make A Wish برای جان سینا (برای اولین بار در این بنیاد که فردی ۳۰۰ آرزو کودکان بیمار را برآورده کرد)[۱۷۹]
- شخصیت ورزشی سرگرم‌کننده سال توسط 2014 Sports Social TV[۱۸۰]
- گرند مارشال سازمان درمان و مبارزه با سرطان Susan G. Komen در سال 2014[۱۸۱]
- جایزه سازمان خیریه USO[۱۸۲]